# Massaker von Katyn

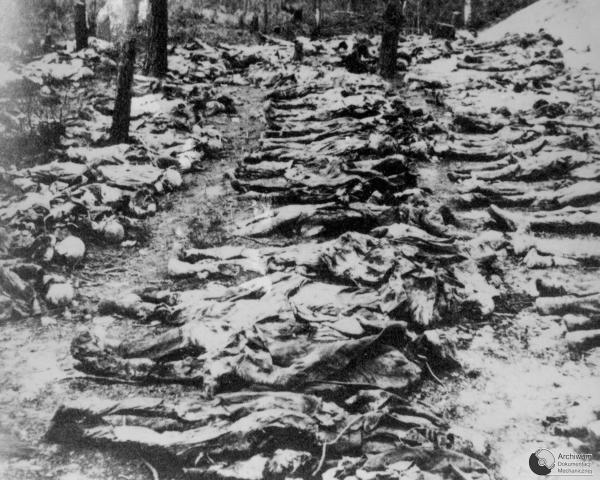
Exhumierte Opfer in Katyn (April 1943)

Beim Massaker von Katyn (auch Massenmord von Katyn oder Massenerschießungen von Katyn, polnisch Zbrodnia Katyńska) erschossen Angehörige des sowjetischen Volkskommissariats für Innere Angelegenheiten (NKWD) vom 3. April bis 11. Mai 1940 etwa 4400 gefangene Polen, größtenteils Offiziere, in einem Wald bei Katyn, einem Dorf 20 Kilometer westlich von Smolensk. Diese Tat gehörte zu einer ganzen Reihe von Massenmorden, die im Frühjahr 1940 an mindestens fünf verschiedenen Orten in den Unionsrepubliken Russland, Ukraine und Weißrussland an 22.000 bis 25.000 Berufs- und Reserveoffizieren, Polizisten, Priestern der katholischen und orthodoxen Kirche und Intellektuellen verübt wurden. Die Opfer zählten überwiegend zu den Vorkriegseliten der unabhängigen Zweiten Polnischen Republik. Die Entscheidung zu diesen Massenmorden traf der sowjetische Diktator Josef Stalin, das Politbüro der Kommunistischen Partei bestätigte die Hinrichtungsbefehle. Der Name des Dorfes Katyn, polnisch Katyń, repräsentiert in Polen diese Mordreihe und wurde zum nationalen Symbol für das Leiden Polens unter sowjetischer Herrschaft im Zweiten Weltkrieg.
Erstmals außerhalb des sowjetischen Staatsapparats bekannt wurden die Morde nach dem Fund eines der Massengräber bei Katyn im Sommer 1942 durch polnische Zwangsarbeiter der Deutschen. Das NS-Regime gab die Funde ab 11. April 1943 der internationalen Öffentlichkeit bekannt, um die Anti-Hitler-Koalition zu schwächen und von eigenen Verbrechen abzulenken. Die Sowjetunion leugnete ihre Verantwortung, lehnte eine internationale Untersuchung ab und versuchte, das Verbrechen dem NS-Regime anzulasten. An dieser Geschichtsfälschung hielt sie bis 1990 fest.
In den 1950er-Jahren stellten polnische Publizisten und ein vom US-Kongress eingesetzter Ausschuss die NKWD-Täterschaft fest. Nach neuen Dokumentfunden dazu räumte der sowjetische Präsident Michail Gorbatschow am 13. April 1990 die Verantwortung der Sowjetunion für diese Massenmorde ein und entschuldigte sich später beim polnischen Volk. Die Ministerpräsidenten Russlands und Polens, Wladimir Putin und Donald Tusk, gedachten 2010 in Katyn erstmals gemeinsam der Opfer des Verbrechens.
Die Täter wurden nie strafverfolgt. Opferangehörige klagten in Russland erfolglos auf Einsicht in die Ermittlungsakten, behördliche Auskunft über die Todesumstände der Opfer, deren juristische Rehabilitierung und Entschädigungen.

## Hintergründe

### Sowjetisierung Ostpolens
Die Zweite Polnische Republik befand sich seit ihrer Gründung 1918 im Konflikt mit Sowjetrussland. Polen siegte im Polnisch-Sowjetischen Krieg und erhielt im Friedensvertrag von Riga (1921) größere Teile der Ukraine und Weißrusslands, die bis 1795 zu Polen-Litauen gehört hatten. Die Sowjetunion dagegen sah diese Gebiete – in denen ethnische Polen die Minderheit stellten – als rechtmäßigen eigenen Landesteil an, zumal die Siegermächte des Weltkriegs mit der Curzon-Linie eine weiter westlich gelegene Grenze vorgeschlagen hatten. Der polnische Staatschef Józef Piłsudski strebte britisch-französische Garantieerklärungen und Bündnisse mit kleineren Nachbarstaaten in Osteuropa an, um Polens Unabhängigkeit gegen sowjetisches und deutsches Vormachtstreben zu sichern. 1932 wurde der polnisch-sowjetische Nichtangriffspakt geschlossen und 1934 um zehn Jahre verlängert.
Am 23. August 1939 steckten das Deutsche Reich und die Sowjetunion im Hitler-Stalin-Pakt ihre Interessengebiete in Osteuropa ab. In einem geheimen Zusatzprotokoll vereinbarten sie unter anderem „für den Fall einer territorial-politischen Umgestaltung“ eine Aufteilung Polens. Nach dem deutschen Überfall auf Polen am 1. September 1939 besetzte die Rote Armee am 17. September Ostpolen, ebenfalls ohne Kriegserklärung. Die polnische Regierung floh nach Rumänien. Viele polnische Soldaten flohen ins Ausland oder ergaben sich. Die Rote Armee machte in Ostpolen etwa 250.000 Kriegsgefangene.
Gemäß dem deutsch-sowjetischen Grenz- und Freundschaftsvertrag vom 28. September 1939 teilten die Sieger Polen auf und unterstützten einander dabei, polnische Widerstandsbewegungen in ihrem Besatzungsgebiet zu unterdrücken. Sie zerstörten je auf ihre Weise den polnischen Staat, seine Verwaltungsstrukturen, Parteien und Institutionen. Beide Seiten verfolgten kirchliche Amtsträger und die intellektuelle Elite. Dabei verübten die Deutschen auch Massenmorde an polnischen Juden. Die Sowjetunion rechtfertigte ihre Besetzung Ostpolens als angebliche Befreiung dort lebender Ukrainer und Weißrussen von polnischer Gewaltherrschaft. Nach manipulierten Volksabstimmungen schloss sie die besetzten Gebiete an benachbarte Unionsrepubliken an. Das Politbüro befahl den Militärtribunalen der Roten Armee, „Konterrevolutionäre“ in den annektierten Gebieten hinrichten zu lassen. Bestimmte Berufsgruppen wurden allgemein als antisowjetisch eingestuft, vor allem polnische Berufs- oder Reserveoffiziere, Polizisten, Beamte, Richter, Rechtsanwälte, Lehrer, Kleriker und Grundbesitzer. Viele davon wurden aufgrund vorgefertigter Listen oder von Denunziationen verhaftet und deportiert.
Diese und weitere Maßnahmen ähnelten den „nationalen Operationen“ des NKWD während des Großen Terrors (1936–1938), mit denen in allen nichtrussischen Unionsrepubliken die gesamten Führungsschichten entmachtet und umgebracht wurden. Eine davon war die „Polnische Operation“, in der von 143.000 verhafteten Sowjetbürgern polnischer Herkunft, mit polnisch klingenden Namen oder Kontakten nach Polen bis Oktober 1938 111.091 erschossen wurden. Diese politische Säuberung wurde von einer Kampagne gegen angebliche Sabotage-, Spionage- und Militär-Organisationen Polens auf sowjetischem Boden begleitet.

### Lagersystem

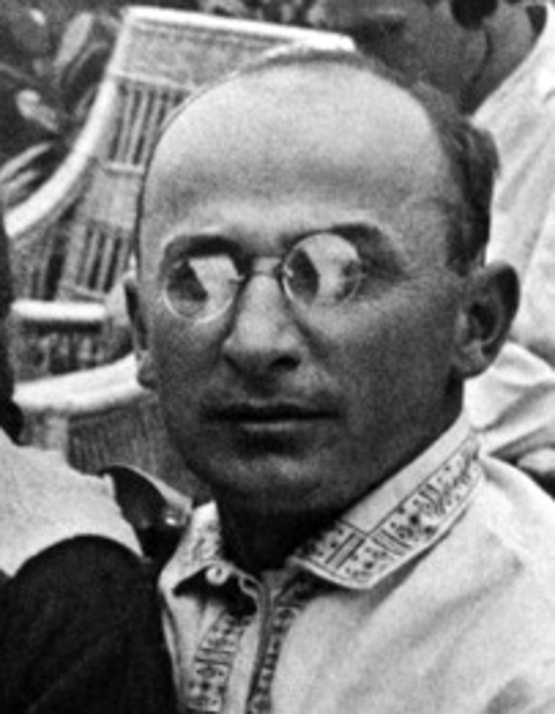
Lawrenti Beria (1899–1953), seit 1938 Volkskommissar (Minister) des NKWD

Am 18. September 1939 unterstellte das Politbüro die Aufnahmelager für die ostpolnischen Kriegsgefangenen dem NKWD. Am 19. September befahl dessen Leiter, Volkskommissar Lawrenti Beria, eine „Verwaltung für Kriegsgefangene und Internierte“ (Uprawlenije po delam wojennoplennych i internirowannych; UPWI) und acht Lager einzurichten. Zu deren Chef ernannte er Pjotr Soprunenko. Die UPWI wurde aus der Hauptverwaltung für Straflager (Gulag) heraus erst aufgebaut und war nicht auf Hunderttausende Gefangene vorbereitet. Ihre Aufnahme- und Übergangslager waren überbelegt und hatten kaum Unterkünfte. Die Gefangenen hungerten, mussten unter freiem Himmel schlafen, Post war verboten. Ab dem 1. Oktober registrierte man sie und notierte in Fragebögen ihre soziale Herkunft, schulische und militärische Ausbildung, Beruf, Parteizugehörigkeit und ihren Familienstand. Ihr Tagesablauf war genau geregelt, jedoch durften sie sich im Lager frei bewegen. Sie wurden politischer Indoktrination ausgesetzt und durften ihre Religion nicht ausüben. In dieser ersten Phase starben schon Zehntausende. Nur etwa 82.000 der polnischen und weißrussischen Kriegsgefangenen sollen bis 1941 überlebt haben.
Auf Befehl des Politbüros vom 3. Oktober 1939 entließ das NKWD bis zum 19. November rund 42.400 ethnische Ukrainer und Weißrussen aus den überfüllten Lagern. Rund 43.000 westpolnische Gefangene wurden an die deutsche Wehrmacht übergeben, im Gegenzug erhielt die Sowjetunion knapp 14.000 Gefangene, die in Ostpolen zu Hause waren. Bei diesem Austausch ging es nur um Mannschaftsdienstgrade und Unteroffiziere. Rund 39.600 ostpolnische Gefangene behielt das NKWD in Gewahrsam. Davon mussten 24.600 Soldaten und Unteroffiziere Zwangsarbeit leisten. Rund 15.000 Personen, davon 8500 Offiziere (mehrheitlich Reservisten) sowie 6500 Polizisten und Gendarmen, wurden auf drei Sonderlager verteilt. Davon befanden sich nach NKWD-Akten am 1. April 1940 rund 4600 Offiziere im Sonderlager Koselsk (Oblast Kaluga), rund 3900 Offiziere im Sonderlager Starobelsk (Oblast Lugansk, Ukraine) sowie etwa 6400 Polizisten, Gendarmen, Grenzsoldaten, Justizpersonal und Grundbesitzer im Sonderlager Ostaschkow (Seligersee).

### Sonderlager
In den Sonderlagern mussten sich die Ankömmlinge Baracken, Toiletten und Waschräume selbst bauen. Auch hier mangelte es an Nahrungsmitteln, Wasser und Hygiene. Die Gefangenen mit höheren Militärrängen erhielten Privilegien, die ihnen nach dem Genfer Abkommen über die Behandlung der Kriegsgefangenen von 1929 zustanden. Die Sowjetunion hatte dieses Abkommen nicht unterzeichnet und betrachtete die in Ostpolen festgenommenen polnischen Militärs wegen der fehlenden Kriegserklärung offiziell nicht als Kriegsgefangene. Dennoch gewährte sie ihnen mit der Einrichtung der UPWI, der Sonderlager und der Vorzugsbehandlung höherer Dienstgrade einen Sonderstatus. Sie informierte das Internationale Komitee vom Roten Kreuz (IKRK) über die drei Lager, erlaubte ihm aber generell keine Lagerinspektionen.
Auf Befehl Berias vom 8. Oktober 1939 richtete das NKWD ein Spitzelsystem in den Lagern ein, deren Insassen es großenteils als besonders sowjetfeindlich einstufte. Geheimdienstler und Verhörspezialisten sollten in von der Lagerleitung unabhängigen Verhören mögliche Agenten, Mitglieder nationalistischer Organisationen und Zionisten ermitteln. Sie unterteilten die Gefangenen in Kategorien wie „Spitzel“, „Saboteur“, „Terrorist“ oder „Verschwörer“, beobachteten und infiltrierten einige dieser Gruppen näher, um „Konterrevolutionäre“ herauszufiltern. Als „Volksfeinde“ galten polnische Sozialdemokraten, Nationaldemokraten, Piłsudski-Anhänger, höhere Offiziersränge, sowjetische Flüchtlinge sowie Gründer von Selbsthilfegruppen und deren Teilnehmer. Die Spitzel ermittelten Personen, die religiöses Leben und Bildung unter den Gefangenen organisierten, und protokollierten patriotische, prowestliche und antisowjetische Aussagen. Sie betrachteten auch unpolitische Vorträge als getarnte konterrevolutionäre Tätigkeit. Nach ihren Berichten ließen sich die Offiziere nur zur Selbstversorgung des Lagers zwingen, nicht aber zur Zusammenarbeit mit ihren Bewachern. Von Beginn an verweigerten und behinderten die Gefangenen die Registrierung, etwa indem sie falsche Personendaten angaben. In Verhören sprachen sie nur Polnisch, boykottierten die Lagerarbeit und Propagandavorführungen, kritisierten Indoktrinationsvorträge, deckten Bildungsmängel der Verhörer auf und feierten trotz Verboten nationale Gedenktage. Wenige Dutzend, darunter eine Gruppe um Zygmunt Berling in Starobelsk, ließen sich auf eine Zusammenarbeit ein. Insgesamt scheiterte der Versuch der Anwerbung und Umerziehung.
In Starobelsk forderten über 100 gefangene Ärzte und Apotheker am 30. Oktober ihre sofortige Freilassung gemäß der Genfer Konvention. Als der Lagerkommandant beim NKWD deren Text anforderte, wurde ihm befohlen, sich nur an die UPWI-Regeln zu halten. Als er den Gefangenen daraufhin Post an Angehörige verbot, protestierten diese erneut mit Hinweis auf die Genfer Konvention. Das NKWD gab nach und erlaubte ihnen begrenzten Briefwechsel und Empfang von Lebensmittelpaketen, auch um die Adressen der Familienangehörigen zu erfassen. Am 24. November wies Soprunenko Beria darauf hin, die meisten Polen seien nun sowjetische Staatsbürger und keine Kriegsgefangenen. Am 29. November erklärte der Oberste Sowjet die Bevölkerung des sowjetisch besetzten Ostpolens zu sowjetischen Staatsbürgern. Auf Vorschlag Berias ließ das Politbüro ab dem 3. Dezember die Berufsoffiziere unter den Gefangenen verhaften. Damit verloren sie ihren Sonderstatus als Offiziere; diesen einzufordern galt nun als konterrevolutionäre Straftat. Damit wollte Beria effektive Registrierungen und Verhöre erzwingen. Daraufhin forderten die Gefangenen in Starobelsk mit weiteren Protestbriefen die Rechte von Kriegsgefangenen, weil sie auf polnischem Boden gefangen genommen worden waren, außerdem Aufklärung über den Festnahmegrund und zahlreiche Verbesserungen des Lageralltags. Ein Lagerinspektor berichtete Beria von Chaos, Korruption, Kleinkriminalität und Materialmängeln in Ostaschkow und empfahl den kompletten Austausch des Lagerpersonals.
Ab Dezember 1939 entsandte Beria neue, diesmal geschulte und erfahrene Verhörer, um die Registrierungen abzuschließen und die verhafteten Offiziere zu verurteilen. Nachdem auch diese Sonderbrigade am Widerstand der Gefangenen zu scheitern drohte, befahl Beria Sonderuntersuchungen durch ausgewählte Verhörer. Sie sollten die gesamte frühere polnische Auslandsspionage in der Sowjetunion, „Feinde der Sowjetunion“ und „Netzwerke“ aufdecken und Beweise für eine Verurteilung nach Artikel 58 des Strafgesetzbuches der RSFSR sammeln. In den folgenden Monaten mussten die meisten Gefangenen neue Fragebögen ausfüllen und angeblich verheimlichte Militärdienste und Auslandsreisen angeben. Die Fragen zielten darauf, sie als sowjetfeindlich zu kriminalisieren. Die Verhörer erstellten Gefangenendossiers und empfahlen bis Ende Dezember 1939 für 500 als Spione Verdächtigte mehrjährige Lagerhaftstrafen. Weitere Sonderuntersuchungsbrigaden sichteten die Dossiers, stellten Straftatbestände fest und leiteten sie bis Februar 1940 an regionale Sonderausschüsse weiter, die die Urteile fällen sollten. Der Verbleib dieser Dossiers ist ungeklärt. Man nimmt an, dass die meisten Gefangenen ebenfalls zu mehrjähriger Lagerhaft verurteilt wurden oder werden sollten. Dazu unterstellte das höchste sowjetische Militärgericht sie am 28. Januar 1940 der Gerichtsbarkeit des NKWD.
Bis zum 10. Februar 1940 erhielt die „erste Sonderabteilung“ des NKWD unter Leonid Baschtakow alle Verhörergebnisse aus den Lagern. Am 20. Februar schlug Soprunenko Beria vor, 300 Schwerkranke, Invaliden und über 60-Jährige sowie 400 bis 500 Fachkräfte zu entlassen, die nicht als antisowjetisch aufgefallen waren. Beria lehnte ab und entschied, die drei Sonderlager unverzüglich räumen zu lassen. Am 22. Februar befahl sein Stellvertreter Wsewolod Merkulow, unter strengster Geheimhaltung alle „Gefängniswärter, Spione, Provokateure, Juristen, Land- und Großgrundbesitzer und Händler“ aus den drei Lagern in regionale NKWD-Gefängnisse zu überführen. Dort sollten sie sofort erneut nach Klassenzugehörigkeit, Nationalität, Dienstgrad und nach ihrer Feindschaft zur Sowjetunion kategorisiert werden. Am 28. Februar legte Soprunenko Beria eine Übersicht zu ihrer Nationalität, am 2. März eine Übersicht zu den als Sowjetfeinden eingestuften Gefangenen vor. Am selben Tag befahl Beria, die schon Verurteilten in Arbeitslager zu überführen, die das NKWD seit Anfang Februar kontrollierte. Die regionalen NKWD-Stellen waren jedoch kaum zur Übernahme der ihnen zugeteilten Gefangenen bereit. Die Geheimaktion wurde nach wenigen Tagen abgebrochen. Die Sonderlager blieben bestehen.
Das Deutsche Reich hatte am 16. November 1939 mit der Sowjetunion vereinbart, Ukrainer, Weißrussen und Russen im deutsch besetzten Teil Polens gegen „Volksdeutsche“ im nunmehr sowjetischen Teil Polens auszutauschen, und zeigte sich auch zur Übernahme weiterer Polen bereit. Auswärtiges Amt und Geheime Staatspolizei (Gestapo) verhandelten seit Februar 1940 mit sowjetischen Stellen über einen Gefangenenaustausch. Die sowjetische Seite protestierte gegen das deutsche Vorhaben, etwa 30.000 in das deutsche Besatzungsgebiet geflohene Ukrainer in die Wehrmacht aufzunehmen, und schlug den Austausch der Ukrainer gegen die Polen der Sonderlager vor. Doch im selben Monat beschloss Generalgouverneur Hans Frank, mit der „AB-Aktion“ weitere „Widerstandspolitiker und sonst verdächtige Individuen“ der polnischen Elite ermorden zu lassen, statt sie weiterhin in deutsche Konzentrationslager zu bringen. Da jene polnischen Offiziere ebenfalls potenzielle Widerstandskämpfer waren und zudem unter das Genfer Abkommen von 1929 fielen, brachen die Deutschen die Austauschverhandlungen Ende Februar ab. Das zum 1. März auslaufende Umsiedlungsabkommen wurde nicht mehr verlängert.
Am 28. Februar besprach Beria mit Stalin das weitere Verfahren mit den Gefangenen der Sonderlager und legte einige Personenakten dazu vor. Dabei schlug er wahrscheinlich vor, sie alle als Staatsfeinde hinrichten zu lassen. Als Grund wird vermutet, dass Stalin Beria seinen Wunsch signalisierte, die Führungselite Polens auszuschalten, dass aber das bisherige Verfahren dafür zu zeit- und personalaufwändig erschien und sich die Mordabsicht bei nur wenigen Mitwissern besser geheim halten ließ. Am 3. März sandte Beria an Stalin einen entsprechenden Beschlussentwurf.

## Die Massenmorde

Vorschlag von Lawrenti Beria an Stalin zur Exekution polnischer Gefangener
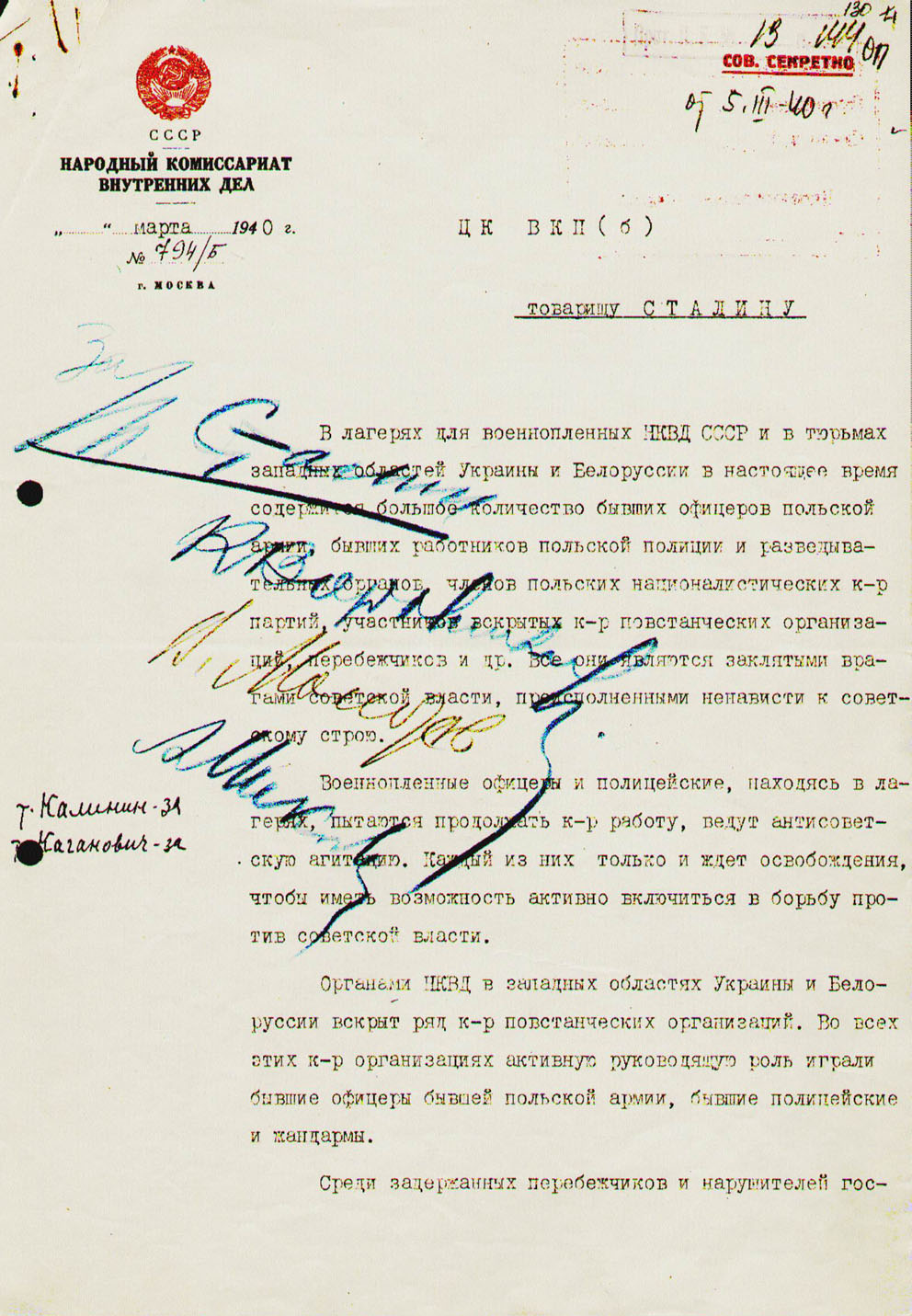
Seite 1
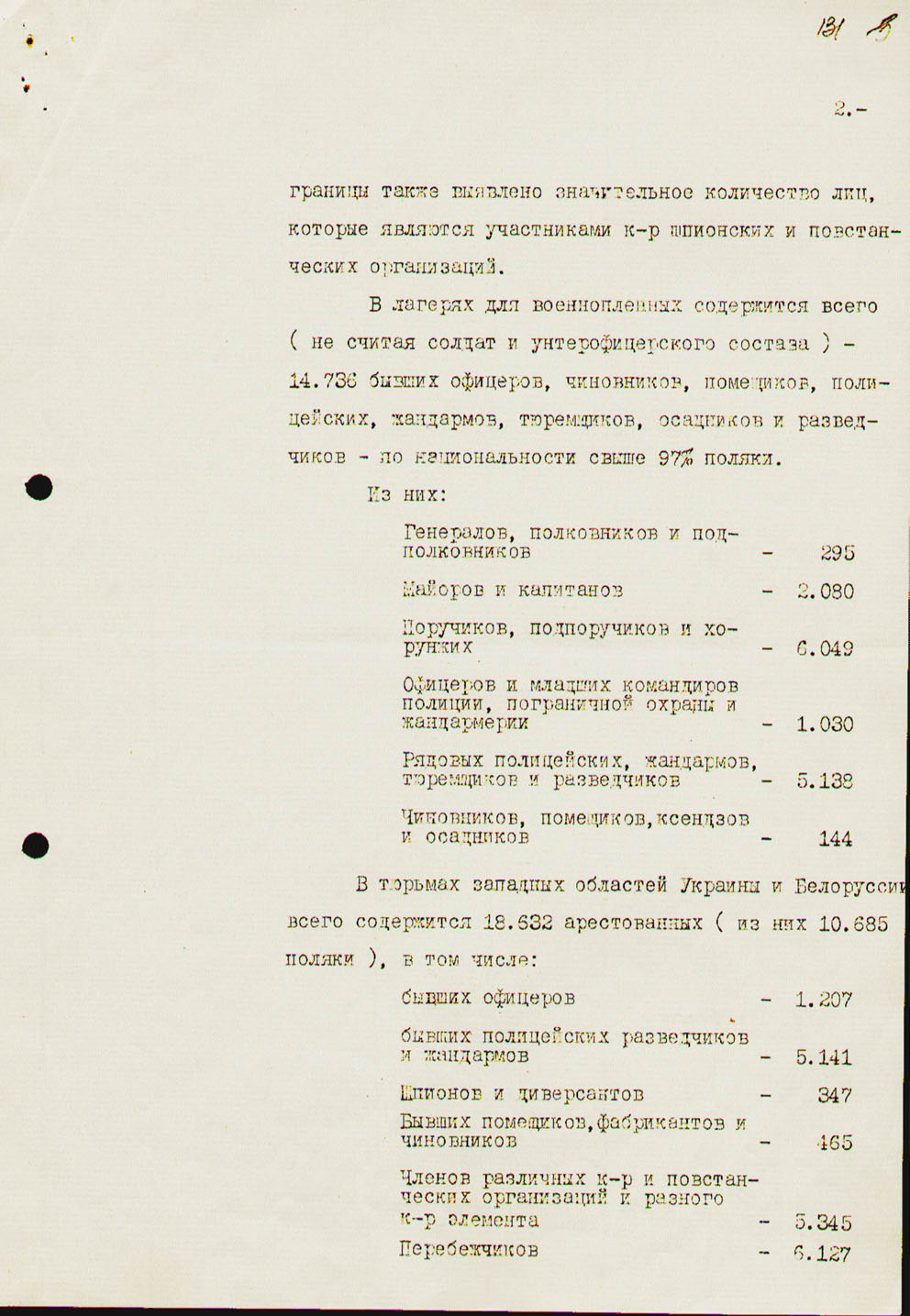
Seite 2
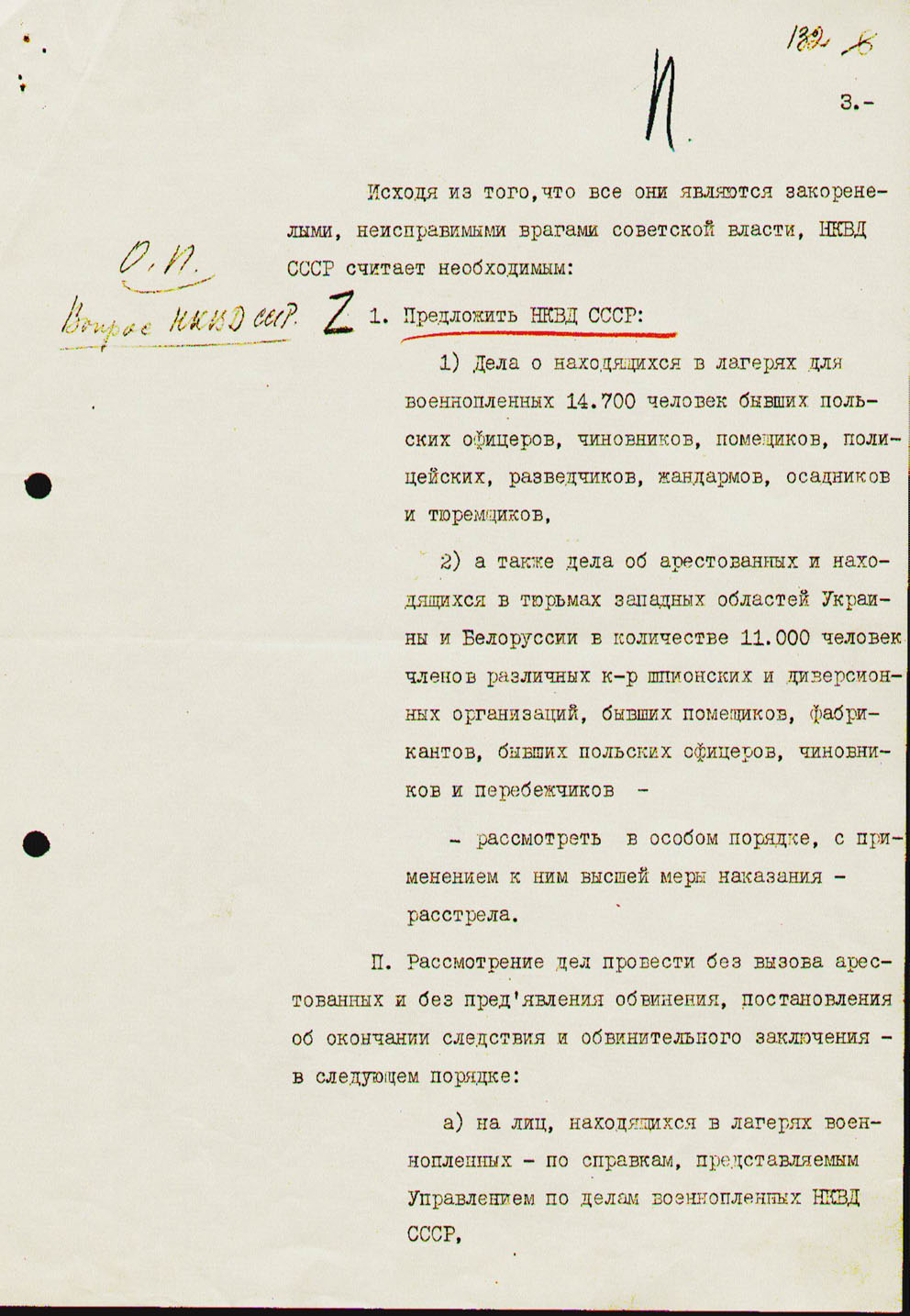
Seite 3
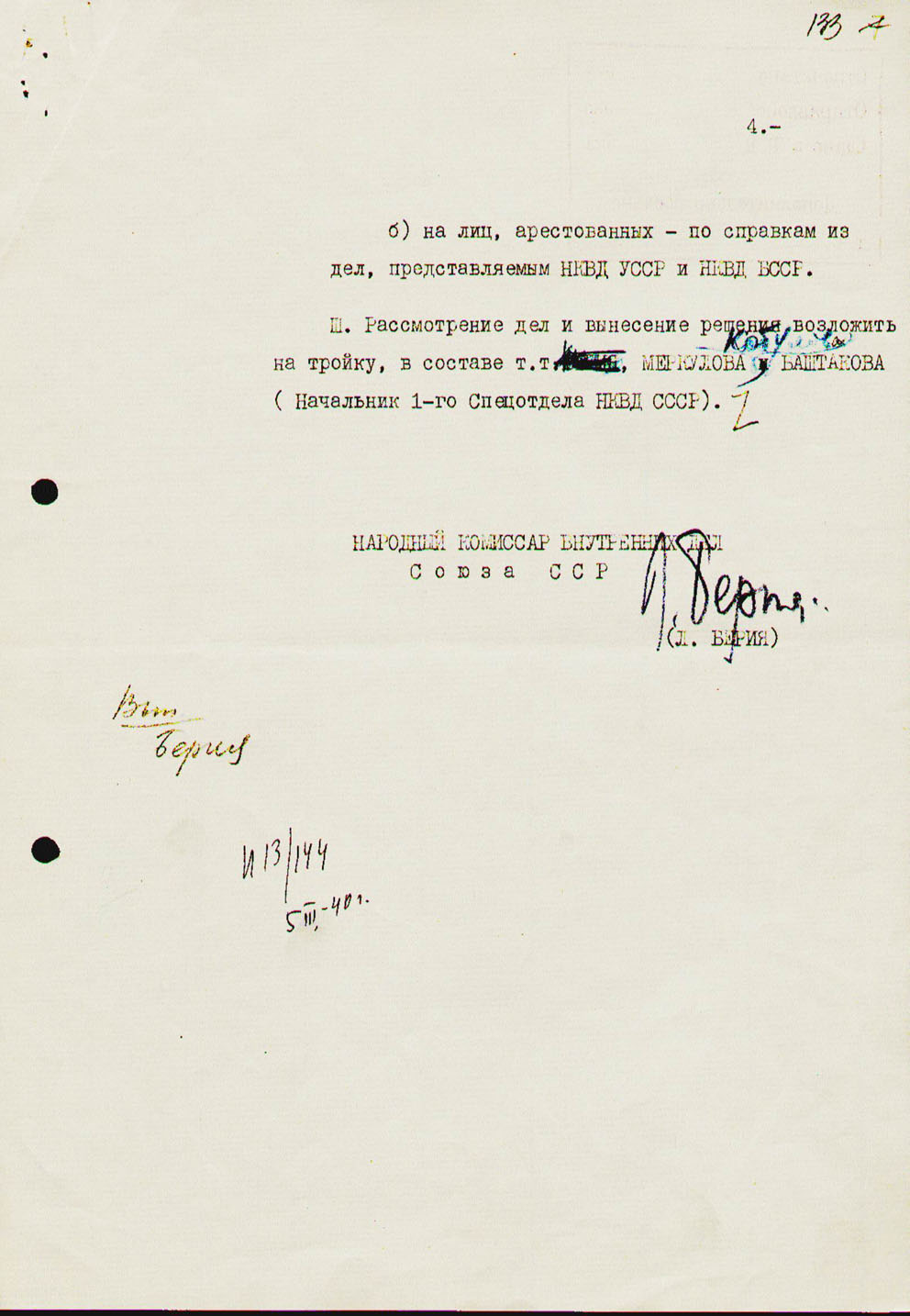
Seite 4

### Exekutionsbeschluss
Berias Beschlussentwurf nannte die Gefangenen „eingeschworene Feinde der Sowjetmacht, erfüllt vom Hass auf das Sowjetsystem“. In den Sonderlagern befänden sich 14.736 frühere Offiziere, Beamte, Landbesitzer, Polizisten, Gendarmen, Gefängniswärter, (militärische) Siedler und Geheimagenten, die zu über 97 % polnischer Nationalität seien. In den Gefängnissen der Westukraine und Weißrusslands befänden sich insgesamt 18.632 Personen, darunter 10.685 Polen. Beide Gesamtzahlen wurden nach militärischen Graden, Berufen oder sonstigen Funktionen, Parteizugehörigkeiten und Sozialstatus aufgeschlüsselt. Basierend darauf, dass sie alle „harte, unbelehrbare Feinde“ der Sowjetmacht seien, sei das NKWD anzuweisen, die Fälle der genannten rund 14.700 Polen der Sonderlager und der rund 11.000 Polen der Gefängnisse summarisch zu prüfen und an ihnen die Höchststrafe durch Erschießen anzuwenden, „ohne Vorladung der Inhaftierten und Darlegung der Beschuldigungen, ohne Beschluss über das Ergebnis der Voruntersuchungen und ohne Anklageerhebung“. Die Prüfung und Ausführung dieser Entscheidungen sei einer Troika zu übertragen. Beria setzte sich selbst, Merkulow und Baschtakow als deren Mitglieder ein.
Am 5. März 1940 unterzeichneten die vier Politbüromitglieder Josef Stalin, Kliment Woroschilow, Wjatscheslaw Molotow und Anastas Mikojan den Beschluss. Die Zustimmung von Lasar Kaganowitsch und Michail Kalinin wurde mit „Dafür“ notiert. Berias Name wurde aus den vorgeschlagenen Troika-Mitgliedern gestrichen, stattdessen wurde (wahrscheinlich von Stalin) der Name von Bogdan Kobulow ergänzt. Alle sechs Unterzeichner hatten höchste, teils mehrere Staatsämter inne. Das Todesurteil für rund 25.000 Menschen war vorgegeben. Die Troika sollte es nur bestätigen, also den bereits gefällten individuellen Urteilen der Sonderausschüsse zustimmen.
Laut erhalten gebliebener Aktennotiz gab Merkulow seine Kopie „Nr. 41“ am 28. März 1940 an die Kanzlei des Zentralkomitees (ZK) zurück. Demnach waren mindestens 41 Personen schriftlich über den Beschluss informiert. Das Originaldokument wurde in einem auf Stalins Befehl eingerichteten Sonderarchiv des ZK aufbewahrt. Es befand sich in einem versiegelten Umschlag in derselben Mappe wie das geheime Zusatzabkommen zum Hitler-Stalin-Pakt. Da auf dem Umschlag vermerkt war, dass der spätere Staatschef Juri Andropow ihn 1981 geöffnet hatte, nehmen Historiker eine Einsichtnahme aller KPdSU-Generalsekretäre seit Stalin an.

### Vorbereitung
Am 2. März 1940 befahl das Politbüro die Deportation von rund 61.000 Polen aus besetzten Gebieten, großenteils Angehörige der Sonderlagerinsassen. Am 13. April wurden 25.000 davon in die Kasachische Sozialistische Sowjetrepublik deportiert, wo sie Zwangsarbeit verrichten mussten. Frauen und Kinder appellierten vergeblich an Stalin, ihre Gatten und Väter freizulassen. Ihre Wohnungen wurden Rotarmisten und KP-Mitgliedern zur Verfügung gestellt. Dies war Teil einer Deportationsreihe von Februar 1940 bis Juni 1941, die mindestens 320.000, eventuell bis zu 1.692.000 Polen betraf.
Bei einer zweitägigen Geheimkonferenz in der NKWD-Zentrale Ende Februar/Anfang März koordinierten die zuständigen Verwaltungsleiter den Abtransport der Gefangenen aus den Sonderlagern. Beria beendete die Arbeit der Sonderausschüsse. Gerüchte wurden gestreut, man müsse die Aufnahme von kriegsgefangenen Finnen vorbereiten. Das sollte wahrscheinlich die Mordabsicht tarnen, da der sowjetische Winterkrieg gegen Finnland fast beendet war (13. März 1940), mit viel weniger finnischen Kriegsgefangenen zu rechnen war und schon ein Lager für sie bereitstand. Die NKWD-Zentrale verbot den Lagerkommandanten, Urteile der Troika vor dem Abtransport bekanntzugeben. Zur Tarnung wurde den Polen ihre Verlegung in Arbeitslager angekündigt.
Am 15. und 16. März befahl Soprunenko den Lagerkommandanten und Leitern der Sonderabteilungen die „Organisierung des Abtransports der Kriegsgefangenen nach ergangenem Urteil“. Dabei wurde der ganze Ablauf festgelegt: Amtliche Befehle zum Abtransport sollten den Gefangenen vor ihrer Übergabe verlesen werden. Die Übergabeorte an Wachpersonal und Transportbegleiter wurden bestimmt. Die Waggons sollten jeweils mit Gruppen aus gleichen oder benachbarten Regionen besetzt werden, um ihnen ihre Entlassung vorzutäuschen. Fragen nach dem Transportziel sollten einheitlich mit „zur Arbeit in ein anderes Lager“ beantwortet werden. Aus verlässlichen NKWD-Angehörigen wurden Truppen zum Weitertransport von den Zielbahnhöfen zu den Hinrichtungsplätzen, Fotografen der Exekutionen, Todesschützen, Bestatter und weitere „Liquidatoren“ bestimmt. Ab dem 16. März war den Gefangenen jeder Briefverkehr verboten. Sonderfahrpläne für die Transportzüge wurden erstellt. Bis Ende März wurden alle Wachmannschaften detailliert eingewiesen. Ab 1. April ließ sich die Troika Listen aus den Lagern mit den Gefangenenakten zusenden. Die Troikamitglieder setzten Todesurteile in vorgefertigte Formblätter ein und sandten den Lagerkommandanten dann Namenslisten der Personen zu, die sofort an die jeweilige NKWD-Stelle der Zielregion zu verlegen (zum Exekutionsort zu bringen) seien. Die Gesamtaktion leitete Merkulow.

### Ausführung

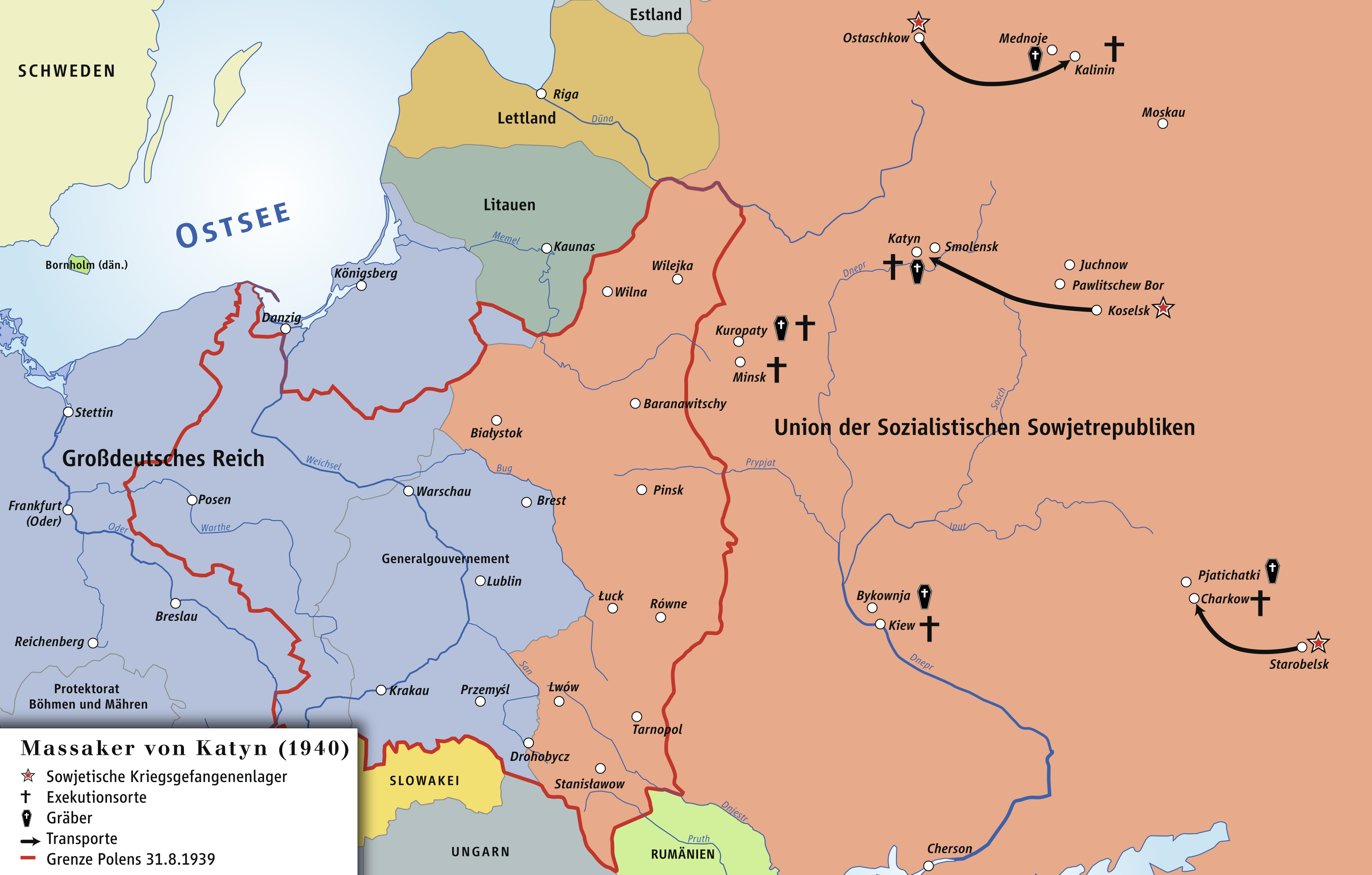
Karte mit Lagern und Exekutionsorten

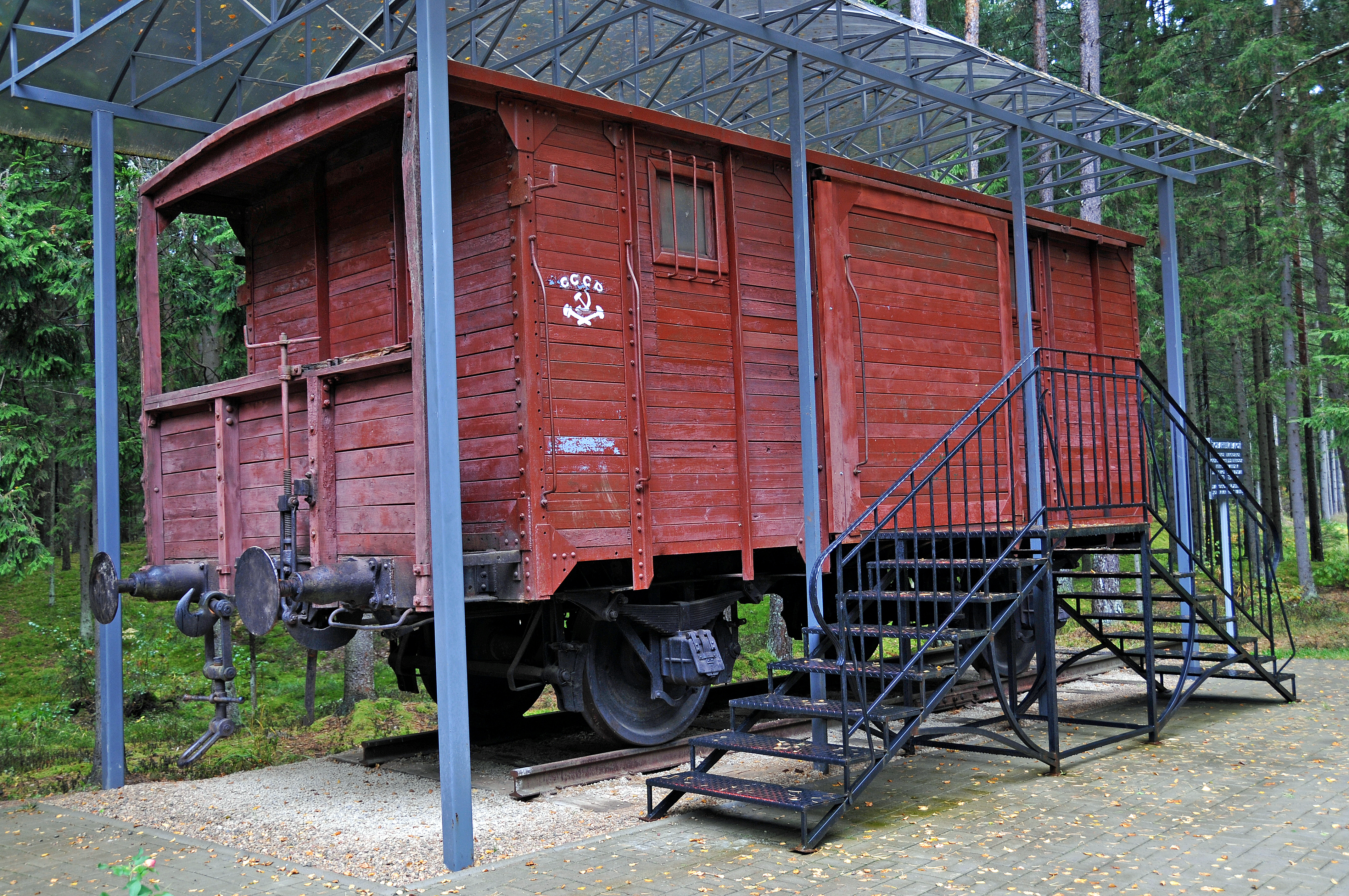
Eisenbahnwaggon, ausgestellt im Wald von Katyn (2009)

Die Gefangenen wurden in Güterzügen an ihre Hinrichtungsorte transportiert: Die Züge aus Koselsk fuhren ab dem 3. April 1940 nach Katyn, wo die Opfer bis zum 11. Mai ermordet wurden, die aus Starobelsk nach Charkow (5. April bis 10. Mai), die aus Ostaschkow nach Kalinin (4. April bis 22. Mai). Die Toten wurden nachts in zuvor ausgebaggerten Gruben begraben.
Ein Überlebender, ein Opfer in Tagebuchnotizen sowie Dorfbewohner beschrieben die Vorgänge beim Bahnhof von Gnjosdowo: Soldaten des NKWD umstellten den Umsteigeplatz mit aufgepflanzten Bajonetten. Je etwa 30 Ankömmlinge mussten in einen schwarzen, in Zellen unterteilten Gefängnisbus mit weiß bemalten Scheiben umsteigen. Im Bus nahm man den Opfern Uhren, Geld, Schmuck, Gürtel und Taschenmesser ab. Er fuhr zum nahe gelegenen Hinrichtungsort im Wald und kehrte leer zurück. Dann bestieg ihn die nächste Gruppe. Ob die Opfer am Rand der Gruben oder in der Nähe erschossen wurden, ist ungeklärt. Die meisten lagen einheitlich ausgerichtet mit dem Gesicht nach unten darin, in Schichten übereinander gestapelt. Nur in wenigen Gräbern lagen sie ungeordnet. Etwa 20 % hatte man die Hände mit einem Seil auf den Rücken gefesselt. Einigen hatte man zusätzlich den Mantel oder einen Sack über den Kopf gezogen, ihn um den Hals verschnürt und Sägemehl in den Mund gestopft, so dass die Opfer bei Gegenwehr erstickt wären. Viele wiesen Knochenbrüche und vierkantige Einstiche von Bajonetten auf. Fast alle erhielten einen Genickschuss bei aufgesetzter Mündung mit einheitlichem Schusswinkel, nur manche einen zweiten. Die Täter benutzten deutsche Walther-Pistolen und 7,65-Millimeter-Patronen. Diese bei Gustav Genschow (GECO) in Durlach hergestellte Munition hatte die Sowjetunion seit 1928 in großen Mengen importiert.
Nach Aussagen von Tatbeteiligten wurden einige Polen aus Koselsk im Keller des NKWD-Sitzes in Smolensk erschossen. Jedes dieser Opfer wurde mit dem Kopf über einen Abflussschacht gelegt und erhielt einen Pistolenschuss in Hinterkopf oder Schläfe. Nachts wurden die Toten in die Massengräber gelegt. In Charkow mussten NKWD-Leute fünfzehn große Gruben ausheben. Die Gefangenen aus Starobelsk wurden zuerst in Gefängniszellen eingesperrt und mussten ihr Gepäck und Geld abgeben. Um sie zu täuschen, erhielten sie eine Quittung dafür. Je fünf bis sechs Personen wurden dann in einen Korridor darüber geführt und dort überraschend gefesselt. Sie mussten einzeln einen Raum betreten, in dem ein Staatsanwalt Familienname und Geburtsjahr notierte. Beim Verlassen des Raums erschoss sie ein NKWD-Angehöriger; ein weiterer holte die Leiche ab. Im NKWD-Sitz von Kalinin wurde nach Aussage Dmitri Tokarews (Leiter des NKWD der Oblast Kalinin 1938–1945) von 1991 jeder Gefangene nach Feststellung der Personalien sofort in Handschellen gelegt und in einen schalldicht gedämmten Kellerraum geführt, wo zwei Männer seine Arme festhielten, ein dritter ihm in den Schädel schoss. Der Getötete wurde durch eine zweite Tür in ein Transportfahrzeug gelegt. Manche wurden auch am Rand der Gruben erschossen. Danach tranken die Täter täglich Wodka. Der Kommandant von Starobelsk musste die Privatpost und die Personalakten der Ermordeten seines Lagers verbrennen, nur die Akten der sowjetfreundlichen Gefangenen ausnehmen und der NKWD-Zentrale zusenden.

### Ausführende
Die wichtigsten Täter nach Politbüro, Troika und NKWD-Zentrale waren die Leiter der regionalen NKWD-Behörden Jemeljan Kuprijanow (Smolensk), Pjotr Safonow (Charkow) und Dmitri Tokarew (Kalinin). Sie wählten als Kraftfahrer, Baggerführer, Bestatter, Fotografen, Bewacher und Pistolenschützen geeignete Untergebene aus. Weitere Täter gehörten zu dem Bataillon, das die Transporte begleitete. Sie kannten auch die traditionellen, zum Teil schon seit den 1920er-Jahren genutzten Erschießungsorte.
Die Erschießungen in Smolensk und Katyn führten über fünfzig NKWD-Männer aus der Region aus. Ihr Leiter war der Gefängniskommandant Iwan Stelmach. Die Morde in Charkow leitete Timofei Kupri, der das örtliche NKWD-Gefängnis kommandierte. Das dreiköpfige Moskauer Exekutionskommando für Kalinin leitete Major Wassili Blochin. Er meldete die Mordquoten, die er sich auferlegt hatte, täglich nach Moskau, erschoss anfangs selbst 300 Gefangene pro Nacht und entschied später, die Mordrate auf 250 Personen pro Nacht zu senken.
Schon vor Beginn der Morde hatte Beria am 17. März 1940 einmal sechs und zweimal drei tatbeteiligte NKWD-Funktionäre aus den Regionalbehörden und Lagern befördert. Am 26. Oktober 1940 belohnte er 124 namentlich genannte Täter „für die erfolgreiche Erfüllung von Sonderaufträgen“ mit einem zusätzlichen Monatsgehalt (43 Personen) oder 800 Rubeln (81 Personen). Viele Tatbeteiligte erhielten hohe Auszeichnungen wie den Orden des Roten Sterns. Widerspruch von Tätern gegen die Befehle ist nicht bekannt.

## Die Opfer

### Zahlen und Orte
Eine bis 25. Mai 1940 erstellte Statistik der UPWI summierte die abtransportierten polnischen Kriegsgefangenen aus den Sonderlagern und ihre Zielorte:
- Von 6399 aus Ostaschkow kamen 6287 nach Kalinin.
- Von 4609 aus Koselsk kamen 4404 nach Smolensk.
- Von 3974 aus Starobelsk kamen 3896 nach Charkow.

Demnach wurden 14.587 Gefangene an den Zielorten ermordet. 395 wurden ausgenommen und in das Lager Pawlischtschew Bor bei Juchnow verlegt. Nicht erfasst sind hier polnische Opfer aus NKWD-Gefängnissen und Arbeitslagern, in die etwa 4000 Polen aus Pawlischtschew Bor und einige aus den Sonderlagern verlegt wurden. Ein Dokument der UPWI vom Dezember 1943 beziffert die polnischen Sonderlagergefangenen, die von 1939 bis 1941 an regionale NKWD-Stellen übergeben wurden, auf 15.131.

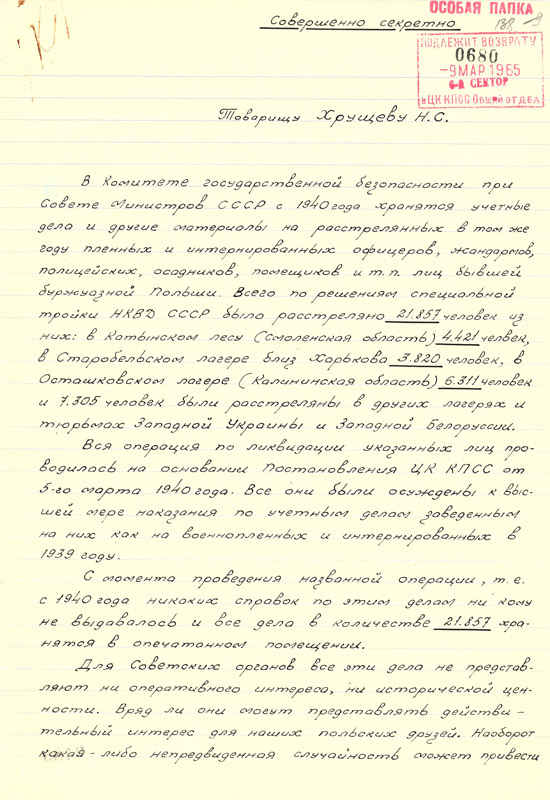
Schreiben von Schelepin an Chruschtschow mit den Opferzahlen (1959)

Der KGB-Vorsitzende Alexander Schelepin schrieb am 3. März 1959 an Parteichef Nikita Chruschtschow, aufgrund eines Beschlusses der Troika des NKWD 1940 habe man 21.857 Vertreter der polnischen Bourgeoisie erschossen, nämlich
- 4421 im Wald bei Katyn,
- 3820 (die aus Starobelsk) bei Charkow
- 6311 (die aus Ostaschkow) bei Kalinin,
- 7305 aus anderen Lagern und Gefängnissen der Westukraine und Westweißrusslands.

Er schlug Chruschtschow vor, alle im NKWD archivierten Personalakten der Ermordeten zu vernichten und nur die Protokolle der Troika und die Akten zur Durchführung der Exekutionen aufzubewahren.
Die 1994 an Polen übergebene „ukrainische Katynliste“ nennt 3435 Polen namentlich, die in NKWD-Lagern der Ukraine ermordet wurden. Eine analoge weißrussische Liste führt 3870 polnische Mordopfer auf.
Bisher wurden folgende Gräber mit Opfern aufgefunden, die auf den Exekutionsbeschluss vom 5. März 1940 zurückgeführt werden:
- Wald bei Katyn: 4410 bis 4430 polnische Offiziere.
- Dorf Mednoje: rund 6300 polnische Armee-, Polizei- und Gendarmerieoffiziere sowie einige Zivilisten. Sie wurden in einem NKWD-Keller in Kalinin erschossen.[62]
- Wald- und Parkgebiet bei Pjatichatki: 3739 bis 3896 Offiziere, erschossen in einem NKWD-Gefängnis in Charkow.
- Waldgelände Kuropaty: 3700 bis 4500 Personen, erschossen wahrscheinlich im NKWD-Sitz in Minsk.[63]
- Wald von Bykownja: vermutlich 3435 Polen, da einige davon, die identifiziert wurden, auf der „ukrainischen Katyn-Liste“ verzeichnet waren. Es waren überwiegend Zivilisten aus einem Lager in der Ukraine. Sie wurden wahrscheinlich im NKWD-Sitz von Kiew erschossen. Das Grab wurde 2006 entdeckt.[64]

Man versucht, möglichst viele Opfer der Mordreihe zu identifizieren. Dies erschweren mehrere Umstände: Einige Exekutions- und Begräbnisstätten in der westlichen Ukraine und Weißrussland sind unbekannt. Weißrussische Behörden halten relevante Akten dazu geheim. In Bykownja sind polnische Opfer von 1940 kaum von Opfern der „Polen-Operation“ von 1937/38 in denselben Gräbern unterscheidbar.
Von den maximal 15.587 Ermordeten aus den drei Sonderlagern wurden bisher mindestens 14.542 aufgefunden und größtenteils identifiziert. Mindestens 700, eventuell bis zu 900 von ihnen waren jüdische Offiziere. Auch einige Dutzend Priester waren unter den Opfern. Von den weiteren 11.000 zur Tötung vorgesehenen Polen wurden mindestens 7.315 gefunden. Weitere 1000 bis 2000 gefundene Opfer werden ebenfalls auf den Exekutionsbeschluss für bis zu 25.000 Polen zurückgeführt. Demgemäß werden oft Gesamtzahlen von 22.000 bis 25.000 damals ermordeten Polen genannt.
Unter den Toten von Katyn waren rund 1000 höhere Offiziere, darunter vier Generäle und ein Admiral, sowie rund 3400 andere Offiziere. Über die Hälfte der Gesamtzahl waren Reserveoffiziere, davon über 300 Ärzte, über 200 Piloten, darunter eine Frau, mehrere hundert Richter und Anwälte, mehrere hundert Lehrer, 21 Hochschullehrer, acht Geistliche, einige Großgrundbesitzer und Regierungsbeamte sowie zwei frühere Fußballnationalspieler und sieben vormalige Olympiateilnehmer, unter ihnen der Silbermedaillengewinner mit der Mannschaft im Reiten des Jahren 1936, Zdzisław Kawecki, sowie der Bronzemedaillengewinner im Rudern des Jahres 1932, Stanisław Urban.

### Überlebende
Am 25. und 26. April 1940 ließ Merkulow Listen von insgesamt 395 Personen an die drei Sonderlager senden, die nach Pawlischtschew Bor zu bringen seien. Von dort wurden sie am 1. Juni 1940 nach Grjasowez überführt, wo ein ähnliches Lager neu angelegt worden war. Einige Gefangene wurden aufgrund diplomatischer Bemühungen anderer Staaten verschont oder freigelassen. Andere wurden zunächst für bestimmte Dienste ausgespart und später getötet. Stanisław Swianiewicz wurde erst am Bahnhof Gnjosdowo von den anderen Offizieren seines Transports getrennt. Insgesamt überlebten 432 bis 452 Gefangene aus den drei Lagern. Bis 1990 wurde die sowjetische Geschichtsfälschung vor allem mit ihren Zeugnissen widerlegt.

### Suche nach den Vermissten

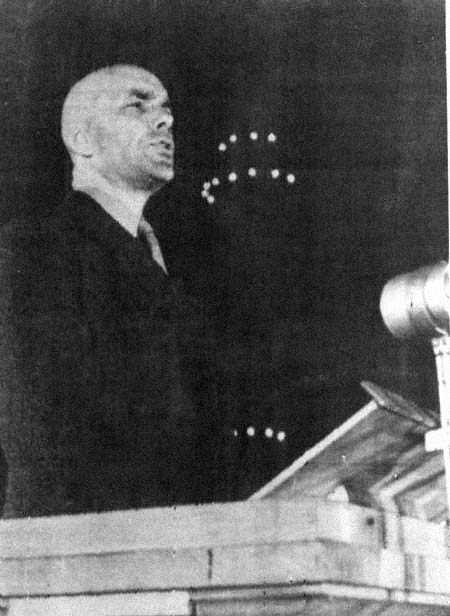
Zygmunt Berling (etwa 1944)

In von Deutschland besetzten Gebieten wohnende Angehörige hörten seit Februar 1940 Gerüchte von der Lagerräumung und erwarteten die baldige Rückkehr der Gefangenen. Mit deutscher Erlaubnis bereitete das Polnische Rote Kreuz (PCK) vergeblich deren Empfang vor. Wegen polnischer Bittbriefe erkundigte sich das IKRK ab 14. März bei deutschen Stellen nach dem Verbleib der Erwarteten. Am 6. April antwortete das Auswärtige Amt, die drei Lager bestünden noch und direkter Postverkehr dorthin sei möglich. Ab Mai durften die verschonten polnischen Gefangenen Post empfangen und erfuhren so, dass die Angehörigen ihrer Kameraden seit Wochen nichts mehr von ihnen gehört hatten. Der deutsche Botschafter in Moskau Friedrich-Werner Graf von der Schulenburg leitete polnische Suchanfragen an sowjetische Stellen weiter und stellte bis März 1941 über 1000 Rückführungsanträge. Dann gab er auf, weil das sowjetische Volkskommissariat für Auswärtiges einen sowjetischen Wohnsitz der Gesuchten wissen wollte.
Wegen wachsender Spannungen mit dem Deutschen Reich erlaubte Stalin ab Oktober 1940 Verhandlungen über polnische Streitkräfte in der Sowjetunion. Die ohne ihr Wissen verschonten kooperationswilligen Offiziere verlangten, auch national gesinnte Soldaten und Offiziere aufzunehmen. Nach Berlings Memoiren antwortete Beria: „Daraus wird nichts. Diese Leute sind nicht in der UdSSR.“ Merkulow habe ergänzt: „Mit denen haben wir einen großen Fehler gemacht.“ Nach anderen Angaben fügte Beria hinzu: „Wir haben sie den Deutschen übergeben.“
Infolge des deutschen Überfalls am 22. Juni 1941 vereinbarten die Sowjetunion und die polnische Exilregierung am 14. August die Aufstellung einer polnischen Exilarmee. Weil Stanisław Haller, der polnische Wunschkandidat für deren Oberbefehl, zu den Ermordeten gehörte, erhielt General Władysław Anders das Amt. Er verlangte Auskunft zu allen in der Sowjetunion gefangenen polnischen Militärs, erfuhr aber nur von rund 1000 Offizieren. Auch nach einer Amnestie für alle polnischen Kriegsgefangenen trafen nur wenige Offiziere zur Rekrutierung ein, die ihrerseits nach den vermissten Kameraden fragten. Deshalb richtete Anders ein zentrales Suchbüro ein. Dessen Leiter Józef Czapski hörte viele Gerüchte über Deportationen, Massensterben oder die Ermordung der Vermissten. Letztere hielt er für undenkbar, weil Massenmorde in sowjetischen Straf- und Arbeitslagern selten waren und außerdem ein Mordvorwurf im damaligen Kriegsbündnis nicht opportun war. Das Suchbüro trug nach Angaben von Überlebenden die letztbekannten Daten der Vermissten zusammen und stellte fest, dass sie nicht vor März 1940 entlassen und nicht an die Wehrmacht überstellt worden sein konnten.
Von September 1941 bis November 1942 fragten Anders, der polnische Botschafter in Moskau Stanisław Kot und Ministerpräsident Władysław Sikorski sowjetische Regierungsvertreter immer wieder nach den Vermissten und übergaben Suchlisten, weil das NKWD angeblich keine Namenslisten von ihnen hatte. Sie erhielten verschiedene Ausflüchte: Man habe alle Vermissten freigelassen, sie seien noch in entlegenen Gebieten, auf langen Fußmärschen verschollen, umgekommen, nach Rumänien oder in die Mandschurei geflohen. Das behauptete Stalin am 3. Dezember 1941 gegenüber Sikorski. Dabei lag ihm ein UPWI-Bericht vor, der die „Übergabe“ (Ermordung) von 15.131 Personen an regionale NKWD-Stellen feststellte. Ein sowjetisches Gesprächsprotokoll fehlt. Am 18. März 1942 erklärte Stalin zum ersten und einzigen Mal, die Lager der Vermissten könnten den Deutschen in die Hände gefallen sein. Er reduzierte die Rekrutierung und Verpflegung für polnische Truppen stark. Im April 1942 vereinbarte Anders daher mit Stalin, die Exilarmee in den Iran zu verlegen.
Czapskis Büro setzte die Suche unter erschwerten Umständen vom Iran aus fort. Im Juni schloss die Sowjetunion alle polnischen Militärvertretungen und Konsulate auf ihrem Boden. Polens Exilregierung nahm an, Stalin wolle den Zugang zu den vermissten Offizieren verhindern. Um Zugeständnisse für noch auf sowjetischem Gebiet lebende Polen zu erhalten, verzichtete sie auf weitere Nachforschungen. Im Spätsommer 1942 erfuhr sie wahrscheinlich, dass polnische Kriegsgefangene der Deutschen bei Katyn Gräber von Polen entdeckt hatten. Am 19. November erklärte der polnische Verteidigungsminister Marian Kukiel dem sowjetischen Botschafter in London, Polens Regierung wisse, was mit den vermissten Offizieren geschehen sei, und werde bald Fakten dazu veröffentlichen. Im Januar 1943 schrieb eine polnische Exilzeitung, hochrangige sowjetische Beamte hätten einen großen Fehler gestanden. „Vielleicht genauso blutig wie groß?“ Die Sowjetunion möge den Fehler nicht wiederholen, sondern weitmöglichst „berichtigen“, indem sie den Rest vor der Vernichtung bewahre.

### Fund der Massengräber bei Katyn

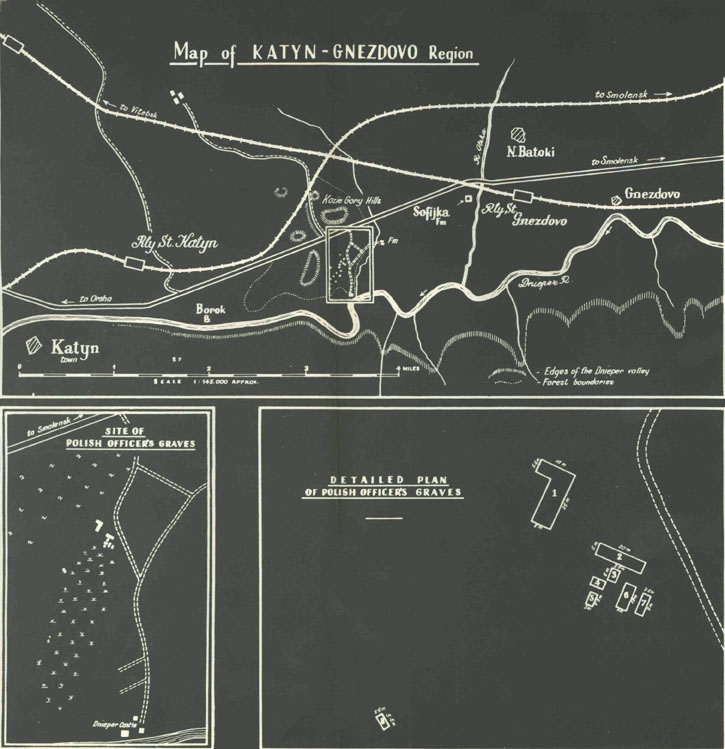
Lage der Gräber zwischen Katyn und Gnjosdowo

Am 27. Juli 1941 eroberte die deutsche Heeresgruppe Mitte Smolensk. Ein sowjetischer Kriegsgefangener bezeugte der Wehrmacht-Untersuchungsstelle, alle polnischen Offiziere in sowjetischem Gewahrsam seien ermordet worden. Bewohner der Gegend erzählten Wehrmachtssoldaten von Schüssen und Gräbern auf dem Ziegenberg bei Katyn. Davon erfuhr auch der Führungsstab des Nachrichten-Regiments 537, der seit Oktober 1941 in einem NKWD-Haus am Dnepr nahe den Gräbern wohnte. Die Hinweise blieben unbeachtet.
Im August 1942 sprachen der Abwehrchef der Heeresgruppe Mitte Rudolf-Christoph von Gersdorff und der Regimentskommandeur Friedrich Ahrens erstmals über die Gerüchte. Bald darauf begann die Geheime Feldpolizei, sie zu prüfen. Ein russischsprachiger Aufruf versprach der Bevölkerung um Smolensk eine Belohnung für Hinweise auf Erschießungen polnischer Offiziere. Spätestens im Februar 1943 bezeugte der Bauer Kisseljow bei den Besatzern unter Eid, im Frühjahr 1940 seien vier bis fünf Wochen lang täglich drei bis vier Lastwagen in den Wald gefahren. Er habe Schüsse und Schreie von Männerstimmen gehört. Im Sommer 1942 habe er die Polen zu den Grabhügeln geführt und ihnen Werkzeug zum Graben geliehen. Ahrens dagegen sagte anfangs aus, er selbst habe die Gräber zufällig im Februar 1943 entdeckt. Diese Version sollte vermutlich die vorherigen Recherchen der Feldpolizei verdecken.

### Obduktionen
Die Feldpolizei vernahm seit Februar 1943 weitere Zeugen, brach aber Probegrabungen im Wald wegen Bodenfrost ab. Ihren Zwischenbericht erhielt der Rechtsmediziner Gerhard Buhtz, der seit 1941 eine „Sonderkommission zur Aufdeckung bolschewistischer Greueltaten und völkerrechtswidriger Handlungen“ leitete. Das Oberkommando der Wehrmacht (OKW) erlaubte ihm Exhumierungen bei Katyn. Ab dem 29. März mussten 35 sowjetische Zivilisten und Kriegsgefangene das erste Massengrab und dessen Leichen freilegen. Diese obduzierten Buhtz und sein Team vor Ort und in einem Feldlabor. Bis zum 11. April identifizierten sie 160 Tote. Die Feldpolizei bewachte das Gelände und stellte Ausweise, Briefe, Tage- und Soldbücher, Fotografien und Münzen aus den Gräbern aus, anhand derer die Opfer identifiziert werden konnten.
Ab dem 3. April informierten zwei Kriegsberichterstatter der SS das Reichssicherheitshauptamt und das Reichsministerium für Volksaufklärung und Propaganda (RMVP) über die Funde und die Wehrmachtsaktionen dazu. Noch bevor Propagandaminister Joseph Goebbels davon erfuhr, entwarf sein Vertreter Alfred-Ingemar Berndt die Grundzüge der folgenden Katyn-Kampagne. Am 9. April veranlasste Goebbels, die Funde ausgewählten Polen zu zeigen, um das Bündnis der polnischen Exilregierung mit Stalin zu diskreditieren. Mit Erlaubnis der polnischen Exilregierung flogen am 10. April mehr als zehn im RMVP-Auftrag eingeladene Polen von Warschau nach Katyn, darunter Edmund Seyfried, Direktor der polnischen Sozialfürsorge, und der Schriftsteller Ferdynand Goetel. Sie überprüften die Identitäten, Todesursachen und Todeszeitpunkte der ersten von Buhtz exhumierten Leichen und informierten die Exilregierung. Goetel bestätigte auf deutsche Nachfrage, er halte die Toten für ehemalige Insassen des Lagers Koselsk. Das bestärkte das RMVP, die Funde gegen Stalin benutzen zu können.
Nun war das Polnische Rote Kreuz (PCK) bereit, ranghohe Vertreter zu entsenden. Vom 14. bis 17. April besuchten PCK-Generalsekretär Kazimierz Skarżyński und elf Begleiter Katyn, darunter ein von Erzbischof Adam Stefan Sapieha beauftragter katholischer Priester. Skarżyński zeigte sich beeindruckt von der gerichtsmedizinischen Untersuchung durch Buhtz. Sie entkräftete im Exekutivrat den Verdacht, die Leichen seien womöglich aus deutschen Konzentrationslagern nach Katyn transportiert worden. Das PCK bildete nun einen zwölfköpfigen „Technischen Ausschuss“. Dieser obduzierte unter der Leitung von Marian Wodziński zusammen mit dem Team von Buhtz bis zum 3. Juni hunderte weitere Leichen, sammelte ihre Habseligkeiten und bestattete sie dann.

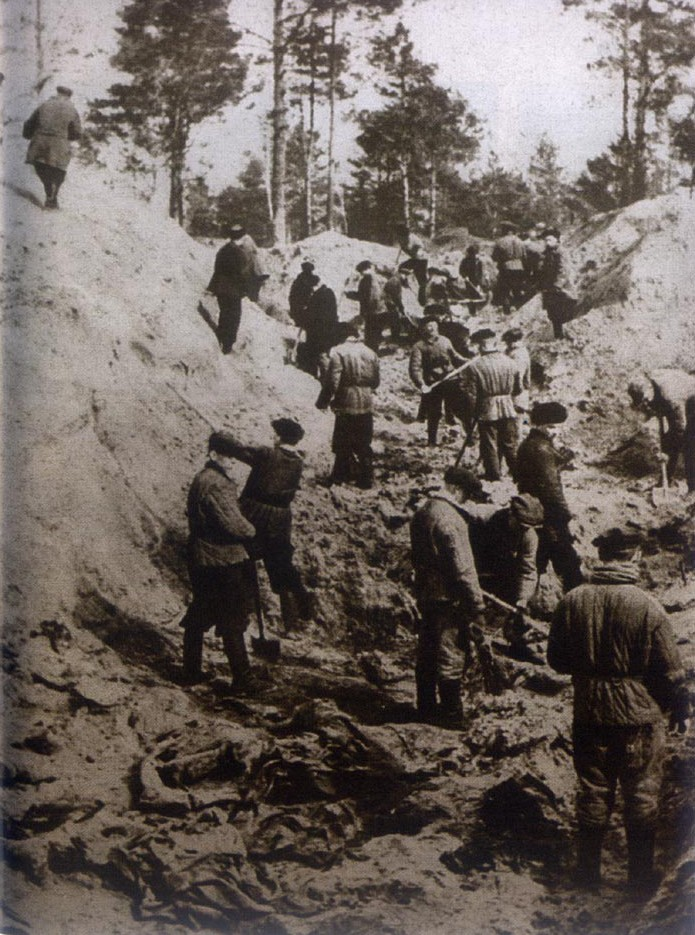
Öffnung der Massengräber
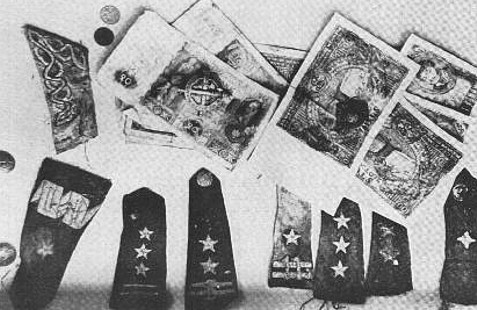
Fundstücke aus den Gräbern: Schulterstücke, Geldscheine
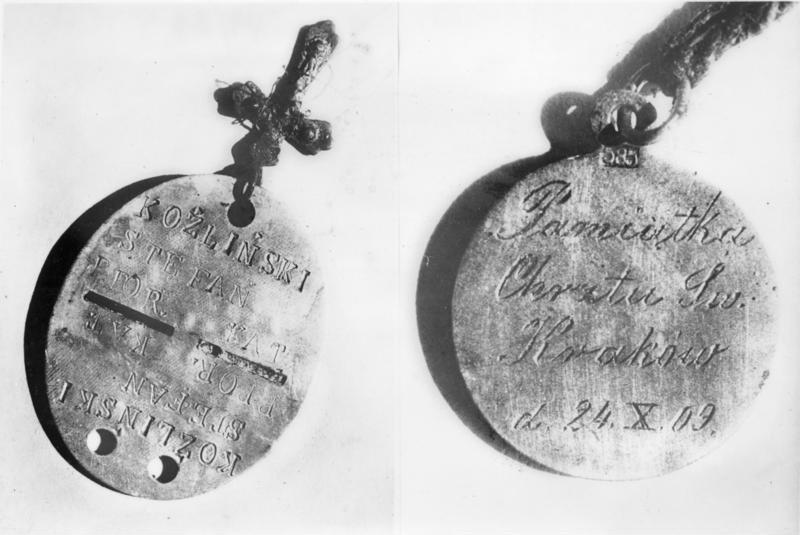
Erkennungsmarke und Taufmedaille mit der Aufschrift „Andenken an die Hl. Taufe, Krakau, 24.10.09“
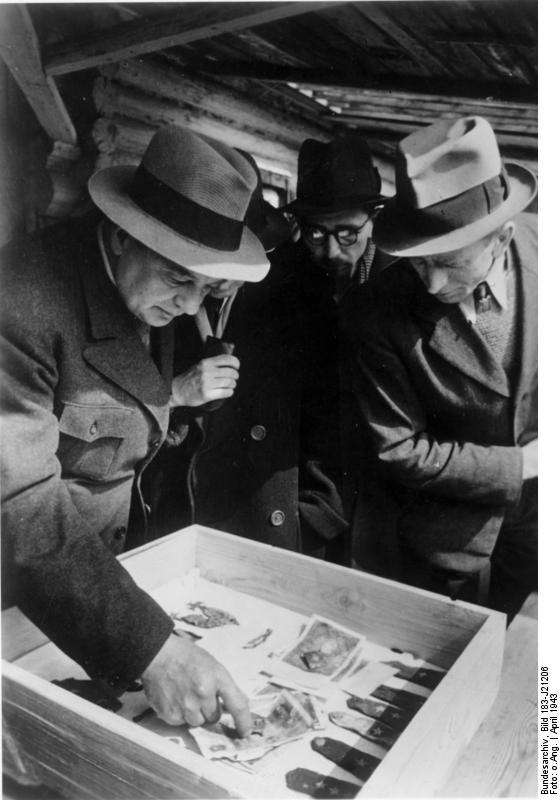
Gutachter des Polnischen Roten Kreuzes

Mit Hinweis auf einen Befehl Adolf Hitlers, „die Angelegenheit in der gesamten Welt mit allen zur Verfügung stehenden Mitteln auszuwerten“, beauftragte das RMVP das Auswärtige Amt am 13. April, das IKRK zur Exhumierung einzuladen. Da das dazu nötige sowjetische Einverständnis nicht zu erwarten war, schlug Berndt am 17. April vor, den Todeszeitpunkt der Opfer durch eine europäische Ärztekommission bestätigen zu lassen. Ab 20. April kontaktierten deutsche Botschaften geeignete Kandidaten, erhielten jedoch nur aus verbündeten, besetzten oder abhängigen Staaten Zusagen. Am 28. April reisten 12 von 13 eingeladenen Pathologen nach Katyn. François Naville aus der neutralen Schweiz behielt sich vor, als Privatperson anzureisen. Vom 29. bis 30. April obduzierte diese internationale Ärztekommission einige unter ihrer Aufsicht exhumierte Leichen. Ferenc Orsós (Ungarn) leitete die Obduktionen und Abfassung des Ergebnisberichts, dem alle Ärzte noch in Smolensk zustimmten. Als Todesursache habe man nur Genickschüsse festgestellt. Anhand des Verwesungsgrades der Leichen, Zeugenaussagen der Dorfbewohner, Tagebucheinträgen, Brief- und Zeitungsdaten, Winterkleidung, fehlenden Mückenstichen, vierstrahligen Stichverletzungen durch Bajonette und Jahresringen der Bäume auf den Gräbern sei zu schließen, dass die Getöteten im März und April 1940 erschossen worden seien. Täter nannte der Bericht nicht. Die Teilnehmer zweifelten jedoch nicht an der sowjetischen Täterschaft. Am 4. Mai übergab Orsós den Bericht an Reichsgesundheitsführer Leonardo Conti. Das Auswärtige Amt gab den Ärztebericht 1943 zusammen mit den Berichten von Buhtz und vom PCK als „Amtliches Material zum Massenmord von Katyn“ heraus.

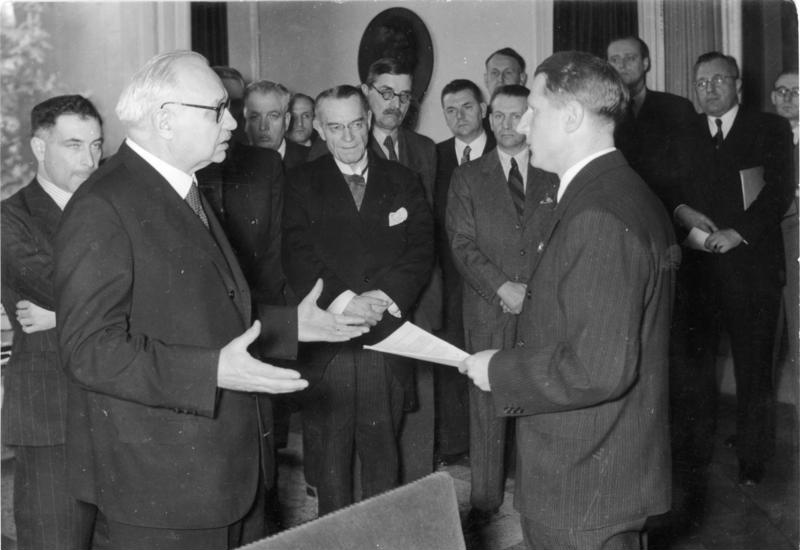
Übergabe des Abschlussberichts der Pathologen, Berlin (Mai 1943)

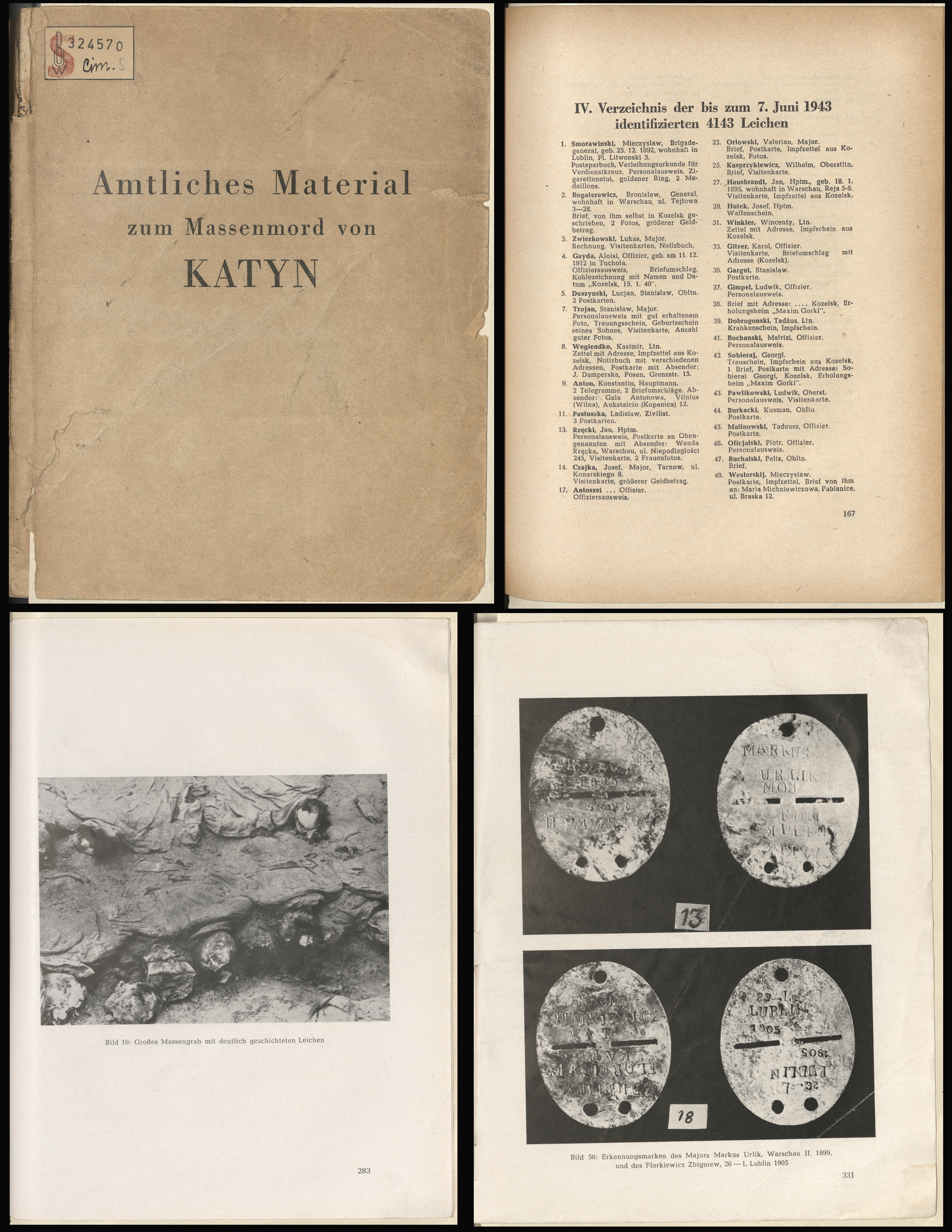
Vier Seiten aus dem „Amtlichen Material zum Massenmord von Katyn“ (L-R, O-U): der Umschlag, die erste Seite vom Leichenverzeichnis, Leichen schichtweise nebeneinander im Massengrab, die Erkennungsmarken von zwei Leutnanten, Zbigniew Florkiewicz und Markus Ulrik (beide Ränge und Geburtsdatum von Urlik in der Beschreibung fehlerhaft)

Die polnischen Gerichtsmediziner teilten der Ärztekommission ihre Befunde mit und bestätigten, alles spreche für eine NKWD-Täterschaft. Nach ihrer Rückkehr nach Polen griffen jedoch weder die deutschen Besatzer noch die polnische Exilregierung öffentlich auf ihren Bericht zurück. Nur wenige polnische Katynbesucher berichteten in Medien der deutschen Besatzer über ihre Eindrücke und wurden deshalb von polnischen Kommunisten verfolgt.
Nach deutschen Angaben wurden bis zum 7. Juni 4143 Leichen exhumiert und 2815 davon identifiziert. Nach dem Abschlussbericht des PCK vom 3. Juni wurden 4243 polnische Opfer exhumiert. Nach den mitgeführten Dokumenten und gefundenen Patronenhülsen vermutlich deutschen Ursprungs seien sie von Ende März bis Anfang Mai 1940 mit Kleinwaffen vom Kaliber 7,65 mm erschossen worden. Die Deutschen hätten zu verhindern versucht, dass Angehörige der PCK-Kommission Munitionsteile an sich nahmen, damit die sowjetische Seite sie nicht verwenden konnte. Das NKWD könne Waffen jeglichen Ursprungs benutzt haben. Weil die Rote Armee nahegerückt war, stellten die Deutschen die Exhumierungen am 24. Juni ein, ließen die Gräber zuschütten und übersandten alle Fundstücke an das Staatliche Institut für Gerichtsmedizin in Krakau.

## Folgen bis 1945

### Nationalsozialistische Propaganda
Seit dem Hitler-Stalin-Pakt 1939 hatte das NS-Regime schwere Verbrechen der Roten Armee in Osteuropa erwartet. Doch das Ausmaß des Massenmords bei Katyn überraschte das NS-Regime. Die Täter zu finden und zu bestrafen, lag nicht in seinem Interesse. Die NS-Propaganda gab den deutschen Vernichtungskrieg seit 1941 als „Befreiung der Völker der Sowjetunion vom Joch des Bolschewismus“ oder vom „jüdischen Joch“ aus. Dieser Vorgabe folgte die Katyn-Kampagne. Indem das NS-Regime die Funde der Gräber als deutsches Verdienst und sich als Aufklärer bolschewistischer Gräuel inszenierte, drängte es Aufklärungsbemühungen der Polen an den Rand, die nicht als Kollaborateure dastehen wollten.
Die Einsatzgruppen, das OKW, die Heeresgruppen und das Auswärtige Amt hatten jeweils eigene Propagandastellen. Sie ließen von April bis Juni 1943 tausende Wehrmachtssoldaten sowie sowjetische Zivilisten, Kollaborateure und Kriegsgefangene die Gräber und Leichen besichtigen. Eine von Major Albert Kost geleitete Truppe empfing und überwachte die Besucher vor Ort. Deren Berichte wurden zur „Wehrkraftertüchtigung“ eigener und „Wehrkraftzersetzung“ gegnerischer Truppen benutzt. Der von den deutschen Besatzern eingesetzte Bürgermeister von Smolensk Boris Menschagin organisierte seinerseits Zeugenverhöre, Katynbesuche und eine Kundgebung gegen das NKWD.
Das RMVP konnte auf die schon eingespielte Zusammenarbeit mit diesen Propagandastellen zurückgreifen. Erstmals gewährte Goebbels größeren Gruppen von Polen und westlichen Ausländern Zugang zur Fundstätte, um sie zu Kronzeugen dafür zu machen, welche Folgen ein Sieg der Sowjetunion für die Welt hätte. Dabei holte er sich die Zustimmung Hitlers für seine propagandistischen Maßnahmen ein, um seinen Führungsanspruch gegenüber anderen Propagandaleitern durchzusetzen. Hitler drängte Goebbels von Beginn an, die Funde in Katyn für härtere Angriffe gegen das „Weltjudentum“ zu nutzen.
Westliche Regierungen hielten deutsche Berichte über sowjetische Gräueltaten wegen vieler Falschmeldungen und des andauernden, ihnen seit Herbst 1942 bekannten Holocaust für unglaubwürdig. Darum ließ Goebbels die Gräber einigen westlichen Journalisten und Kriegsgefangenen vorführen. Man versuchte, sie durch einen Empfang auf der Offiziersmesse und eine Art Programm „gemütlichen Beisammenseins“ mit amerikanischem Jazz, Zigaretten und Drinks bei Laune zu halten und ließ sie Befragungen Ortsansässiger durchführen. Er wollte die Leichenfunde in Deutschland anfangs nicht bekanntgeben, um die Ängste um deutsche Soldaten nicht zu verstärken, die in und nach der verlorenen Schlacht von Stalingrad in sowjetische Kriegsgefangenschaft geraten waren. Am 7. April berichtete die sowjetische Prawda aber zutreffend von deutschen Kriegsverbrechen in der Region Smolensk. Am 11. April beschloss Goebbels, diesen Bericht mit einer dramatischen Sensationsmeldung zu Katyn zu diskreditieren. Am selben Tag meldete die deutsche Nachrichtenagentur Transocean den Fund eines Massengrabs mit etwa 3000 polnischen Offizieren, die die sowjetische GPU (im NKWD aufgegangene Geheimpolizei) im Februar und März 1940 getötet habe. Die Nachricht sollte internationale Presseberichte auslösen, um die folgende deutsche Bekanntgabe mit Zitaten daraus glaubwürdiger erscheinen zu lassen; sie blieb jedoch zunächst ohne entsprechende Reaktion. Am 13. April meldete das Deutsche Nachrichtenbüro im Rundfunk: „Ein grauenvoller Fund“ im Wald von Katyn „gibt einen ebenso erschütternden wie einwandfreien Aufschluss über den Massenmord an mehr als 10.000 Offizieren aller Grade, darunter zahlreiche Generäle, der ehemaligen polnischen Armee durch Untermenschen der GPU in den Monaten März bis Mai 1940.“
Die Kampagne bezog sieben Wochen lang alle Medien im gesamten deutschen Einflussbereich ein. Goebbels ließ Textvorlagen mit grausamen, erfundenen Details und überhöhten Opferzahlen, Plakate, Flugblätter, Filme und Radiosendungen mit Zeugenaussagen herstellen. Zeitungsartikel enthielten Fotografien von exhumierten Leichen. Der für die „Auslandstonwoche“ bestimmte Film Im Wald von Katyn wurde aber erst am 8. Dezember 1943 zugelassen und durfte nur ausländischen Arbeitern und in besetzten Gebieten gezeigt werden. Goebbels befahl, das Material intensiv auszunutzen, damit „wie in der Kampfzeit das Wort ‚Jude‘ wieder mit dem verheerenden Ton ausgesprochen wird, wie es ihm gebührt.“ Zu Katyn sei „immer wieder auf das jüdisch-bolschewistische Mordbrennen“ hinzuweisen. Das „Werk jüdischer Schlächter“ (Völkischer Beobachter, 15. April) bestätige, dass die Juden den Zweiten Weltkrieg zur Vernichtung der Deutschen provoziert hätten. Der Krieg werde jedoch mit ihrer Vernichtung enden. Im Mai wies Johann von Leers in einem Artikel unter dem Titel Schuld ist der Jude Klagen darüber zurück, „dass wir die Juden aus Europa ausrotten“. Es gehe darum, „wer wen überlebt. Wenn die Juden siegen, wird unser ganzes Volk so niedergemetzelt wie die polnischen Offiziere im Walde von Katyn.“ Stärker als 1941 stilisierte die NS-Propaganda den Krieg nun zur schicksalhaften Verteidigung des zivilisierten Europas vor „asiatisch-barbarischen Horden“ des Ostens, um die Deutschen für den „totalen Krieg“ zu gewinnen und die Judenvernichtung zu rechtfertigen.
Damit verfolgte Goebbels mehrere Ziele: einen Keil zwischen die Sowjetunion und die polnische Exilregierung zu treiben, Deutschen und Polen die Folgen eines Einmarschs der Roten Armee auszumalen, sowjetische Berichte über Massengräber von NS-Opfern zu diskreditieren und die eigenen Verbrechen den Stalinisten anzulasten. So hatte die NS-Propaganda seit Juli 1941 kaum noch über NKWD-Massaker berichtet und Trauerkundgebungen dazu verboten, weil sie negative Folgen im Blick auf die eigenen Verbrechen fürchtete. Tatsächlich hielten viele Deutsche die Aufregung über Katyn für „Heuchelei“, weil sie vom Holocaust wussten. Die NSDAP-Parteikanzlei berichtete etwa als Meinung christlicher Kreise, die Aufregung über die „viehische Abschlachtung“ von Katyn sei unberechtigt, weil „bei der Bekämpfung der Juden im Osten […] ähnliche Abschlachtungsmethoden angewandt“ worden seien. Andere glaubten, Massenmorde an als gefährlich eingestuften Gegnern seien im Krieg eben unvermeidbar.
In den besetzten Gebieten Osteuropas sollte die Katyn-Kampagne die Zusammenarbeit mit den Nationalsozialisten gegen die Sowjetunion verstärken. Sie bewog viele Rumäniendeutsche zum Eintritt in die Waffen-SS. Im Generalgouvernement sollte sie den erheblichen polnischen Widerstand gegen die deutschen Besatzer schwächen und deren Terrormaßnahmen gegen den Aufstand im Warschauer Ghetto rechtfertigen. Millionen Katyn-Broschüren wurden gedruckt und verteilt. Mahnmale sollten aufgestellt, ein nationaler Gedenktag sollte eingeführt werden. Die Kampagne blieb jedoch erfolglos. Manche Widerstandsparolen nannten Katyn und Auschwitz „beide des Feindes Werk“. Untergrundplakate höhnten, demnächst würden analoge Ausflüge nach Auschwitz beweisen, wie „humanitär“ im Vergleich zu den sowjetischen die deutschen Mordmethoden seien. Dort habe die deutsche Wissenschaft „Ungeheures für die europäische Kultur geleistet.“
Nachdem die Entdeckung des Massengrabs in Katyn am 13. April bekanntgegeben worden war, aber fast gleichzeitig die sowjetischen Behörden Gräber von NS-Opfern in von der Roten Armee zurückeroberten Gebieten öffneten – so exhumierte eine sowjetische Kommission am 15. April NS-Opfer in Ejsk und in der Nähe des heutigen Luhansk –, bildete das NS-Regime im April/Mai für die Ukraine Sonderkommandos zur Spurenbeseitigung nach dem Modell der „Sonderaktion 1005“. Reichskommissar Hinrich Lohse warnte den Reichsminister für die besetzten Ostgebiete Alfred Rosenberg im Juni 1943, man solle sich nur vorstellen, wie die Gegenseite ihr bekannt gewordene NS-Verbrechen ausschlachten würde, die Katyn bei weitem überträfen und wahrscheinlich nur wegen ihres Ausmaßes nicht geglaubt würden.

### Isolierung der polnischen Exilregierung

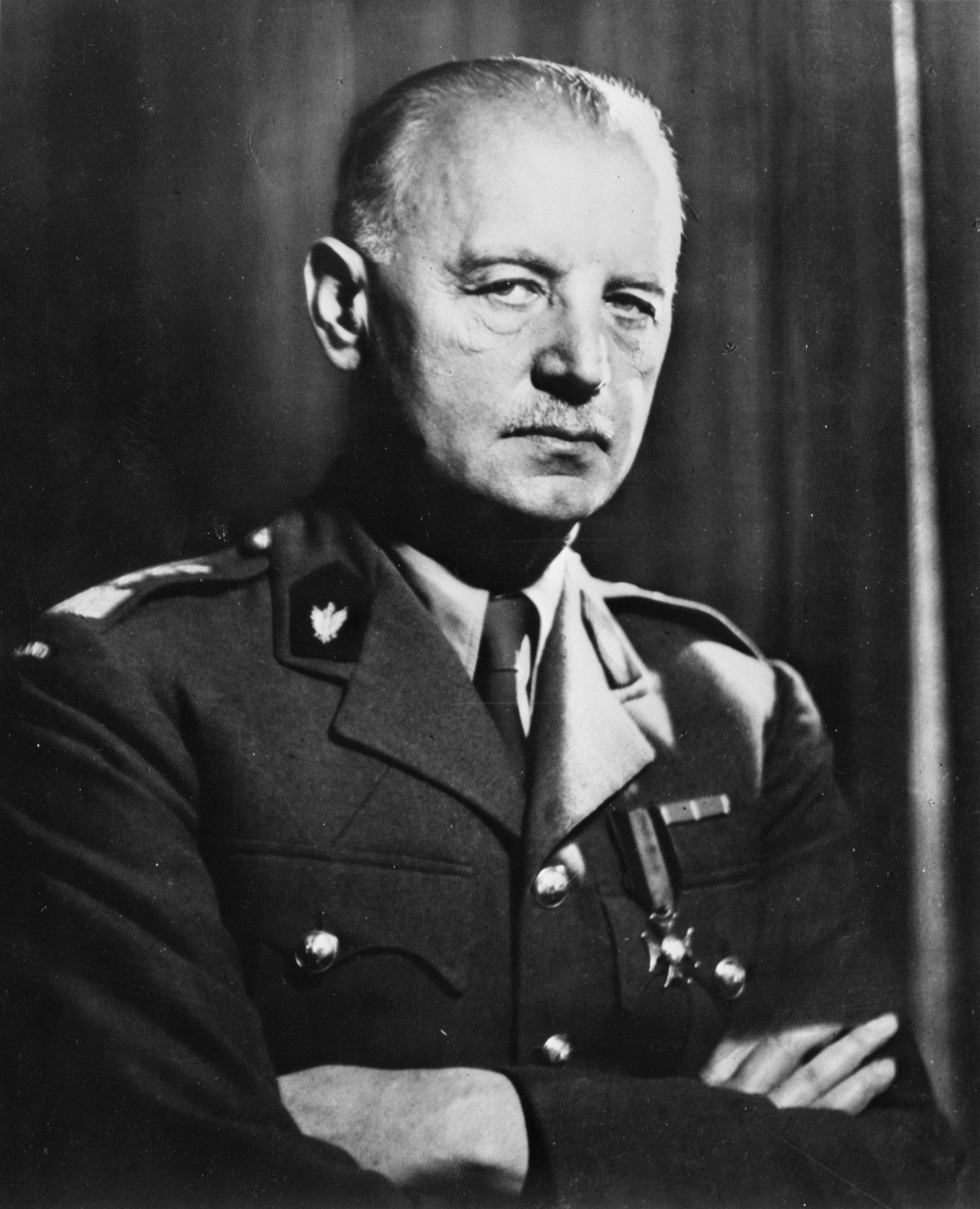
Władysław Sikorski, Chef der polnischen Exilregierung (um 1942)

Polens Exilregierung wurde durch die deutsche Bekanntgabe des Massakers zur Stellungnahme genötigt. Am 17. April 1943 beantragte sie eine neutrale Untersuchung beim IKRK. Weil General Anders von einem NKWD-Massenmord überzeugt war, verlangte Verteidigungsminister Marian Kukiel zudem eine offizielle sowjetische Erklärung zum Verbleib der polnischen Offiziere. Er sprach dem NS-Regime das Recht ab, die Toten von Katyn für eigene Ziele zu missbrauchen. Als Goebbels vom polnischen Antrag erfuhr, veranlasste er das DRK sofort, telegrafisch nochmals IKRK-Hilfe beim Identifizieren der Toten zu beantragen. Beide Anträge gingen fast gleichzeitig beim IKRK ein. Darum griff ein Prawda-Artikel die Exilregierung am 19. April als „Hitlers polnische Kollaborateure“ an. Am 21. April kritisierte Stalin, das IKRK lasse sich von Hitlers Terrorregime für eine Farce benutzen. Daraufhin bot das IKRK am 22. April eine neutrale Katyn-Kommission an, falls die Sowjetunion zustimme. Das NS-Regime lehnte diese Bedingung am 23. April ab.
Am 24. April warf Stalin Polens Exilregierung ein mit den Deutschen abgestimmtes antisowjetisches Vorgehen vor. Sie müsse ihren Antrag zurückziehen und die Deutschen für das Massaker verantwortlich machen. Um die Anti-Hitler-Koalition nicht zu gefährden, drängte der britische Premierminister Winston Churchill Sikorski, den Antrag an das IKRK zurückzuziehen. Dieser erklärte sich dazu bereit, weigerte sich jedoch, die Deutschen zu beschuldigen, weil ihm Beweise für sowjetische Täterschaft vorlagen. Trotz Churchills Vermittlungsversuch brach Stalin die Beziehungen zur Exilregierung am 25. April ab. Damit isolierte er diese in der Anti-Hitler-Koalition und stellte die Weichen für ein kommunistisches Nachkriegspolen. Goebbels sah diesen Bruch als Erfolg seiner Kampagne, schloss aber seinerseits jeden direkten Kontakt mit Polens Exilregierung aus.
Die polnischen Widerstandsgruppen und die Vertreter vier demokratischer Exilparteien einigten sich darauf, ein nichtkommunistisches, unabhängiges Polen mit der 1921 vereinbarten Ostgrenze anzustreben. Im August 1943 schlossen sie eine Zusammenarbeit mit der Sowjetunion, den polnischen Rechtsnationalisten und Kommunisten aus. Stalin setzte auf den im März 1943 gegründeten Bund Polnischer Patrioten als „willfähriges Instrument“, so die Historikerin Claudia Weber, für ein kommunistisches Nachkriegspolen zwischen Oder und Curzon-Linie.
US-Präsident Franklin D. Roosevelt erklärte Stalin, Polens Antrag beim IKRK sei ein Fehler gewesen, doch Sikorski sei kein Kollaborateur des NS-Regimes. Er bat Stalin um erneute Kontakte mit den Exilpolen und klammerte Katyn dafür aus. Er nahm an, dass der Sieg über Hitlerdeutschland und eine stabile Nachkriegsordnung nur mit Stalin möglich seien. Weil die Aufklärung des Massakers diese Ziele gefährdete, spielte die US-Außenpolitik es herunter. Sikorski starb am 4. Juli 1943 beim Flugzeugabsturz bei Gibraltar. Seitdem wurde vermutet, er sei wegen seiner beharrlichen Aufklärungsversuche zu Katyn ermordet worden. Eine gerichtsmedizinische Untersuchung seines Leichnams von 2008 ergab keine Anhaltspunkte für einen Mord, schloss aber Sabotage am Flugzeug nicht völlig aus.
Bei der alliierten Teheran-Konferenz (28. November bis 1. Dezember 1943) wurde das von ihr eroberte Gebiet Ostpolens der Sowjetunion zugeschlagen und die Westverschiebung Polens vereinbart. Um diese Einigung nicht zu behindern, trieben die Westmächte die Aufklärung des Massenmords von Katyn nicht voran. Ende Juli 1944 besuchte der neue polnische Ministerpräsident Stanisław Mikołajczyk Stalin, um die sowjetisch-polnischen Beziehungen wiederherzustellen. Der britische Botschafter in Moskau hatte ihm geraten, dafür auch die sowjetische Version zu Katyn zu akzeptieren. Während des Warschauer Aufstands bat Mikołajczyk Stalin vergeblich um Hilfe der Roten Armee für die Aufständischen. Laut dem Historiker Victor Zaslavsky demütigte Stalin die polnische Seite mit der unannehmbaren Bedingung, nur dann zu helfen, falls die Exilregierung die Nationalsozialisten öffentlich zu Tätern des Massakers von Katyn erkläre. Erst nachdem die Deutschen den Aufstand niedergeschlagen hatten, ließ Stalin die sowjetischen Truppen einrücken; später ließ er überlebende polnische Widerstandskämpfer verhaften. Diese Schritte sollten wohl schon den Aufbau eines kommunistischen Staates Polen nach dem Krieg erleichtern.

### Sowjetische Geschichtsfälschung
Nach einer kurzen Radiomeldung vom 12. April 1943 erklärte das sowjetische Sowinformbüro am 15. April, Goebbels’ „Schlächter“ versuchten, ihr eigenes Verbrechen mit erfundenen Vorwürfen zu vertuschen. Die polnischen Kriegsgefangenen seien bei Bauarbeiten nahe Smolensk eingesetzt worden und den „deutschfaschistischen Henkern“ nach dem Rückzug der sowjetischen Truppen im Sommer 1941 gemeinsam mit sowjetischen Bürgern in die Hände gefallen. Bei ihrer Verleumdung über angeblich von ihnen gefundene viele Gräber hätten sie das Dorf Gnjosdowo erwähnt, aber verschwiegen, dass nahebei archäologische Ausgrabungen stattfanden.
Seit dem 19. April 1943 drohte der sowjetische Ukas 43 schwere Strafen für Zusammenarbeit mit Feindmächten an. Er wurde in den Folgemonaten vor allem gegen Sowjetbürger in ehemals von der Wehrmacht besetzten Gebieten angewandt. Der Neurochirurg Nikolai Burdenko war seit 1942 Gerichtsmediziner für die Außerordentliche Staatliche Kommission (TschGK) zum Erfassen der „Verbrechen der deutsch-faschistischen Eroberer und ihrer Komplizen“. In deren Auftrag untersuchte er ab 5. August 1943 hunderte exhumierte Mordopfer der Gestapo in Orjol. Einige hatte das NKWD 1941 erschossen und umgebettet. Dessen Regionalleiter kannte die Leichenfundorte und stellte Burdenko einen deutschen Zeitungsbericht über Katyn zu. Folglich berichtete dieser, die Täter hätten hier systematisch dieselbe Erschießungsmethode wie in Katyn angewandt. Somit sei die deutsche Täterschaft in Katyn gerichtsmedizinisch bewiesen.
Am 25. September eroberte die Rote Armee Smolensk zurück. Ab Oktober führte das NKWD Exhumierungen in Katyn durch. Dabei stattete es die Kleidung der Opfer mit gefälschten, auf nach Mai 1940 datierten Beweisstücken aus. Bis zum 10. Januar 1944 nahm es 95 Helfer der Deutschen aus der Umgebung fest, verhörte sie und zwang sie zu Falschaussagen. Damit präparierte man siebzehn angebliche Zeugen für Burdenkos folgende Untersuchung. Den Abschlussbericht unterzeichneten Merkulow und der ebenfalls an den Morden von 1940 beteiligte Sergei Kruglow. Am 13. Januar setzte das Politbüro die Burdenko-Kommission ein und bestimmte ihre Mitglieder, darunter Vertreter von Kultur, Bildung, der sowjetischen Rotkreuz- und Rothalbmond-Gesellschaften sowie Gerichtsmediziner. Stalin strich die Polin Wanda Wasilewska trotz ihrer Linientreue von der Vorschlagsliste. Beim ersten Treffen erläuterte Burdenko die von ihm angeblich bewiesene deutsche Erschießungsmethode. Die Kommission unterzeichnete den Merkulow-Kruglow-Bericht. Dieser wurde am 14. Januar veröffentlicht und nahm Bezug auf den Sowinform-Bericht vom 15. April 1943. Zudem wurde behauptet, das „Hauptquartier des 537. Baubataillons“ habe die Polen im Herbst 1941 erschießen lassen. Um das zu vertuschen und der Sowjetunion unterzuschieben, hätten die Deutschen Sowjetbürger mit Folter, Drohungen und Bestechungen zu Falschaussagen gezwungen, die Opferzahl mit von anderswo geholten Leichen erhöht und 500 sowjetische Kriegsgefangene benutzt, die Gräber mit Beweismaterial auszustatten. Der Burdenko-Bericht übernahm diese Angaben und ergänzte nur zum Schluss, die Polen seien per Genickschuss mit der in Orjol und anderswo angewandten Methode erschossen worden. Die forensische Analyse beweise ohne jeden Zweifel den Herbst 1941 als Exekutionszeitraum.
Die Gerichtsmediziner sollen die Leichen vom 16. bis 23. Januar 1944 untersucht haben; am 24. Januar erschien der Bericht. Sie konnten daher nur wenige, schon exhumierte Leichen untersuchen. Ob sie von der NKWD-Fälschungsaktion wussten, ist unbekannt. Burdenko soll kurz vor seinem Tod im November 1946 einem Freund gestanden haben, er kenne das wahre Alter der Gräber; das NKWD habe einen riesigen Fehler gemacht.
Um die Geschichtsfälschung weltweit zu verbreiten, durften einige westliche Journalisten und Angehörige der Moskauer US-Botschaft Katyn vom 22. bis 23. Januar 1944 besichtigen, darunter Kathleen Harriman, die Tochter des US-Botschafters W. Averell Harriman. Ihre Berichte bestätigten insofern die sowjetische Version, als sie sich insbesondere durch die Präsentation der angeblichen „deutsche[n] Erschießungsmethode“ und dem Arrangement der Briefe beeindrucken ließen. Sie durften zwar vom NKWD instruierte Zeugen befragen, erkannten deren Verhalten auf sie aber als „sehr einstudiert“ wirkend.
Beim Leningrader Kriegsverbrecherprozess (29. Dezember 1945 bis 5. Januar 1946) gegen deutsche Militärangehörige behauptete die Sowjetische Militäradministration in Deutschland (SMAD), einer der Angeklagten habe einen Massenmord der Deutschen an 15.000 bis 20.000 Polen, Russen und Juden in Katyn beobachtet. Einige Zeitungen der SBZ berichteten über die angebliche „ungeheuerliche Bluttat der Faschisten im Walde von Katyn“, um so den Nürnberger Prozess gegen die Hauptkriegsverbrecher propagandistisch vorzubereiten. Dort wollte die Sowjetunion ihre Version zum Massaker international durchsetzen.
Der sowjetische Generalstaatsanwalt Konstantin Gorschenin und Polens neuer Justizminister Henryk Świątkowski ließen ab Mai 1945 einen Schauprozess zu Katyn vorbereiten, der erpresste Geständnisse von angeblichen polnischen Kollaborateuren der Deutschen liefern sollte. Dazu ließ der Krakauer Staatsanwalt Roman Martini alle erreichbaren polnischen Katynbesucher von 1943 festnehmen. Die meisten Gesuchten waren in den Westen geflohen. Martini wurde am 12. März 1946 ermordet. Ein früher behaupteter Zusammenhang des Mordes mit seiner Katyn-Ermittlung ist unbelegt aber auch nicht widerlegt. Der Schauprozess fand nicht statt.

## Folgen bis 1989

### Katyn im Nürnberger Prozess
Artikel 21 des Londoner Statuts vom August 1945 gebot dem Internationalen Militärgerichtshof (IMT), Beweismaterial zu deutschen Kriegsverbrechen ungeprüft zur Kenntnis zu nehmen, die eine Siegermacht schon offiziell untersucht hatte. Damit erhielten Berichte der sowjetischen TschGK den gleichen Rang wie die der United Nations War Crimes Commission. Daraufhin brachte der sowjetische Hauptankläger Roman Rudenko den Burdenko-Bericht als nicht zu verhandelndes Beweismaterial gegen Hermann Göring in den Nürnberger Prozess ein. Die westlichen Anklagevertreter rieten wegen fehlender Beweise zum Verzicht auf den Anklagepunkt Katyn, ließen ihn letztlich jedoch zu, weil Rudenko gemäß der Weisung des Politbüros darauf bestand. Sie verlangten nur, die sowjetischen Ankläger müssten die deutsche Täterschaft dafür allein beweisen.
Eine von Wyschinski nach Stalins Direktiven gelenkte Geheimkommission bereitete die sowjetische Anklage vor. Zu ihr gehörten auch am Massaker, seiner Tarnung und Deportationen beteiligte NKWD-Angehörige wie Kobulow und Kruglow. Die sowjetischen Ankläger ließen den Vorstellungstermin für die alliierte Anklageschrift mehrmals verschieben, um Zeit für von Stalin befohlene Korrekturen zu gewinnen. So hatte Rudenko zunächst 925 Tote von Katyn angegeben (so viele Leichen hatte Burdenko angeblich exhumieren lassen), die er mit dem lapidaren Hinweis, diese „Zahl“ sei „auf der ganzen Welt bekannt“, auf 11.000 Tote erhöhte, wobei er auf polnische Quellen verwies, obwohl auch sie aus dem Burdenko-Bericht stammte. Gleichwohl stimmten die westlichen Vertreter der Terminverschiebung zu, um den Prozess nicht platzen zu lassen.
Die sowjetische Anklageschrift ordnete das Massaker in eine „deutsch-faschistische“ „Politik der physischen Ausrottung der slawischen Völker“ ein, stellte es somit als Muster und Präzedenzfall der deutschen Völkermordpolitik dar und verdeckte analog zur NS-Propaganda die gemeinsame Gewaltpolitik der Jahre 1939 bis 1941 mit dem ideologischen Hauptfeind. Ab dem 14. Februar 1946 beschrieb der sowjetische Anklagevertreter Juri Pokrowski das Massaker als wichtiges Beispiel für NS-Verbrechen an osteuropäischen Kriegsgefangenen. Als Beweis zitierte er den Burdenko-Bericht: Ein „Stab des Baubataillons 537“ unter Oberstleutnant „Arnes“ habe die Morde organisiert, die Leichen mit gefälschten Beweisen ausgestattet, sie für antisowjetische Propaganda von 500 sowjetischen Kriegsgefangenen exhumieren lassen und auch diese dann exekutiert.
Oberleutnant Reinhart von Eichborn erfuhr von der Anklage, machte Friedrich Ahrens ausfindig und schrieb an den Widerstandskämpfer Fabian von Schlabrendorff. Vermutlich benannte dieser Ahrens’ Aufenthaltsort und schlug vor, ihn und andere als Zeugen vorzuladen. Von Schlabrendorff unterrichtete den früheren OSS-Leiter William J. Donovan, der Berater des Hauptanklägers der USA Robert H. Jackson in Nürnberg war. Donovan hatte Jackson bereits gewarnt, der Anklagepunkt Katyn könne den gesamten Prozess diskreditieren. Er sah die Chance, der sowjetischen Seite eine Niederlage beizubringen. Die möglichen Zeugen wurden aufgefordert, mit niemandem zu reden, da es vor sowjetischen Agenten nur so wimmle.
Am 3. März 1946 beantragte Görings Verteidiger Otto Stahmer die Vorladung von fünf Zeugen zu Katyn. Die westlichen Richter stimmten dem Antrag gegen sowjetischen Protest zu, da Artikel 21 des Londoner Statuts der Verteidigung nicht verbiete, Entlastungszeugen und Gegenbeweise vorzustellen. Daraufhin griff Wyschinski das IMT mit einer Rudenko diktierten Petition an. Es habe den Artikel 21 verletzt, indem es bereits überführten Tätern zugestehe, als Zeugen aufzutreten und Beweisdokumente in Frage zu stellen. Nur die vier alliierten Regierungen dürften das Londoner Statut ändern. Bei der Beratung am 6. April widerlegte Richter Francis Biddle (USA) die Petition mit einem Rechtsgutachten und drohte damit, dieses zu veröffentlichen und Rudenko wegen Völkerrechtsbruchs verhaften zu lassen. Daraufhin lenkte die sowjetische Seite ein. Rudenkos Assistent Nikolai Sorja, der die Anklage zu Katyn mit vorbereitete, wurde am 24. Mai tot aufgefunden. Die Todesursache ist ungeklärt. Ein Mord wird vermutet, eventuell auch wegen Sorjas Kenntnis der Manipulationen in den sowjetischen Prozessunterlagen zu Katyn.
Weil der Nürnberger Prozess keine sowjetischen Kriegsverbrechen behandeln sollte, lehnte Polens Exilregierung den Anklagepunkt Katyn ab und verlangte eine eigenständige Aufklärung des Massakers. Anders wollte nicht als Zeuge für Göring auftreten, ließ Jackson, Biddle und den deutschen Verteidigern jedoch das polnische Beweismaterial zu Katyn zukommen. Es umfasste die Berichte der polnischen Katynbesucher, des Suchbüros von Czaspki, von Überlebenden und westlichen Journalisten sowie sowjetische Auskünfte und legte mit präzise dargestellten Fakten die NKWD-Täterschaft nahe. 1948 erschien dieses Werk in London, wurde oft wieder aufgelegt und als „polnisches Weißbuch“ zur Hauptquelle der historischen Forschung. Stahmer reichte im Juni 1946 jedoch Czapskis schon publizierte Erinnerungen an Starobelsk als zusätzliches Beweismaterial ein. Als die sowjetische Seite am 19. Juni forderte, die Zeugenaussagen nur schriftlich einzureichen, bestand er auf ihrer Verlesung. Das IMT erlaubte Verteidigern und Anklägern dann, je drei Zeugen öffentlich zu befragen. Danach versuchte Stahmers Kollege Otto Kranzbühler erfolglos, das polnische Weißbuch als Beweismittel einzureichen.
Am 1. Juli 1946 wies Ahrens nach, dass er bis Oktober 1941 nicht in Smolensk stationiert war und darum nicht als Tatbeteiligter in Frage kam. Das diskreditierte den Burdenko-Bericht. Die sowjetische Anklage stellte das Massaker von Katyn daher nun als Teil von Massenmorden der Einsatzgruppe B an sowjetischen Kriegsgefangenen im Raum Smolensk dar und zitierte dazu Reinhard Heydrichs „Einsatzbefehl 14“ vom 29. Oktober 1941. Stahmers zweiter Zeuge Eichborn müsse als verantwortlicher Nachrichtenoffizier diesen Befehl gekannt, seine Einheit müsse an den Morden mitgewirkt haben. Eichborn behauptete daraufhin, Wehrmachtsgeneräle hätten bei von ihm abgehörten Telefonaten den deutschen Kommissarbefehl vom 6. Juni 1941 als in der Heeresgruppe Mitte nicht durchsetzbar verworfen. Damit war es den sowjetischen Anklägern gelungen, vom Burdenko-Bericht abzulenken und auf Verbrechen der Wehrmacht hinzuweisen. Stahmers dritter Zeuge Eugen Oberhäuser bestätigte auf sowjetische Nachfrage, das Nachrichten-Regiment 537 habe etwa 150 Pistolen vom Kaliber 7,65 mm gehabt.
Am 2. Juli bestätigte Boris Basilewski, der Vizebürgermeister von Smolensk, dass im Wald bei Katyn vor 1941 sowjetische Geheimpolizei stationiert war. Der Bulgare Marko Markow, der 1943 zur Ärztekommission in Katyn gehört hatte, gab an, er sei zur Unterschrift unter deren Bericht genötigt worden und habe bei seiner Einzelautopsie den Herbst 1941 als Todeszeitpunkt festgestellt. Er bestätigte aber Winterkleidung der Opfer. Markow hatte seine früheren Angaben zum Todeszeitpunkt der Katynopfer schon bei einem Schauprozess in Bulgarien widerrufen, war dennoch zum Tod verurteilt, kurz vor der Hinrichtung vom sowjetischen Geheimdienst SMERSch nach Moskau geholt und für seinen Auftritt in Nürnberg präpariert worden. Der dritte Zeuge der Anklage, Wiktor Prosorowski, hatte den Exhumierungsteil des Burdenko-Berichts verfasst. Er bestätigte, dass alle Katynopfer mit derselben Genickschussmethode und deutscher Geco-Munition ermordet worden waren. Dazu präsentierte die Anklage ein Dokument aus dem Jahre 1943, aus dem hervorging, dass der Technische Ausschuss des Polnischen Roten Kreuzes bei seinen Untersuchungen ebenfalls deutsche Munition gefunden hatte, und das die NS-Propaganda zuvor verschwiegen hatte. Stahmer vermied, auf deutsche Munitionsexporte in die Sowjetunion hinzuweisen, und bemängelte nur das Fehlen ausländischer Experten in der Burdenko-Kommission.
Somit konnte keine Seite die Schuld der Gegenseite beweisen. Deshalb ließ der Vorsitzende Richter Geoffrey Lawrence keine weiteren Zeugen zu und entschied, den Anklagepunkt Katyn fallenzulassen. Damit waren der deutsche Versuch, die Wehrmacht als unbescholten darzustellen, und der sowjetische Versuch, die eigene Geschichtsfälschung international festzuschreiben, gescheitert. Die tatsächlichen Täter festzustellen war nicht Aufgabe des Gerichts. Daher erwähnte das Urteil vom 1. Oktober 1946 Katyn nicht.

### Großbritannien
Seit 13. April 1943 sammelte Owen O’Malley, der britische Botschafter bei Polens Exilregierung, Informationen zu Katyn. Am 24. Mai 1943 sandte er Außenminister Anthony Eden seinen Bericht. Die sowjetische Täterschaft sei fast unbezweifelbar, sie zu verschweigen könne die Berufung des Westens auf moralische Werte untergraben. England habe den guten Ruf des Landes dazu benutzt, das Massaker zu verdecken, ähnlich wie die Mörder es bei den Gräbern mit Nadelbäumen getan hätten. Die britische Regierung versuchte, alle Hintergrundberichte über Katyn zu unterdrücken, und verschwieg den O’Malley-Bericht, da ihre Kriegsführung auf die Koalition mit Stalin angewiesen war. Churchill schrieb an Stalin, er wolle antisowjetische Polemik der polnischen Presse in Großbritannien zu verhindern suchen. Es sei sinnlos, „sich krankhaft um drei Jahre alte Gräber in Katyn zu scharen“. Nur im Bündnis mit Stalin gebe es Sicherheit für Polen. Im Februar 1944 verlangte Churchill O’Malleys Stellungnahme zum Burdenko-Bericht. Dieser sah darin noch stärkere Indizien für sowjetische Täter, war aber wie Churchill nun dafür, das Verbrechen trotz moralischer Bedenken zu verschweigen. Das habe er auch Polens Exilregierung geraten.
1956 warnte das britische Außenministerium vor einer Katyndebatte und ließ eine Filmvorführung dazu verbieten, um Chruschtschows bevorstehenden Staatsbesuch nicht zu gefährden. Polnische Emigranten hielten die Erinnerung an Katyn wach. Die Standardwerke des Katynbesuchers von 1943 Józef Mackiewicz (Katyn: Ungesühntes Verbrechen, 1949) und des Politikwissenschaftlers Janusz Zawodny (Death in the forest, 1962) benannten die sowjetische Schuld. Zawodnys Werk ist als Klärung der Täterfrage wissenschaftlich akzeptiert. Er kritisierte die Haltung der Westalliierten im Nürnberger Prozess als Kapitulation der Moral vor der Realpolitik.
Ab 1971 diskutierte die britische Presse über Zawodnys neu aufgelegtes Werk. Die konservativen Abgeordneten Airey Neave und Lord St. Oswald erreichten eine Debatte über Katyn am 17. Juli 1971 im House of Lords, aber keine juristische Untersuchung. 1972 gab das Außenministerium Katyn-Dokumente aus der Kriegszeit frei, darunter den O’Malley-Bericht. Der Historiker Rohan D’Olier Butler erklärte 1973 in einem Memorandum, er sehe keinen Vorteil darin, das dreißigjährige britische Schweigen zu Katyn zu brechen. Die britische Regierung lehnte es 1976 ab, an der Einweihung eines Katyn-Denkmals teilzunehmen. „Insgeheim“ lasse sich die sowjetische Täterschaft nicht bezweifeln, doch trotz aller Dokumente gebe es keinen zwingenden Beweis dafür. Eine Parteinahme würde die Beziehungen zur Sowjetunion „maximal beschädigen“. Auch spätere britische Regierungen lehnten eine offizielle Erklärung zu Katyn ab und beriefen sich dazu stets auf „legitime Restzweifel“, weil kein Tötungsbefehl bekannt war.

### Vereinigte Staaten
Seit Mai 1942 sandte der Verbindungsoffizier Henry Szymanski dem Nachrichtendienst des US-Heeres regelmäßig Berichte über die Suche der Anders-Armee nach den Vermissten. Am 24. Mai 1943 übergab er die Ergebnisse der Suche Czapskis und Gesprächsprotokolle mit sowjetischen Führern. Im US-Kongress wurde Katyn zwischen April 1943 und Juli 1944 nur einmal am Rande in die Congressional Records aufgenommen. Die amerikanische Öffentlichkeit blieb eher gleichgültig. Das United States Office of War Information (OWI) warnte am 6. Mai 1943 vor „sehr zweifelhaften“ Angaben der Deutschen zu Katyn, zu denen es den Ärztebericht zählte. Pressekommentare kritisierten den polnischen IKRK-Antrag als Dummheit und Vorstoß zur Unzeit. Nur wenige Berichte erörterten die Täterfrage und nahmen dann meist eine deutsche Täterschaft an; diese Annahme sei Pflicht aller loyalen US-Bürger.
Dagegen verwies der Journalist William Lindsay White in seinem Bestseller Report on the Russians (März 1945) darauf, dass die Winterkleidung der Opfer dem angeblichen Todeszeitpunkt im Sommer 1941 widerspreche. Unerklärlich sei auch, dass die Sowjetunion den Aufenthaltsort der Gefangenen vor der deutschen Invasion (22. Juni 1941) nicht habe finden können, und danach nicht mitteilte, dass die Deutschen sie 1941 gefangen genommen hätten. Das Medienecho darauf war negativ, da die meisten US-Bürger die eigenen Soldaten bald heimholen und keinen neuen Konflikt mit der Sowjetunion wollten. White wurde auch von Regierungsvertretern und vom National Council of Soviet-American Friendship angegriffen.
1944 hatten polnische US-Bürger und Emigranten den national, katholisch und antikommunistisch ausgerichteten Polish American Congress (PAC) gegründet. Ab 1945 machte dieser Katyn zum Thema, um die prosowjetische Außenpolitik Roosevelts anzugreifen. Er sah das Massaker als russische und asiatische, nicht nur stalinistische Barbarei. Wie die Londoner Exilpolen forderte er Aufklärung durch ein unabhängiges internationales Gericht. Am 13. April 1949 bat PAC-Präsident Charles Rozmarek den US-Botschafter Warren Austin vergeblich, diese bei der UNO zu verlangen. Der Journalist Julius Epstein schrieb im Juli in zwei beachteten Artikeln, kommunistische Agenten in der US-Regierung hätten Beweisdokumente des Katynbesuchers John H. Van Vliet verschwinden lassen. Epstein und der frühere US-Botschafter in Polen Arthur Bliss Lane gründeten im November 1949 ein Katyn-Komitee, das zwei Jahre lang Beweismaterial sammelte. Sie betrachteten Katyn in der damaligen McCarthy-Ära als Beispiel für ein Weltherrschaftsstreben des Kommunismus und warnten auf Vortragsreisen vor analogen Verbrechen. Das US-Repräsentantenhaus lehnte eine Katyn-Untersuchung 1949 zunächst ab. Erst 1951, nach Berichten über ebenfalls mit Genickschüssen exekutierte US-Soldaten im Koreakrieg, erreichte der Abgeordnete Ray J. Madden eine Mehrheit für einen Untersuchungsausschuss zu Katyn.
Das Madden-Komitee befragte ab Oktober 1951 ein Jahr lang insgesamt 81 Zeugen, erhielt über 100 schriftliche Aussagen und untersuchte 183 Beweisstücke. Schon der Zwischenbericht vom Juli 1952 erklärte, nach Abwägen aller Beweise stehe die sowjetische Schuld am Massaker von Katyn „zweifelsfrei fest“. Gersdorff, der ausländische Besucher 1943 betreut hatte, bezeugte, alle Pathologen seien nach den Obduktionen von der sowjetischen Schuld überzeugt gewesen. Fünf Mitglieder der Ärztekommission von 1943 bestätigten das. Seit Februar 1952 vernahm das Komitee auch in London und Frankfurt am Main Exilpolen, Überlebende, PCK-Vertreter und am Nürnberger Prozess Beteiligte. Stahmer wies die Annahme zurück, die Amerikaner hätten in Nürnberg die Klärung der Täterfrage absichtlich unterdrückt. Robert Jackson verteidigte sein Verhalten in Nürnberg im Zuge einer Anhörung vor dem Kongress im November 1952. Im Nürnberger Prozess sei die Beweislage unklar gewesen. Die eingeladene Sowjetunion lehnte die Teilnahme ab, übersandte nur den Burdenko-Bericht und bezichtigte das Komitee mit einer Pressekampagne im Ostblock der Verbreitung von Nazilügen.
Das Komitee deckte auf, dass Berichte von Henry Szymanski und George Howard Earle unterdrückt worden waren. Earle hatte als Roosevelts Sonderbeauftragter für den Balkan Informationen über Katyn gesammelt und diese Roosevelt im Mai 1944 vorgelegt, ihm eine unabhängige Untersuchung angeraten und ein Jahr später eine Publikation zu Katyn angekündigt. Daraufhin hatte Roosevelt ihm verboten, das Thema weiterzuverfolgen, und ihn versetzen lassen. Hauptzeuge war John Van Vliet. Der ehemalige kriegsgefangene US-Offizier hatte die Gräber bei Katyn am 13. Mai 1943 besichtigt und am 22. Mai 1945 dem für Nachrichtenwesen im Heer zuständigen Generalmajor Clayton L. Bissell davon berichtet. Er hielt die sowjetische Täterschaft für erwiesen. Bissell hatte seine Aussage protokolliert und als streng geheim eingestuft. Der Bericht war im Pentagon dann unauffindbar. Laut Bissell hätte die Veröffentlichung den damals verhandelten Eintritt der Sowjetunion in den Krieg gegen Japan und ihren UNO-Beitritt gefährdet. Er habe das Dokument nicht zerstört, sondern weitergeleitet.
Das Komitee konnte kein kommunistisches Agentennetz in US-Behörden und keinen Zensurbefehl Roosevelts nachweisen. Der Abschlussbericht vom 22. Dezember 1952 nannte die Beweise für die sowjetische Täterschaft eindeutig und führte das Zurückhalten von Beweisdokumenten auf Koordinationsmängel, militärische Sachzwänge und eine prosowjetische Haltung einzelner Beamter zurück. Roosevelt habe an Stalins Aufrichtigkeit geglaubt, Polen für die Kriegsziele vernachlässigt und sei so für die Nachkriegsentwicklung in Osteuropa mitverantwortlich. Das Komitee forderte, alle Beweismittel zu Katyn der UNO zu übergeben, den Fall vor die UNO-Generalversammlung zu bringen, einen internationalen Strafprozess gegen die Sowjetunion durchzuführen und eine UNO-Kommission für vergleichbare künftige Verbrechen einzusetzen. Die US-Regierung setzte keine dieser Forderungen um, da sie damals mit der Sowjetunion über das Beenden des Koreakriegs verhandelte und keine Aussicht auf eine UNO-Mehrheit für einen Katyn-Prozess und auf Beweissicherungen in Katyn selbst sah. Sie wollte keine Abstimmungsniederlage riskieren, die die sowjetische Propaganda gestärkt hätte, und keinen Präzedenzfall für Anklagen zu weiteren vor der UNO-Gründung verübten Verbrechen schaffen. Zudem gab es noch keinen funktionsfähigen internationalen Strafgerichtshof.
Seit 1952 bezweifelten nur noch einzelne US-amerikanische Autoren (Gabriel Kolko, Peter M. Irons) die sowjetische Täterschaft.

### Deutschland
Die DDR stellte die Arbeit des Madden-Komitees 1952 als fortgesetzte Goebbels-Propaganda und Teil einer angeblichen Kriegsvorbereitung des westlichen Imperialismus dar. Die westdeutsche KPD übernahm diese Darstellung und gab dazu den Burdenko-Bericht heraus. Eine KPD-Broschüre verglich das Massaker von Katyn mit dem damals vor Gericht verhandelten Massenmord der Gestapo an osteuropäischen Zwangsarbeitern und Kriegsgefangenen im Dortmunder Rombergpark und verwies auf Bezüge zwischen westlichen Antikommunisten und „Neofaschisten“. Wehrmachtsveteranen nahmen die Anhörungen des Madden-Komitees zum Anlass, um in Deutschland den Nürnberger Prozess als Siegerjustiz zu geißeln. Frühere Katynbesucher stellten Fotografien und Notizen zur Verfügung, um als NS-Verbrecher verurteilte Kameraden zu rehabilitieren.
1956 berichtete die Zeitschrift Der Spiegel irrtümlich, führende polnische KP-Mitglieder hätten die sowjetische Täterschaft zugegeben und drängten Moskau zu einem Schuldeingeständnis. Bundeskanzler Willy Brandts Kniefall von Warschau 1970 und seine Neue Ostpolitik ermöglichten in Polen eine Beschäftigung mit Stalins Verbrechen und erschwerten es der Staatspropaganda, diese Debatte zu verhindern. In der Bundesrepublik dagegen dominierte die Holocaustdebatte.
Deutsche Rechtsextremisten rechnen das Massaker von Katyn traditionell gegen NS-Verbrechen auf, um diese zu relativieren oder um die „Auschwitz-Lüge“ als plausibel darzustellen. So behauptete Hendrik van Bergh 1986, Katyn sei „vielleicht das schwerste“ Verbrechen des Zweiten Weltkriegs gewesen. Wenn die Deutschen fälschlich dafür beschuldigt wurden, könnten ihnen auch andere Verbrechen „in die Schuhe geschoben“ worden sein. 1985 forderte Kurt Ziesel im rechtskonservativen Deutschland-Magazin, die Bundesregierung müsse offiziell gegen ein damals enthülltes Katyn-Denkmal in Warschau protestieren. Dessen Aufschrift „Opfer des Hitler-Faschismus“ sei eine „besonders schwere Verleumdung der Wehrmacht und des deutschen Volkes“. Bundesaußenminister Hans-Dietrich Genscher antwortete, die Aufschrift sei eine „offensichtliche Geschichtsfälschung zu Lasten der Deutschen“, lehnte es aber ab, Polen deren Revision abzuverlangen.

### Volksrepublik Polen
Die sowjetische Täterschaft am Massaker von Katyn war bis 1989 das größte Tabu in der Volksrepublik Polen und ein Symbol der Verlogenheit der kommunistischen Propaganda. Die Pressezensur regelte die Sprache der Medien zu Katyn bis ins Detail: Die Aussage „erschossen von den Nazis“ sei erlaubt, Datierung vor August 1941 sei verboten, polnische Häftlinge der Sowjetunion dürften nicht „Gefangene“ genannt werden. Parteichef Bolesław Bierut unterdrückte jede Opposition. Offiziell wurde das Thema Katyn in den 1950er-Jahren zunächst ignoriert. Die Opferfamilien hielten die Erinnerung jedoch wach. Westliche Radiosender wie Voice of America und Radio Free Europe, die in Polen zu empfangen waren, berichteten über das Madden-Komitee. Dagegen erschien 1951 die Propagandaschrift Die Wahrheit über Katyn von Bolesław Wójcicki, die eine Rede von Wanda Wasilewska enthielt. 1952 wurde der Burdenko-Bericht erstmals in Polen veröffentlicht und machte Katyn zum Medienthema.
In seiner Rede „Über den Personenkult und seine Folgen“ vom Februar 1956 deckte Parteichef Chruschtschow einige Verbrechen Stalins auf, erwähnte Katyn jedoch nicht. Im Oktober 1956 wurde Władysław Gomułka neuer Parteichef in Polen. Chruschtschow soll ihm vorgeschlagen haben, die sowjetische Schuld für Katyn öffentlich zuzugeben, um den Konflikt in und mit Polen zu lösen. Gomułka habe das wegen unkalkulierbarer Folgen in Polen abgelehnt. Sein Nachfolger Edward Gierek wurde von Gegnern in Polen gedrängt, sich bei sowjetischen Staats- und Parteiführern für die Aufklärung des Massakers einzusetzen. Er soll dazu einen einmaligen Vorstoß bei Breschnew gewagt haben, jedoch vergeblich.
Das 1976 gegründete Komitee zur Verteidigung der Arbeiter (KOR), das sich ausdrücklich als legale Opposition verstand, bildete 1978 in Krakau eine „Fliegende Universität“, die unter anderem illegale Flugblätter zu tabuisierten Themen wie Katyn druckte und verteilte. Ein illegales Katyn-Komitee, das im April 1979 von Mitgliedern der „legalen Opposition“ gegründet wurde, forderte Aufklärung und Anerkennung der sowjetischen Täterschaft. Die 1980 gegründete unabhängige Gewerkschaft Solidarność übernahm diese Forderung. 1981 verbot der neue Parteichef Wojciech Jaruzelski die Solidarność und das Katyn-Komitee. 1982 wurden vier Aktivisten, die Katyn-Gedenkaktionen mitorganisiert hatten, zu mehrjährigen Haftstrafen verurteilt.
Angesichts der wachsenden Proteste in Polen und westlicher Kritik vereinbarte der Parteichef Wojciech Jaruzelski mit Gorbatschow im April 1987 eine polnisch-sowjetische Historikerkommission, die die „weißen Flecken“ in der Beziehung beider Staaten aufklären sollte. Bei ihrem ersten Treffen im Mai 1987 beschloss die Kommission, sich nicht an öffentlichen Debatten zu beteiligen. Mit Bezug darauf weigerten sich die sowjetischen Historiker, das Thema Katyn zu behandeln. Gorbatschows Verwalter des Präsidentenarchivs, Waleri Boldin, verweigerte die Herausgabe von Dokumenten. Trotzdem stellten die polnischen Historiker die Ungereimtheit des Burdenko-Berichts heraus. Seitdem kam es zu einer allmählichen Liberalisierung der polnischen Staatsmedien, die nun vereinzelt Katyn erwähnten. Im April 1988 erschien in westlichen Medien ein Aufruf polnischer Dissidenten an sowjetische Intellektuelle, öffentlich über die Morde von Katyn zu sprechen. Sowjetische Agenturen hatten den Abdruck zuvor abgelehnt.
Im Vorlauf zur Parlamentswahl in Polen 1989, den ersten teilweise freien Wahlen seit 1945, erhielten die Oppositionskräfte Zulauf. Ausbleibende Ergebnisse der Historikerkommission verstärkten die Forderung nach Aufklärung von Katyn. Daraufhin brach die regierende Polnische Vereinigte Arbeiterpartei mit ihrer bisherigen Position dazu. Regierungssprecher Jerzy Urban erklärte am 7. März 1989, das stalinistische NKWD habe die Morde von Katyn verübt. Im Mai machten die polnischen Historiker in der Kommission ihre Widerlegung des Burdenko-Berichts öffentlich und machten das NKWD erstmals auch für die Ermordung der Gefangenen von Starobelsk und Ostaschkow verantwortlich, deren Massengräber noch nicht gefunden waren. Dieses Gutachten veröffentlichte die polnische Wochenzeitung Polityka am 19. August 1989, nachdem sich die Historikerkommission aufgelöst hatte. Es wurde öffentlich breit diskutiert.
1981 hatte der CIA-Auswerter Robert G. Poirier originale Luftbildfotografien von siebzehn Flügen der deutschen Luftwaffe über die Gegend von Katyn von 1941 bis 1944 analysiert. Sie zeigten keine Eingriffe in das Landschaftsbild während der deutschen Besetzung, aber davor und nach der sowjetischen Rückeroberung im Herbst 1943. Auch Planierraupen, die Gräber planierten, und Personen, die Körper umhertrugen, waren darauf erkennbar. Sein Artikel blieb unbeachtet. Der Kunsthistoriker Wacław Godziemba-Maliszewski las ihn 1990 und fand die Originalfotografien deutscher Aufklärungsflüge über Katyn, Charkow und Mednoje im US-Nationalarchiv. Er sammelte Zeugenaussagen aus der Gegend und schickte seinen Forschungsbericht an polnische Behörden. Schon am 9. Oktober 1989 hatte Polens Generalstaatsanwalt sowjetische Ermittlungen zu den Morden beantragt; die neuen Beweise und die politische Entwicklung in der Sowjetunion beschleunigten diese Ermittlungen.

### Sowjetunion

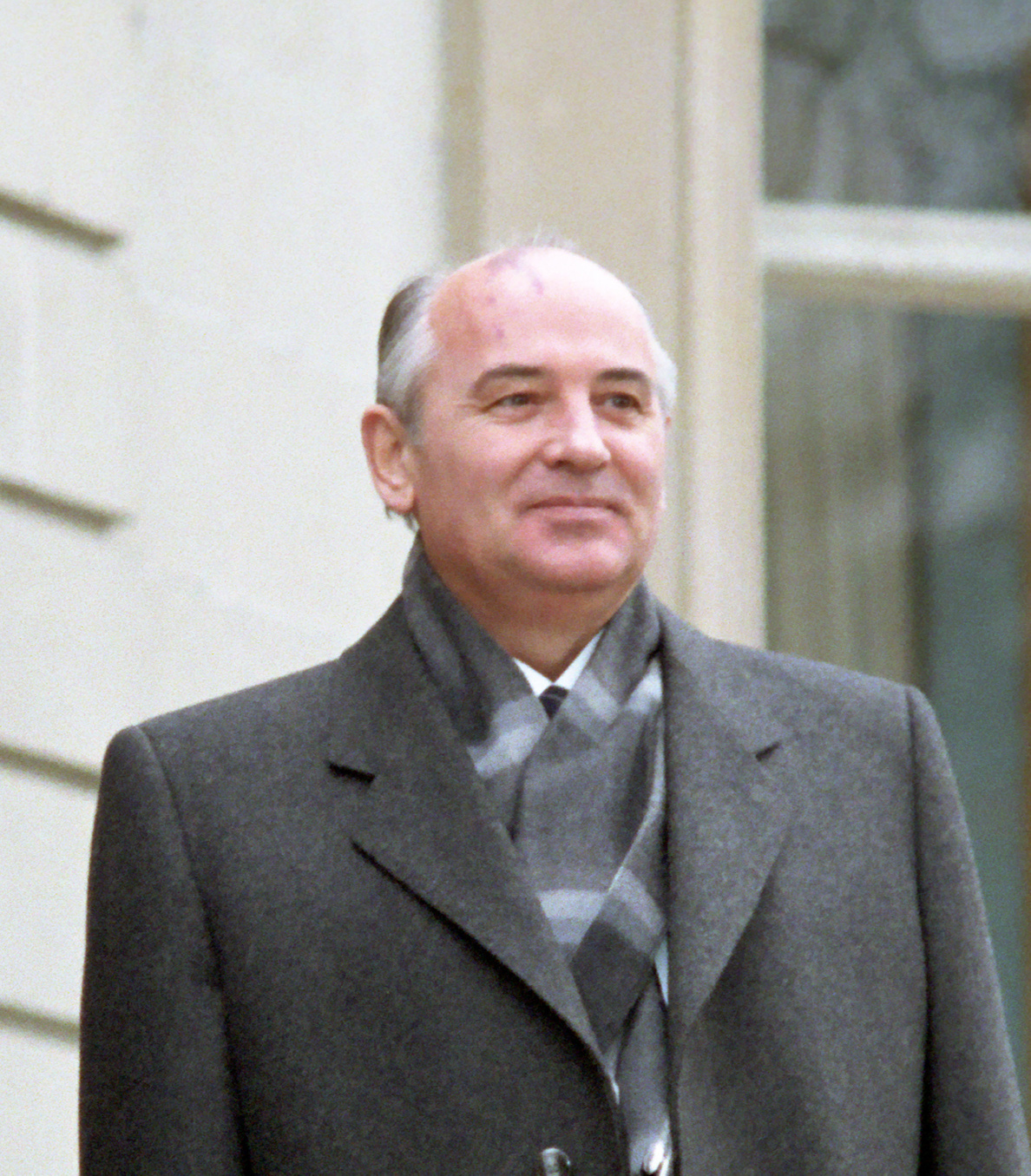
Michail Gorbatschow (November 1985)

Gemäß Stalins Kollaborationsvorwurf von 1943 verfolgten sowjetische und staatskommunistische Stellen im Ostblock nach 1945 weiter alle erreichbaren polnischen Katynbesucher. Edmund Seyfried wurde zu einer mehrjährigen Haftstrafe verurteilt, später mit anderer Begründung auch Stefan Mossor. František Hájek, Mitglied der Ärztekommission von 1943, widerrief ebenso wie Marko Markow seinen damaligen Befund. Nachdem die Katyn-Anklage in Nürnberg und Anläufe zu Schauprozessen in Polen gescheitert waren, tabuisierte das sowjetische Regime das Thema und propagierte den Burdenko-Bericht einige Jahre lang nicht mehr. Ab 1957 erwähnte die Große Sowjetische Enzyklopädie das Massaker nicht mehr.
1969 ließen Behörden im zerstörten weißrussischen Dorf Chatyn eine Gedenkstätte für Opfer deutscher Kriegsverbrechen errichten. Zuvor hatten sie ein anderes Dorf dafür ausgewählt. Einige westliche Historiker vermuten, Chatyn sei wegen der Namensähnlichkeit zu Katyn gewählt worden, um die Erinnerung an das eigene Massaker auszulöschen. In den 1970er-Jahren versuchte die Sowjetunion, westliche Medienberichte über Katyn durch diplomatischen Protest zu verhindern, und stellte sie als Fortsetzung der NS-Propaganda dar.
1980, als in Polen die Solidarność entstand, erklärten einige sowjetische Dissidenten in einem in Frankreich erschienenen Artikel, das russische Volk werde bald über die Mörder von Katyn zu urteilen haben.
Mit Unterstützung des reformbereiten sowjetischen Parteichefs Gorbatschow wurde im Mai 1987 die bilaterale Historikerkommission eingerichtet. Im Sommer 1987 appellierten mehrere westeuropäische Zuschriften an Gorbatschow, das Massaker aufklären zu lassen. Sein außenpolitischer Berater Anatoli Tschernjajew riet ihm, sowjetische Archive nach Katyn-Akten durchsuchen zu lassen und „alles klarzumachen, zumindest für uns selbst“. Gorbatschow reagierte nicht darauf. Am 22. März 1989 schlugen der sowjetische Außenminister Eduard Schewardnadse, Gorbatschows Berater Walentin Falin und der KGB-Vorsitzende Wladimir Krjutschkow im Zentralkomitee vor, die wahren Täter des Massakers zu nennen, „um die Debatte zu beenden“. Denn die Gefahr wachse, dass Polens Bevölkerung auch nach den übrigen Ermordeten frage, zu denen ihnen bisher jede Auskunft verweigert worden sei. Man solle rechtzeitig die Schuld des stalinschen NKWD zugeben und das gemeinsame Leiden von Sowjetbürgern und Polen unter dem Stalinismus betonen, damit das Verbrechen nicht dem Sowjetstaat angelastet werde. Ein dafür erstellter interner Bericht nannte 12.000 ermordete polnische Offiziere, von denen nur ein Teil in Katyn getötet worden sei.
Die Reformzeitung Moskauer Nachrichten machte 1989 bekannt, dass seit 1935 tausende sowjetische Mordopfer im Wald von Katyn begraben worden waren.
Am 1. November 1989 durften Opferangehörige Katyn besuchen. Die Inschrift des dortigen Monuments war überdeckt mit handgeschriebenen Zeichen „NKWD“ und „1940“, die die Behörden stehen ließen. Der US-amerikanische Politikberater Zbigniew Brzeziński besuchte Katyn ebenfalls. Er sagte danach in einem Fernsehinterview, die sowjetische Regierung solle das Verbrechen zugeben und so Versöhnung mit Polen ermöglichen. Am 23. November ersuchte Tadeusz Mazowiecki, der erste nichtkommunistische Regierungschef Polens seit 1945, bei seinem Moskaubesuch Gorbatschow, jene sowjetische Täterschaft an den Verbrechen anzuerkennen; im November 1989 besuchte Mazowiecki auch das Denkmal von Katyn.
Infolge der Glasnostpolitik erhielten die sowjetischen Historiker Natalja Lebedewa, Walentina Parsadanowa und Juri Sorja 1989 Archivzugang zu den NKWD-Verwaltungsakten. Sie fanden Transportlisten des NKWD von 1940 mit Namen und Abreisedaten der Gefangenen aller drei Sonderlager, die mit den bis dahin bekannten Opfernamen und Morddaten übereinstimmten, sowie die Befehlsdokumente des UPWI dafür. Soria durfte seine Funde im Spezialarchiv des Zentralkomitees fotokopieren.

## Folgen seit 1990

### Anerkennung als sowjetisches Staatsverbrechen
Anfang 1990 forderte Jaruzelski von der sowjetischen Regierung ultimativ, die Wahrheit über Katyn öffentlich zuzugeben. Andernfalls werde er seinen für April geplanten Staatsbesuch nicht weiter vorbereiten. Am 23. Februar informierte Falin Gorbatschow über die Dokumentenfunde der drei Historiker und deren Absicht, sie im Sommer 1990 zu publizieren. Er stufte die Funde als Beweise ein und schlug vor, sie beim bevorstehenden 50-jährigen Jubiläum des Massakers offiziell bekanntzugeben und zu erklären: Die Archivsuche habe ergeben, dass die Ermordung der polnischen Offiziere ein Werk des NKWD, von Beria und Merkulow sei. Damit würde der geringstmögliche Schaden entstehen. Gorbatschow informierte Jaruzelski. Doch das Politbüro verbot den drei Historikern Ende Februar, ihre Funde zu veröffentlichen.
Nach dem Fund einiger Leichen aus Starobelsk im Wald von Charkow ordnete dessen Bezirksstaatsanwalt am 22. März 1990 eine Untersuchung dortiger Massengräber an. So konnte die sowjetische Führung eigene Ermittlungen nicht weiter verzögern.
Natalia Lebedewa wollte ihren Artikel Die Tragödie von Katyn in der Wochenzeitung Moskowskije Nowosti veröffentlichen. Politbüromitglied Alexander Jakowlew erlaubte der Redaktion stattdessen ein Interview mit ihr. Darin gab sie am 25. März die Täterschaft des NKWD bekannt. Das Zentralkomitee erwog deshalb, ihr jede weitere Publikation und den Zugang zu Staatsarchiven zu untersagen, verzichtete jedoch darauf.
Am 13. April 1990 übergab Gorbatschow seinem Staatsgast Jaruzelski zwei Mappen mit den NKWD-Transportlisten aus den Sonderlagern und ließ die Presseagentur TASS erklären: Die kürzlich gefundenen Archivmaterialien ließen darauf schließen, dass Beria, Merkulow und ihre Untergebenen für die „Gräueltaten im Wald von Katyn“ verantwortlich seien. „Die sowjetische Seite drückt ihr tiefstes Beileid wegen der Tragödie von Katyn aus und erklärt, dass sie eines der schwersten Verbrechen des Stalinismus darstellt.“ Im Oktober entschuldigte sich Gorbatschow beim polnischen Volk und übergab weitere Katyn-Dokumente. Im November beauftragte er die sowjetische Justiz, das KGB und das Innenministerium, Archivmaterialien zu allen polnischen Kriegsgefangenen auf sowjetischem Boden seit 1939 zu sammeln und ihm die Ergebnisse zu berichten.
Von Juli bis September 1991 ließen die sowjetische Militärstaatsanwaltschaft und Polens Generalstaatsanwaltschaft gemeinsam Exhumierungen in Mednoje und Charkow durchführen. Mit Hilfe lokaler Zeugen fand man weitere Massengräber in Mednoje sowie eins im Wald von Pjatichatki bei Charkow. Ein Versuch des regionalen KGB-Chefs, den Augustputsch in Moskau als Anlass für den Abbruch der Suchaktion zu nutzen, wurde vereitelt.
Kurz vor der Auflösung der Sowjetunion übergab Gorbatschow am 23. Dezember 1991 an Russlands Präsidenten Boris Jelzin unter anderem jene Mappe aus dem Geheimarchiv des Zentralkomitees, die den Exekutionsbeschluss vom 5. März 1940 enthielt. Der von Jelzin beauftragte Historiker Dmitri Wolkogonow fand heraus, dass Waleri Boldin, der für das Archiv zuständig war, den Umschlag mit dem Exekutionsbeschluss am 18. April 1989 geöffnet und wieder hatte versiegeln lassen, wahrscheinlich für Gorbatschows Einsichtnahme. Dieser gab in seinen Memoiren an, er habe die Dokumente im Sommer 1989 erstmals gesehen. Falin bezeugte dagegen, Gorbatschow habe sie schon 1987 eingesehen. Jakowlew bezeugte, Gorbatschow habe Boldin strikte Geheimhaltung befohlen. Demnach wurde das gesuchte Dokument der polnisch-sowjetischen Historikerkommission von 1987 absichtlich vorenthalten. Dass die TASS-Erklärung vom April 1990 Stalin nicht erwähnte, gilt als letzter Versuch, dessen Schuld zu vertuschen.
Gegen die Bekanntgabe und ihre Folgen protestierten Teile des sowjetischen Militärs und die Kommunistische Partei der Russischen Föderation (KPdRF). Viele von deren Abgeordneten versuchten, die im Volksdeputiertenkongress diskutierte Freigabe weiterer NKWD-Dokumente aus dem Geheimarchiv ihrer Vorgängerpartei mit einer Verfassungsklage aufzuhalten. Jelzin ließ die wichtigsten Beweisdokumente für die staatliche Anordnung des Massenmords von 1940 daher veröffentlichen. Sein Chefarchivar übergab sie am 14. Oktober 1992 an Polens Präsidenten Lech Wałęsa.
Tendenzen zu einem russischen Geschichtsrevisionismus zeigten einige Artikel in Militärzeitschriften, die bis Ende 1991 eine sowjetische Täterschaft oder polnische Opfer in Katyn bestritten. Juri Muchin, ein Autor verschwörungstheoretischer Bestseller, verteidigte 1996 und 2003 in zwei seiner Werke den Burdenko-Bericht. Seit 1991 behaupteten manche russischen Historiker, im Polnisch-Sowjetischen Krieg von 1919 bis 1921 seien zehntausende russische Kriegsgefangene in polnischen Lagern systematisch zu Tode gebracht worden. Diese „Anti-Katyn“-These widerlegten andere Historiker mit dem Nachweis, dass neben etwa 18.000 Russen damals auch viele Polen an denselben Seuchen starben. Putin stellte das Massaker von Katyn jedoch 2010 als Rache Stalins für Verluste sowjetischer Soldaten in polnischen Lagern dar. In zwei Schulbüchern von 2002 und 2003 für den regulären Geschichtsunterricht in Russland (9. Klasse) fehlen die Folgen der sowjetischen Besetzung Ostpolens und das Stichwort „Katyn“ im Autorentext. Eins der Bücher führt jedoch im Quellenteil ein NKWD-Dokument zu Katyn auf. Ein anderes, von Putin 2007 empfohlenes Buch rechtfertigt die stalinistischen Säuberungen der 1930er-Jahre und Besetzungen im Gefolge des Hitler-Stalin-Pakts mit sowjetischen Argumentationsmustern als militärisch notwendig, ohne Hinweis auf das Leiden der besetzten Völker. Dmitri Tokarew wurde 2008 in einer Jubiläumsschrift des russischen Inlandgeheimdienstes FSB zum Helden der Nation stilisiert, seine Teilnahme an den Morden von 1940 blieb unerwähnt.
Putins Geschichtspolitik hat den Aufarbeitungsprozess gestoppt und verhindert gezielt die Freigabe von weiteren Dokumenten zu stalinistischen Verbrechen. Es wurden einige Versöhnungsgesten vollzogen. So erklärte Putin zum 70. Jahrestag des Hitler-Stalin-Pakts am 31. August 2009 in der polnischen Tageszeitung Gazeta Wyborcza: Das „russische Volk, dessen Geschichte durch das totalitäre System so verzerrt worden ist, versteht, wie sensibel die Frage des Massakers von Katyn für die Polen ist.“

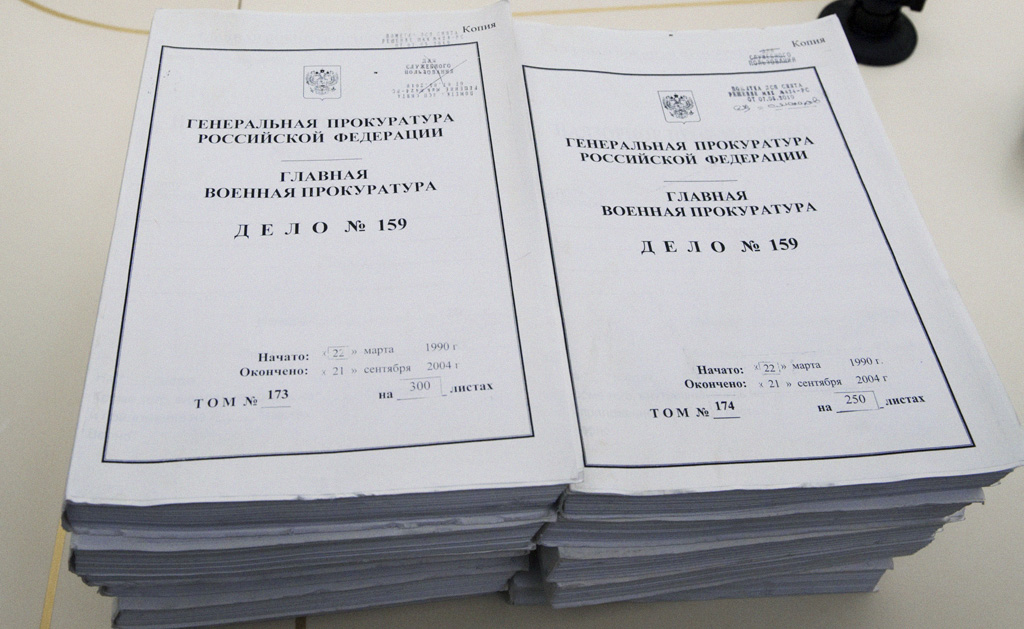
Unterlagen des russischen Generalstaatsanwaltes zum Massaker, die 2011 an Polen übergeben wurden.

Als Reaktion auf den Flugunfall von Smolensk 2010 ließ der russische Präsident Dmitri Medwedew bekannte Schlüsseldokumente wie den Exekutionsbeschluss des Politbüros auf eine staatliche Internetseite stellen. Am 9. Mai 2010 übergab er 67 Aktenbände des vierzehnjährigen Prozesses zu den Massenmorden an Polen. Die Erklärung der Duma vom 26. November 2010 „Über die Katyn-Tragödie und ihre Opfer“ stellte stalinistische Massenmorde an Sowjetbürgern und Polen nebeneinander und erinnerte auch an die für die „Befreiung Polens vom Hitlerfaschismus“ gestorbenen Soldaten der Roten Armee. Da wichtige Akten weiter unter Verschluss gehalten werden, gelten diese Schritte als Symbolpolitik und als Versuch, eine russisch-polnische Opfergemeinschaft zu konstruieren, ohne rechtlich und finanziell Verantwortung für die sowjetischen Verbrechen an den Polen zu übernehmen.

### Historische Forschung
Die intensiven Recherchen der polnischen Exilregierung, ihrer Helfer in Katyn und polnische Historiker hatten die Täterfrage geklärt. Doch weil der Nürnberger Prozess diese Frage offen gelassen hatte, blieb die Forschung bis 1990 darauf fixiert und von den Propagandaklischees der Kriegs- und Nachkriegszeit geprägt. Erst seit dem sowjetischen Schuldeingeständnis von 1990 wurde die Mordreihe genauer rekonstruiert. Dabei arbeiten polnische und russische Wissenschaftler zum Teil eng zusammen und publizieren die wichtigsten Werke dazu gemeinsam. Wegen der Geheimhaltung der meisten NKWD-Akten lassen sich Teilaspekte wie der Zusammenhang der Mordreihe mit deutschen und sowjetischen Verbrechen im besetzten Polen und mit den Biografien der Täter nur schwer erforschen.
Die Mordreihe gilt als Bestandteil der sowjetischen Eroberungs- und Deportationspolitik in Polen, die der Hitler-Stalin-Pakt ermöglichte. Diskutiert wird vor allem, was den Mordbeschluss des Politbüros vom 5. März 1940 auslöste. Ohne diesen zu kennen, erklärte Janusz Zawodny 1962, die Gefangenen seien ermordet worden, „weil sie nach den Vorstellungen des sowjetischen Beamtentums der damaligen Zeit Feinde der Sowjetunion waren.“ Ihr selbstbewusstes und eigensinniges Verhalten habe die Täter zur Mordentscheidung bewogen. Die seit 1990 öffentlich bekannten NKWD-Akten (darunter Berichte der Lagerinspektoren, Briefwechsel zwischen Beria und Soprunenko, Petitionen und Protestbriefe der Gefangenen) stützen diese These.
Der britische Literaturwissenschaftler Donald Rayfield führt den Mordbefehl auf einen „Polenhass“ und ein Rachemotiv Stalins zurück, weil er als Führer der Roten Armee im Krieg von 1919 bis 1921 gegen Polen, dessen Armee viele der später Ermordeten angehörten, unterlegen gewesen war. Rayfield führt zudem einen jahrhundertelangen Hass zwischen römisch-katholischen Polen und orthodoxen Russen an, der sich zwischen den widerständigen Gefangenen und ihren Bewachern gezeigt habe. Letztere hätten nicht ertragen, als Barbaren dazustehen, vor denen nur das polnische Rittertum Westeuropa beschütze. Der britische Politologe George Sanford erklärt die Mordreihe aus einem Zusammenwirken von Stalins Polenfeindschaft nach dem verlorenen Krieg von 1919 bis 1921 und dem Verhalten der Lagerinsassen. Die NKWD-Führung habe die dokumentierte konstante Weigerung der Polen, mit der Sowjetunion zusammenzuarbeiten, und ihre Immunität gegenüber Indoktrinationsversuchen als todeswürdigen Affront aufgefasst. Sie habe die Offiziere den polnischen Großgrundbesitzern zugeordnet und sie als feindliche, gefährliche und darum endgültig zu vernichtende soziale Klasse eingestuft. Sanford schließt aus, dass Stalin und das NKWD bereits 1940 die polnische Exilregierung entmachten oder Hitler einen Gefallen tun wollten und die Morde von Katyn mit der Gestapo gemeinsam planten.
Viele Historiker deuten die Mordreihe im Kontext früherer und späterer stalinistischer Massenverbrechen an Polen als Völkermord gemäß der Völkermordkonvention von 1951. Manche betrachten sie als Folge eines seit der Zwangskollektivierung eingeübten sowjetischen Verfolgungsmechanismus. Dieser sei in der „großen Säuberung“ 1937/38 kulminiert, bei der weitere Verfolgungswellen in den Grenzgebieten vorbereitet worden seien. Für die russische Historikerin Inessa Jaschborowskaja hatten die Polen wegen der lange eingeübten ideologischen Feindparanoia schon seit ihrer Gefangennahme keine Überlebenschance. Umstritten ist dabei, ob das Ausmaß dieser Morde im Rahmen sowjetischer Gewaltpolitik gegen andere Nationen und Ethnien eine Besonderheit oder eine typische Normalität darstellt.
Norman Davies, Victor Zaslavsky und andere betrachten den Mordbeschluss als Teil einer umfassenden „Klassensäuberung“. Zaslavsky versteht darunter die „planmäßige und systematische Vernichtung einer ganzen sozialen Klasse“ durch ein vom Marxismus-Leninismus bestimmtes Regime. Aus dieser Sicht resultierte die Mordreihe aus der Vernichtungslogik der stalinistischen Ideologie, deren System seit Kriegsbeginn 1939 konsequent auf die besetzten Gebiete Polens und andere Gebiete Osteuropas übertragen worden sei. Zaslavsky verweist auf die sozialen Kriterien, nach denen die polnischen Gefangenen der Sonderlager kategorisiert wurden und die auch Berias Mordvorschlag rechtfertigten. Er betont den Kontext der Deportationen von „Klassenfeinden“ und „nationalistischen Konterrevolutionären“ aus Ostpolen von 1939 bis 1941. Die Morde seien kein Völkermord gewesen, weil sie nicht nur ethnische Polen trafen und von polnischen Kommunisten mitorganisiert wurden. Er erklärt diese Verbrechen mit Hannah Arendt aus dem Wesen totalitärer Herrschaft, die die „Bewegung des Natur- oder des Geschichtsprozesses“ mittels solcher Terrormaßnahmen gegen „absterbende Klassen“ zu „beschleunigen“ versucht habe.
Die polnisch-amerikanische Historikerin Anna M. Cienciala erklärte den Mordbeschluss aus einer politischen Nutzlosigkeit der Gefangenen für Stalin nach dem sowjetisch-finnischen Winterkrieg. Sie verwies auf ein (allerdings schwach belegtes) Angebot Sikorskis an Stalin vom Herbst 1939, auf die sowjetisch besetzten Gebiete Ostpolens zu verzichten, falls Stalin den Aufbau polnischer Militäreinheiten in der Roten Armee mit den gefangenen Offizieren zulassen würde. Als Finnland im Februar 1940 einen Waffenstillstand anbot, habe Stalin die Polen nicht länger gebraucht, weder als Einheiten in der Roten Armee noch als Pfand, um die Entsendung polnischer Hilfstruppen für Finnland zu verhindern.
Die deutsche Historikerin Claudia Weber sieht eine stärkere eigene Rolle des NKWD. Die Mordreihe sei Berias „erste Gewaltaktion als uneingeschränkter Herrscher des NKWD und ein Loyalitäts- und Gefolgschaftsbeweis an Stalin“ gewesen. Sie weist psychologisierende, auf Stalin begrenzte Deutungen zurück. Stalin habe frühere Demütigungen nicht vergessen, diese aber als pragmatischer Machtpolitiker für politische Interessen zurückgestellt. Sie verweist darauf, dass Stalin trotz angeblicher Polenphobie polnische Offiziere aus den Lagern in die Rote Armee aufnahm und Zygmunt Berling im März 1943 sogar zum General und Kommandeur einer Division ernannte. Zaslavskys Einstufung des Verbrechens als „Klassensäuberung“ sei plausibler, weil die meisten polnischen Gefangenen fast idealtypisch die stalinistischen Kriterien des Klassenfeinds erfüllt hätten. Diese Kriterien hätten den Mordbeschluss jedoch nur legitimiert, nicht motiviert. In Berias Beschlussentwurf hätten Anklagen auf konterrevolutionäre Sabotage, antisowjetische Agitation und Bildung aufständischer Organisationen dominiert, nicht die Klassenzugehörigkeit. Sein Entwurf zeige Parallelen zu Nikolai Jeschows NKWD-Befehl Nr. 00485, der die „Polnische Operation“ von 1937/38 auslöste: Beide richteten sich gegen Mitglieder polnischer Militärorganisationen und stellten sie unter Spionageverdacht. Wie sein Vorgänger habe Beria die Polen von vornherein als „konterrevolutionäre Feinde der Sowjetmacht“ betrachtet, doch anders als bei den früheren „nationalen Operationen“ berücksichtigen müssen, dass sie als Kriegsgefangene eines besetzten Staates nicht umstandslos liquidiert werden konnten. Der Beschluss, sie zu ermorden, habe keineswegs von Beginn an festgestanden. Der Zeitpunkt des Beschlusses sei viel stärker als bisher angenommen von der Wechselwirkung der deutschen und sowjetischen Besatzungspolitik in Polen, der damaligen Kriegskonstellation und der Ereignisdynamik in den Lagern beeinflusst gewesen. Nachdem die meisten Gefangenen Anwerbungsversuchen für die Rote Armee widerstanden hatten, Deutschland ihre Übernahme abgelehnt hatte und der deutsch-sowjetische Umsiedlungsvertrag ausgelaufen war, hätten sie ihren Wert als Verhandlungsmasse verloren.
Der polnische Historiker Włodzimierz Borodziej urteilt, gerade wegen der jahrzehntelangen Geschichtsfälschung habe Katyn die Nachkriegsgeschichte Polens wie kein anderes Ereignis beeinflusst und sei im Kalten Krieg zum Symbol stalinistischer Gewaltherrschaft geworden.

### Gerichtsverfahren
Ein Strafverfahren gegen Täter von 1940 hat nie stattgefunden. Auch eine Entschädigung der Opfer unterblieb. Die Haupttäter Beria und Merkulow wurden 1953 aus anderen Gründen hingerichtet; Blochin starb 1955.
Die damals noch sowjetische Militärstaatsanwaltschaft nahm im Herbst 1990 Ermittlungen auf. Sie befragte einige noch lebende Täter, unter anderen Pjotr Soprunenko und Dmitri Tokarew. Dadurch erfuhr man wesentliche Details zu Organisation und Ablauf der Massenmorde. Am 21. September 2004 stellte sie das Verfahren jedoch ohne Urteil und Abschlussbericht ein und erklärte zwei Drittel des Beweismaterials für geheim, da in ihm Staatsgeheimnisse enthalten seien. Die Taten seien verjährt. Im Mai 2008 lehnte ein Moskauer Bezirksgericht einen Antrag der Stiftung Memorial und der polnischen Katyn-Familien ab, die Opfer zu rehabilitieren und die Angehörigen zu entschädigen. Nur die in ihren Rechten geschädigten Personen (also die Mordopfer) könnten Rehabilitation beantragen; der Antrag sei Bedingung für Entschädigungen. Das Moskauer Stadtgericht erlaubte die Wiederaufnahme des Rehabilitationsverfahrens, stellte es aber vier Wochen später ein, weil es ohne Freigabe der zum Staatsgeheimnis erklärten Akten nicht durchführbar sei. Oberstaatsanwalt Alexander Sawenkow erklärte am 11. März 2005, weil nur die Tode von 1803 Insassen der drei Sonderlager erwiesen und nur 22 davon identifiziert worden seien, handele es sich nicht um einen Völkermord.
Polens damaliger Staatspräsident Lech Kaczyński unterstützte 2008 einen Gesetzentwurf seiner Partei Prawo i Sprawiedliwość, das Verbrechen als Völkermord einzustufen, um eine Verjährung auszuschließen und damit eine Rehabilitierung der Opfer zu ermöglichen. Der Vorstoß fand jedoch 2009 im polnischen Sejm keine Mehrheit. Dieser stufte Katyn als Kriegsverbrechen ein.
2009 verklagte Stalins Enkel Jewgeni Jakowlewitsch Dschugaschwili die Zeitung Nowaja gaseta, weil sie mit einer Beilage von Memorial auch an Stalins Mordbefehl für Katyn erinnert hatte. Die Klage wurde abgewiesen.
Auf Antrag von Memorial stufte das Oberste Gericht Russlands die Geheimhaltung der Katyn-Akten im April 2010 als gesetzeswidrig ein. Ende Mai 2010 wies das Oberste Militärgericht Russlands eine Klage von Memorial, das 2004 eingestellte Verfahren wieder aufzunehmen, wegen Verjährung endgültig ab. In einem zweiten Verfahren zur Aktenfreigabe verzichteten die Katyn-Familien auf Entschädigungsansprüche. Das Oberste Militärgericht urteilte als letzte Instanz, die russische Justiz sei nicht zu Auskünften über Ermittlungsergebnisse an Opferfamilien verpflichtet. Ein Verein wie Memorial habe kein Recht, Geheimklauseln in Frage zu stellen. Für den Schutz von Staatsgeheimnissen sei nicht das Gericht, sondern ausschließlich eine staatliche Kommission zuständig.
Am 19. November 2007 und am 24. Mai 2009 hatten fünfzehn Opferangehörige beim Europäischen Gerichtshof für Menschenrechte (EGMR) eine Klage eingereicht: Russland habe entgegen Artikel 2 der Europäischen Menschenrechtskonvention (EMRK) keine ausreichenden strafrechtlichen Ermittlungen zum Tod ihrer Angehörigen durchgeführt und sie gegen Artikel 3 EMRK inhuman und erniedrigend behandelt. Der Staat Polen trat dem Prozess im Mai 2010 als Drittkläger bei. Am 5. Juli 2011 nahm der Gerichtshof die Klage zur Verhandlung an. Am 16. April 2012 urteilte der Gerichtshof erstmals, wegen des Rückwirkungsverbots könne man die russische Behandlung der Taten von 1940 nicht beurteilen, sie lägen zu lange zurück. Doch der Umgang der sowjetischen und anschließend der russischen Behörden mit zehn der fünfzehn Kläger, die direkte Angehörige von Opfern sind, sei menschenrechtswidrig gewesen. Ihnen sei seit der russischen Unterzeichnung der Menschenrechtskonvention 1998 kein Zugang zu Untersuchungsmaterial gestattet worden. Sie seien nicht in die Untersuchung eingebunden worden, und Russland habe die Gründe für deren Einstellung im Jahr 2004 vor ihnen geheim gehalten. Das russische Militärgericht habe mit der Annahme, die Getöteten könnten aus den sowjetischen Lagern geflohen oder zu Recht zum Tod verurteilt worden sein, die Umstände des Massakers bewusst verschleiert und mangelnde Menschlichkeit gegenüber den Opferangehörigen gezeigt. Russland habe auch gegen Artikel 38 der EMRK verstoßen, indem es dem Gerichtshof die Akten zur Einstellung der Ermittlungen im Jahr 2004 vorenthalten habe. Eine kleine Kammer des Gerichtshofs verurteilte Russland deshalb zunächst wegen „menschenunwürdiger Behandlung der Angehörigen“ und unzureichender Zusammenarbeit der russischen Justiz, die ihm Einsicht in Ermittlungsakten verweigert hatte.
Am 21. Oktober 2013 hob die Große Kammer des EGMR dieses Urteil jedoch großenteils wieder auf und begründete ihre Entscheidung wie folgt: 1998, als Russland der EMRK beitrat, sei die Ermordung der Kriegsgefangenen bereits eine „nachgewiesene historische Tatsache“ gewesen, sodass den Angehörigen das Schicksal der Opfer nicht ungewiss gewesen sei. Daher sei die Einstellung strafrechtlicher Ermittlungen zu den Massenmorden durch die russische Justiz nicht als „unmenschliche Behandlung“ der Opferangehörigen zu beurteilen und begründe keinen Anspruch auf Entschädigungen. Die seit 2004 fehlende Zusammenarbeit der russischen Justiz mit dem EGMR verurteilte dieser weiterhin.
Da öffentliches Gedenken an Katyn das sowjetische Geschichtsbild angriff, wurde es in der Volksrepublik Polen bis 1988 unterdrückt und war in Katyn gar nicht möglich. Auch in fast allen Staaten mit polnischen Emigranten war das Verbreiten von Informationen über Katyn nicht erwünscht.

## Gedenken
In der westlichen Welt entstanden um die 400 Gedenkorte, darunter Epitaphientafeln an Kirchen und auf Friedhöfen sowie viele kommunale Denkmäler, etwa in Adelaide, Baltimore, Cannock Chase, Doylestown (Pennsylvania, Bucks County), Jersey City, Johannesburg, Stockholm und Toronto.
Der britische Katyn Memorial Fund setzte sich seit 1972 für ein Katyn-Denkmal in London ein, das auf die sowjetische Schuld hinweisen sollte. Er löste damit eine jahrelange „Katyn-Affäre“ aus. Die Sowjetunion versuchte, das Denkmal mit Protestnoten und diplomatischem Druck zu verhindern. Das britische Außenministerium lehnte das Denkmal ab, weil jeder Hinweis auf eine sowjetische Täterschaft die Beziehungen zur Sowjetunion gefährdete. Standorte im Stadtzentrum und im Stadtteil Chelsea ließen sich nicht durchsetzen. 1976 wurde schließlich auf dem Gunnersbury-Friedhof in London Borough of Hounslow ein Obelisk mit der Gravur „Katyn 1940“ und einem in Stacheldraht gefangenen polnischen Adler aufgestellt. Er trägt die Symbole des Kreuzes für christliche, des Davidsterns für jüdische und der Mondsichel für muslimische Opfer von Katyn. Nur Vertreter der US-Regierung kamen zur Einweihung. Britische Offiziere durften nur in Zivilkleidung teilnehmen. 1979 entsandte Premierministerin Margaret Thatcher jedoch ein Orchester zur Gedenkfeier.

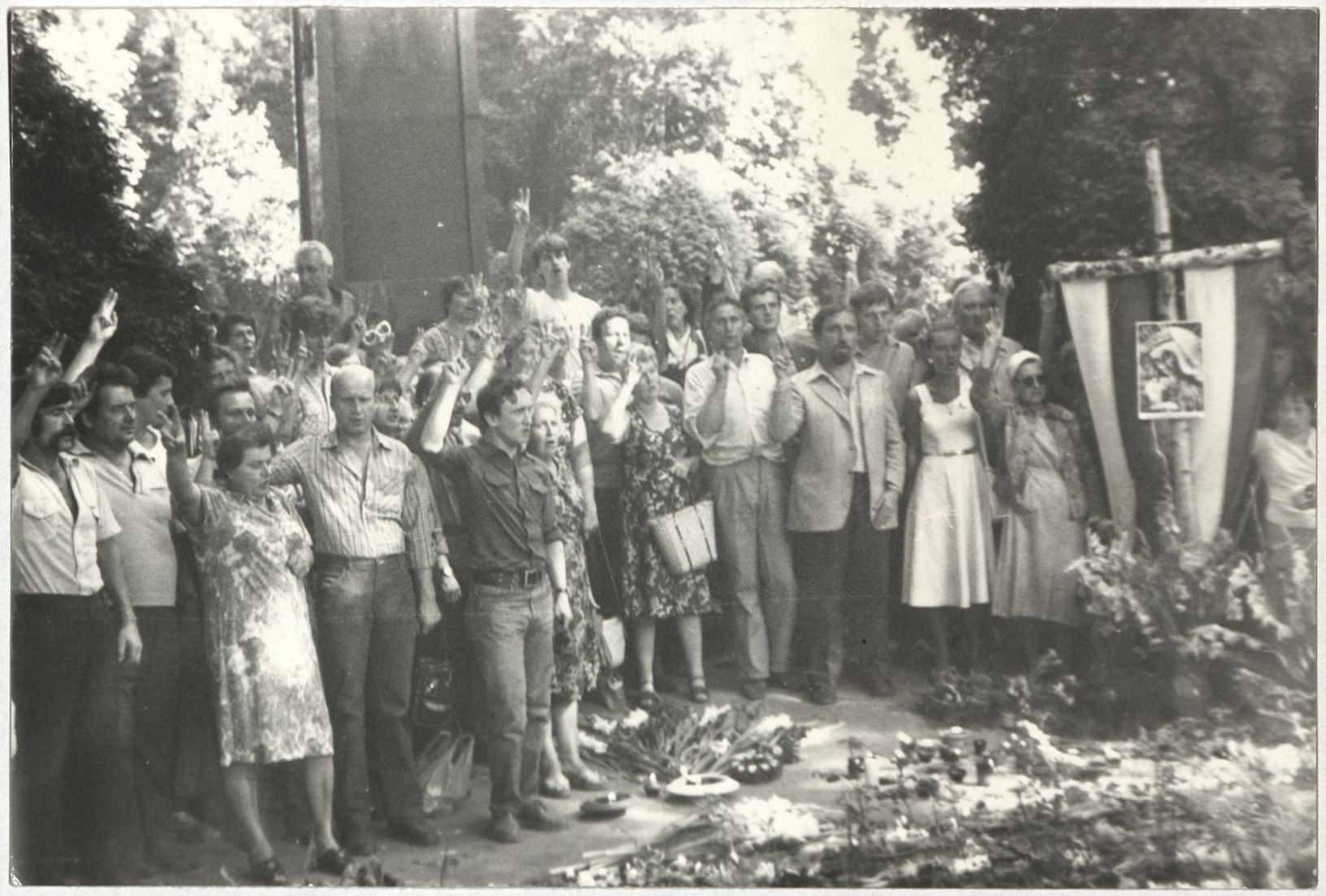
Feldmesse im Katyn-Tal auf dem Powązki-Friedhof, August 1983

Seit 1980 legten Polen Kränze und Blumen auf einem symbolischen Katyn-Grab auf dem Powązki-Militärfriedhof in Warschau.  Dort versammelten sich im Sommer 1981 täglich Hunderte bis Tausende, um Kerzen für die Opfer anzuzünden. Am 31. Juli 1981 stellten Anhänger der Solidarność dort heimlich ein Kreuz mit der Aufschrift „Katyn – 1940“ auf. Funktionäre des Staatssicherheitsdienstes entfernten es in der folgenden Nacht. Ein als Aufsteller Verdächtigter wurde zu einer mehrjährigen Haftstrafe verurteilt. Dennoch wurden an jener Stelle weiter Kränze für die Opfer von Katyn abgelegt. Die Stadt Warschau ließ ein Denkmal mit der neutralen Inschrift „Polnischen Soldaten, in der Erde von Katyn ruhend, gewidmet“ anfertigen. Kurz vor der Fertigstellung sollten die Bildhauer „den Opfern des Faschismus“ ergänzen. Als sie sich weigerten, deponierte die Geheimpolizei das mit Privatspenden bezahlte Denkmal heimlich in einem Magazin. Ein 1985 enthülltes neues Denkmal trug die regimetreue Inschrift „Den polnischen Soldaten, Opfern des Hitler-Faschismus, die in der Erde von Katyn ruhen“. Regimegegner schliffen die Inschrift 1988 jedoch ab. Als öffentlich zugestandener Anlaufpunkt für die Opferangehörigen bildete sich hier im Sommer 1988 der „Verband der Katyn-Familien“. In der Nacht zum 6. Juli 1989 stellten Geheimpolizisten das entwendete Denkmal am selben Platz wieder auf. Seit 1995 steht auch das zweite Denkmal wieder dort, nun mit einer tatsachengetreuen Inschrift. Eine Tafel erklärt die Hintergründe der Doppelung.

Erst der politische Wandel seit 1985 in Polen und der Sowjetunion ermöglichte eine würdige Bestattung der bei Katyn Ermordeten und ein öffentliches, auch gemeinsames polnisch-russisches Gedenken an sie. Damit verlor Katyn allmählich seine Bedeutung als antisowjetisches Fanal und wurde zum Ort persönlicher Trauer. Das 1993 eröffnete Katyn-Museum in Warschau enthält unter anderem die Namen der Opfer, bei ihnen gefundene persönliche Gegenstände, biografische Skizzen und Fotografien von Ausgrabungen.

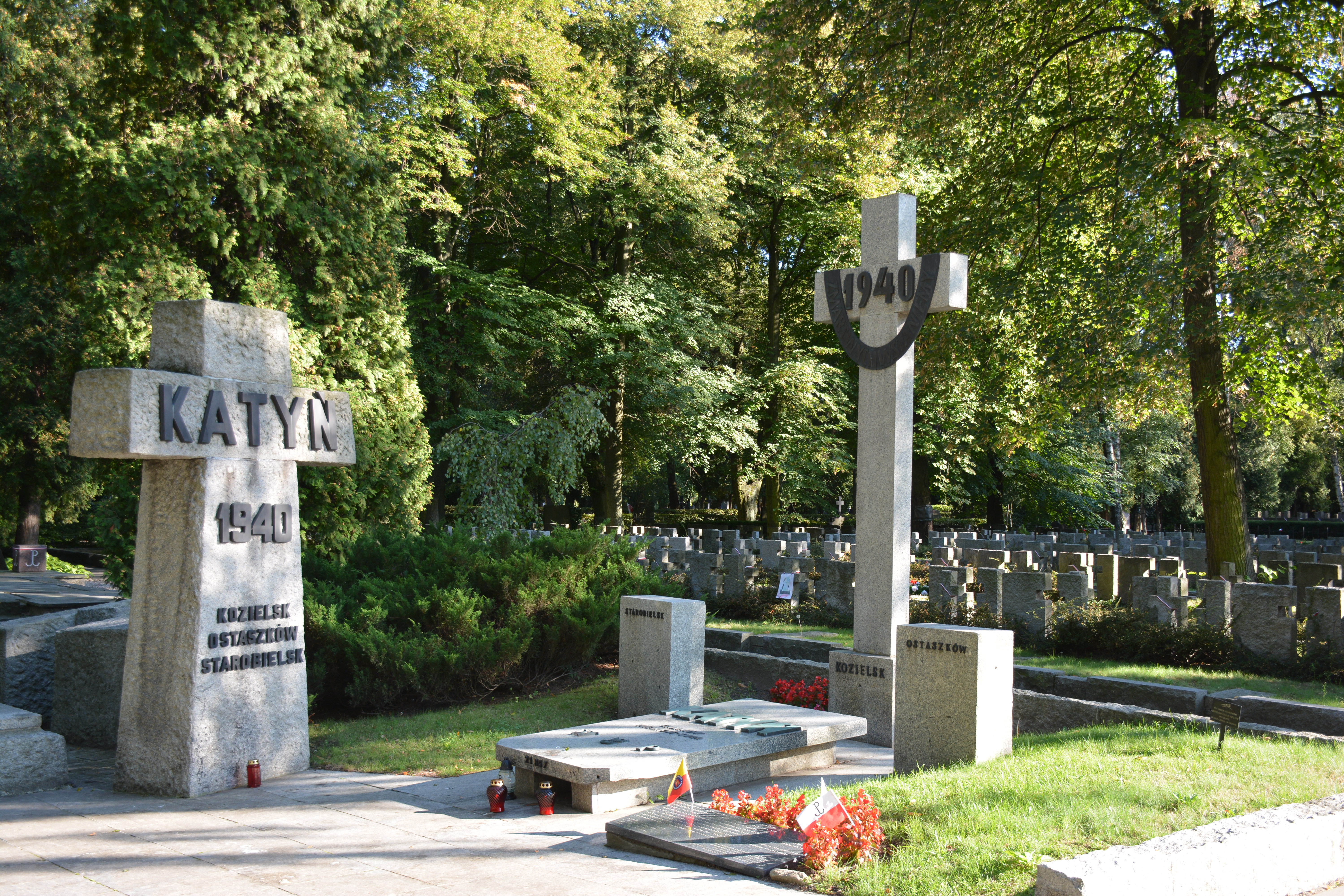
Das Denkmal an Katyn auf dem Militärfriedhof Powązki

1993 legte Boris Jelzin vor dem Katyn-Kreuz auf dem Powązki-Friedhof einen Kranz nieder und bat die Polen: „Vergebt uns, wenn ihr könnt.“ Am 22. Februar 1994 schlossen Russland und Polen ein Abkommen über die Gräber und Gedenkorte der Opfer von Krieg und Repression. Die russischen Behörden erleichterten polnischen Opferverbänden den Zugang zu Katyn. 1999 bis 2000 gestalteten beide Seiten gemeinsam die Gedenkstätte Katyn neu. Er umfasst auch sowjetische Opfer des Stalinismus und soll so zur Versöhnung von Polen und Russen beitragen. So erklärte Polens Ministerpräsident Jerzy Buzek zum 60. Jahrestag des Massakers im polnischen Fernsehen, Katyn solle ein Symbol der gemeinsamen Erinnerung und Verpflichtung werden, einen schwierigen Teil der eigenen Geschichte zu bewältigen, zum Segen der eigenen Zukunft, der Stärkung freundschaftlicher Gefühle zwischen Polen und Russen und des Aufbaus freundschaftlicher Beziehungen zwischen beiden Staaten.
Die polnischen Komponisten Andrzej Panufnik (Epitafium katyńskie, 1964) und Krzysztof Penderecki (Das polnische Requiem, 1980–1984) sowie der Regisseur und Sohn eines Katynopfers Andrzej Wajda (Das Massaker von Katyn, 2007) leisteten wesentliche Beiträge zum Gedenken. Wajdas Film wurde in Polen am 17. September 2007, dem Jahrestag der sowjetischen Besetzung Ostpolens, erstmals gezeigt.
Am 14. November 2007 beschloss der Sejm den 13. April als jährlichen Katyn-Gedenktag, weil der deutsche Rundfunk das Massaker am 13. April 1943 weltweit bekannt gemacht und Gorbatschow die sowjetische Täterschaft am 13. April 1990 eingestanden hatte.
Bis März 2010 hatten nach Umfragen nur 19 % der Russen von der NKWD-Täterschaft bei Katyn gehört; 18 % hatten eine offizielle Entschuldigung ihres Staates befürwortet. Am 7. April 2010 besuchten die Ministerpräsidenten Polens und Russlands den Friedhof von Katyn erstmals gemeinsam.

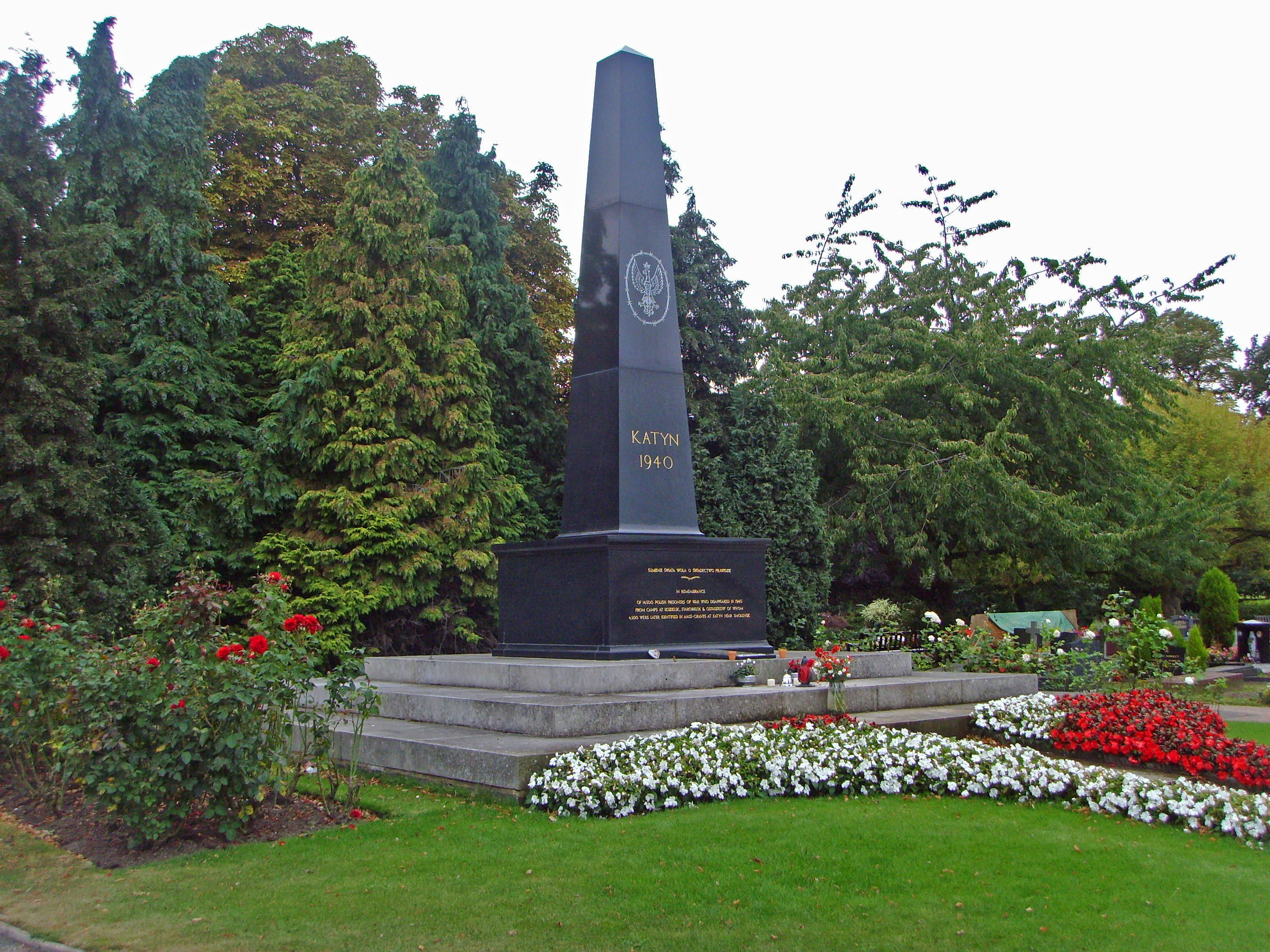
Katyn-Denkmal auf dem Gunnersbury-Friedhof in London
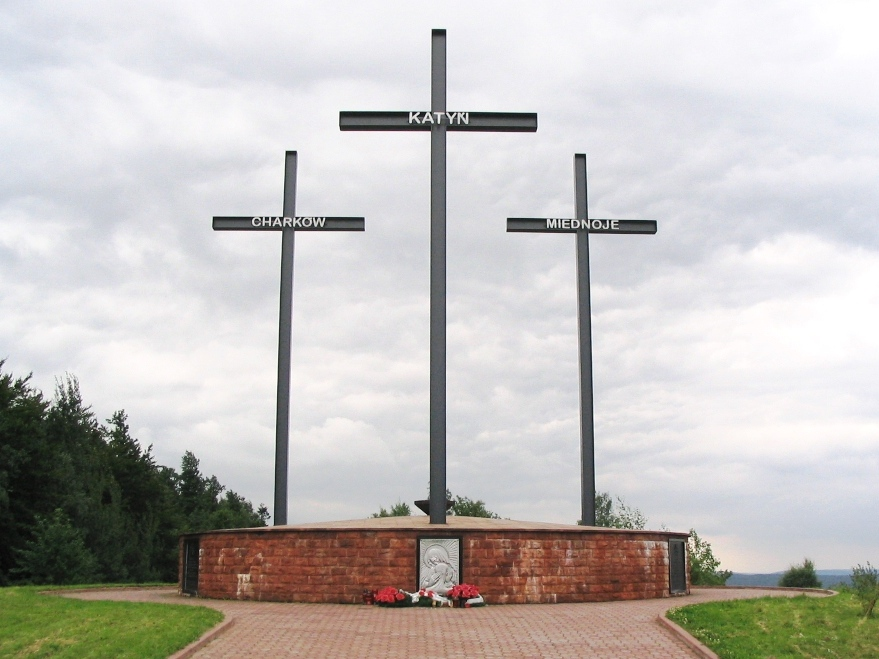
Kreuze zu drei Begräbnisorten der Gefangenen der Sonderlager, Łysa Góra (Polen)
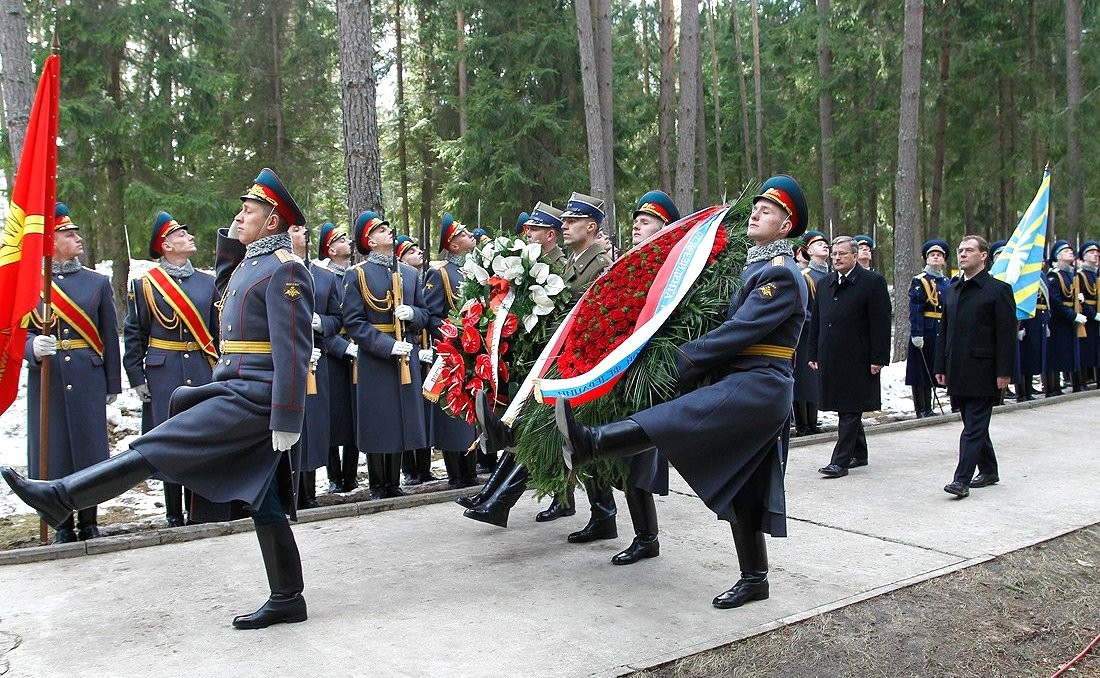
Staatspräsidenten Bronisław Komorowski und Dmitri Medwedew in Katyn (2011)
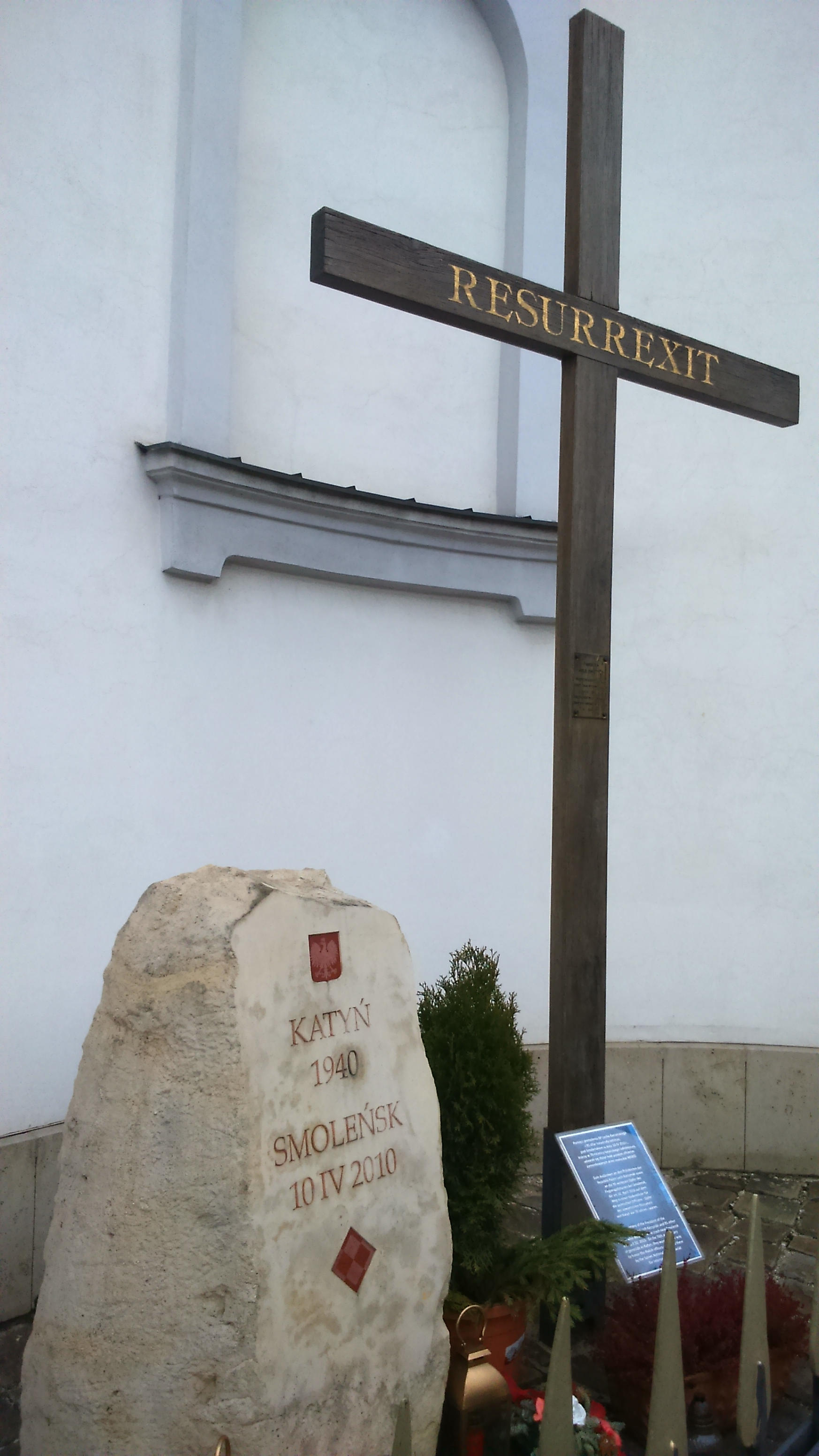
Gedenkstein zum Massaker von Katyn, Gardekirche in Wien

Im polnischen Gedenken steht „Katyn“ heute exemplarisch für die Betonung sowjetischer Verbrechen (auch gegenüber deutschen) im Zweiten Weltkrieg, mit denen die polnische Nation „verraten“ worden sei. Im russischen Gedenken wurde die kritische Aufarbeitung des Stalinismus an den Rand gedrängt. Arseni Roginski, Präsident von Memorial, benannte 2010 folgende Probleme: Während Polen eine Opferrolle und den Widerstand überbetonten, sei russisches Gedenken konfus und selektiv. Die 2004 eingestellten Untersuchungen seien wiederaufzunehmen, ein Gerichtsurteil zur Rehabilitation der Opfer sei notwendig: „Katyn ist ein Verbrechen gegen die Menschlichkeit oder ein Kriegsverbrechen. Man muss alle Namen offen nennen, angefangen mit Stalin.“
Katyn wurde in Polen erinnerungspolitisch zum Zentrum eines nationalen Opfermythos. Dabei gab es auch Tendenzen, das Massaker gegen andere Verbrechen aufzurechnen. So forderte der Historiker Jerzy Robert Nowak, wenn man den Anteil polnischer Täter am Massaker von Jedwabne aufkläre, müsse man ebenso über „bolschewistische Juden“ reden, die für das Massaker von Katyn verantwortlich seien.

## Flugunfall von Smolensk 2010

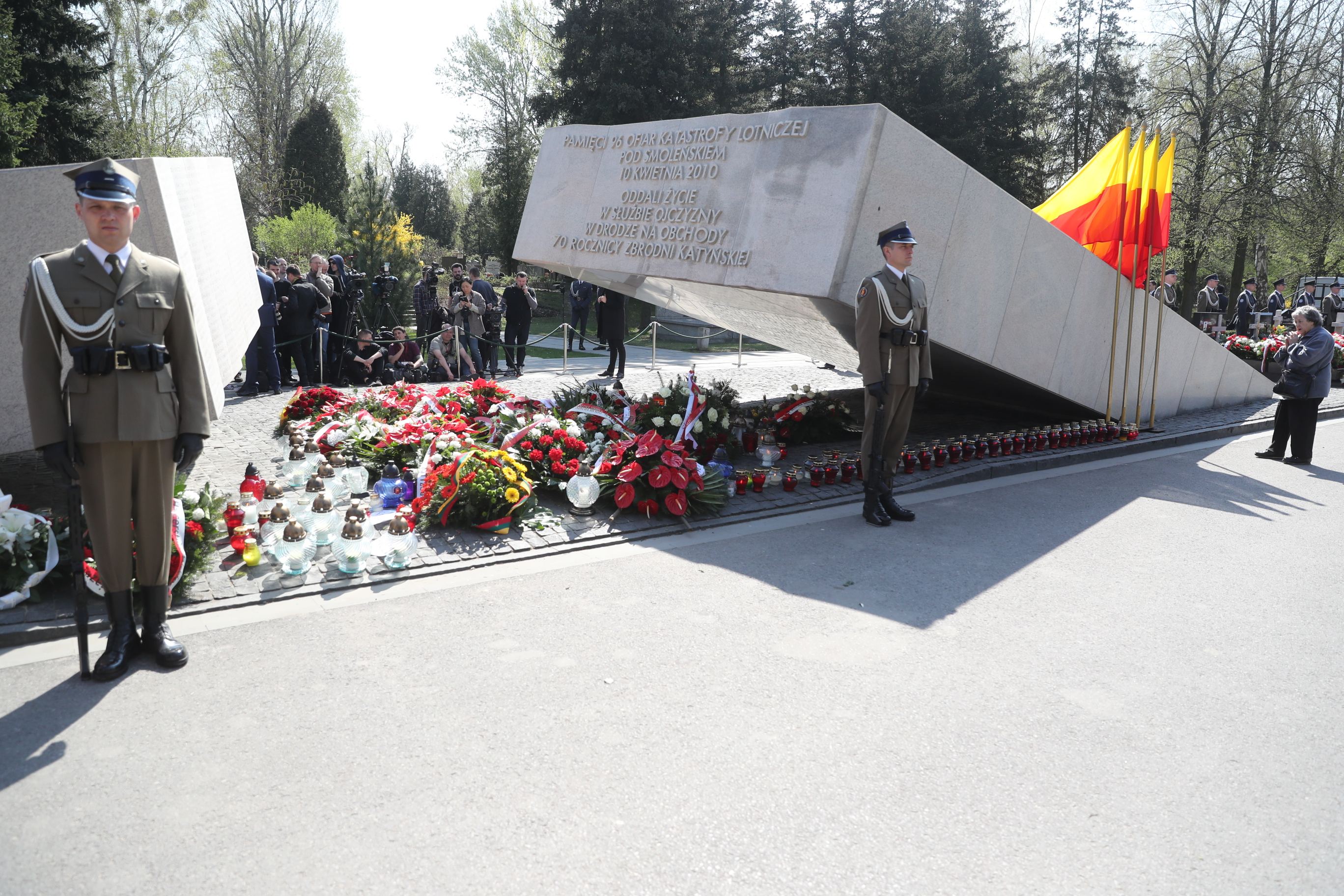
Denkmal für die Opfer des Flugunfalls auf dem Powązki-Militärfriedhof

Am Jahrestag des Massakers, am 10. April 2010 kam es in Smolensk zu einem Flugunfall. Bei der Anreise zum Katyn-Gedenktag starben Staatspräsident Lech Kaczyński und 95 weitere Polen, darunter Nachkommen der Opfer, sowie Vertreter der Opferangehörigen. Ihr Flugzeug stürzte kurz vor der Landung ab. Die Katastrophe bewirkte anfangs starke Anteilnahme der russischen Bevölkerung und Versöhnungsgesten der russischen Regierung. Am 11. April 2010 zeigte ein Staatssender Wajdas Film nach der Ausstrahlung vom 2. April zum zweiten Mal, diesmal einem breiteren Publikum. Der russische Bericht zu den Unfallursachen vom Januar 2011 verursachte jedoch neue Spannungen zwischen beiden Staaten. Nationalkonservative Polen deuten den Unfall oft mit antirussischen Verschwörungstheorien. Das Denkmal für die Opfer der Smolensk-Katastrophe befindet sich, wie das Denkmal an Katyn, auf dem Powązki-Militärfriedhof in Warschau.

## Weiterführende Informationen

### Filme
- BBC: The Issue to be avoided (1971)
- Marcel Łoziński: Der Wald von Katyn (1990)
- Maciej Sieński: Zbrodnia Katynska (Polen 1991)
- Barbara Dyrschka, Marek Grzona: Katyn – Der Massenmord und die Propagandalüge (1992)
- Józef Gębski: Film znaleziony w Katyniu (Polen 1992)
- Michael Kloft, Bengt von zur Mühlen: Die Katyn Lüge (Chronos Film 1993)
- Mirosław Dembiński: Pochowajcie mnie razem z nimi (Polen 1994)
- Grzegorz Szuplewski: Katyń. Prawda i kłamstwo o zbrodni (Polen 2005)
- Lisbeth Jessen: Kraniet fra Katyn (Arte/NDR 2006)
- Józef Gębski: Katyń (Polen 2007)
- Andrzej Wajda: Das Massaker von Katyn (2007)
- Cédric Tourbe: Stalins Henker. Das Massaker von Katyn (Dokumentarfilm, Frankreich 2020)
- Robert Harris: Enigma – Das Geheimnis  (2001)